# Рельєф України

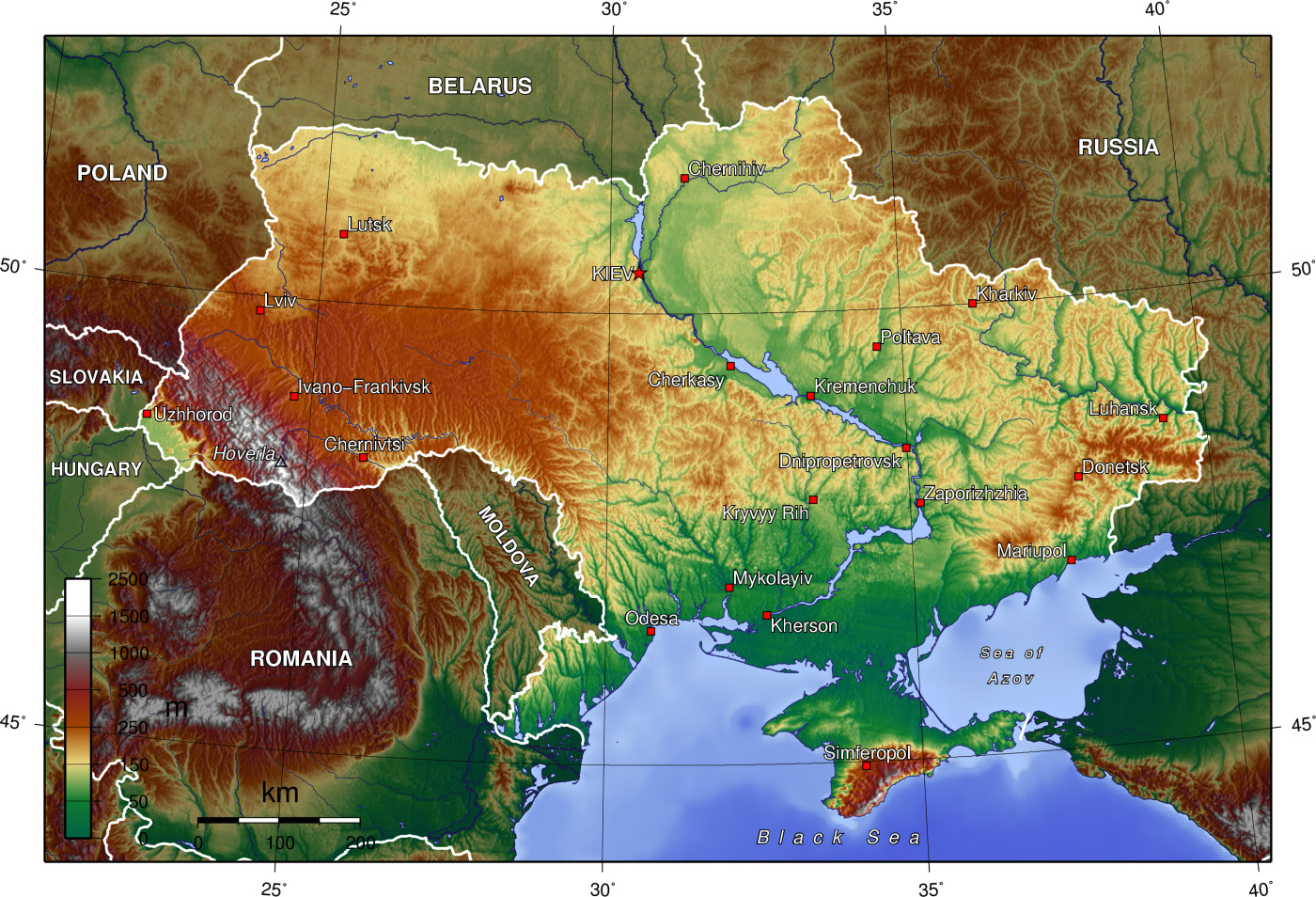
Гіпсометрична карта рельєфу України

Рельє́ф Украї́ни переважно рівнинний (95 % території країни) з невеликими абсолютними висотами (низовини складають 70 % території, височини — 25 %). Територія країни займає південно-західний край Східноєвропейської (Руської) рівнини. Середні висоти рівнинної частини країни — 170 м. Окремі вершини Карпатських гір сягають висот 1700—2000 м (Говерла, 2061 м), Кримських — 1500 та більше м над рівнем моря (Роман-Кош, 1545 м).
Вивчення рельєфу має важливу роль в розумінні розміщення природних ресурсів, особливостей формування і розміщення корисних копалин, використання сільськогосподарських земель, планування розміщення промислового виробництва, транспортних магістралей, будівництва населених пунктів, проведення природоохоронних заходів, мінімізації наслідків стихійних лих тощо.
Загалом рельєф України створює сприятливі можливості для розвитку продуктивних сил та освоєння природних ресурсів країни. Рівнинний характер території дає величезні можливості з економії витрат на спорудження та підтримку транспортної мережі країни. Широке залучення геоморфологічних методів в практику геологічно-інженерних вишуковувань дає змогу звужувати території пошуку корисних копалин і тим здешевлювати процес, скорочувати час і зменшувати затрати виробництва.

## Загальна характеристика
Більша частина території України належить до південно-західної окраїни Східноєвропейської рівнини та має рівнинний рельєф; тільки на півдні височать Кримські гори, а на заході — Карпати. Східноєвропейська рівнина в межах України складається з височинних і низинних ділянок, що здебільшого відповідно збігаються з підняттями й опусканнями кристалічного фундаменту платформи. Серед перших найзначніша Волино-Подільська височина, що простягається з північного заходу на південний схід від верхньої течії річки Західний Буг і лівих допливів верхів'я Дністра до долини Південного Бугу.
Північну частину України займає південь Поліської низовини з висотами 150—200 м; її рівнинна (місцями ускладнена моренно-горбкуватими, еоловими формами рельєфу й карстом) поверхня складена древніми флювіогляціальними й алювіальними відкладами. На південному сході вона поступово переходить у Придніпровську низовину, що простирається лівобережжюм Дніпра (Славути) в його середній течії. У західній частині низовини добре виражені заплавна й надзаплавна тераси Дніпра; східна частина є рівнинною, розчленованою ярами, балками й асиметричними долинами лівих приток.
Для височин України характерно глибоке й густе розчленовування поверхні долинною і ярово-балковою мережею. На Сході України яруги і балки сильніше розвинені, ніж на інших українських землях; їх густота становить 1—2 км на 1 км², а яружне розчленування доходить до 10—30 % площі (найбільше в південно-східній частині між Осколом і Доном з Хопром). Обезліснення і надмірна оранка степів вплинули на зростання балок. На північному сході у межі України заходять відроги Середньоруської височини. На правобережжі Дніпра розташована Придніпровська височина (висоти до 323 м). У південно-східній частині країни є невелика Приазовська височина (Бельмак-Могила, 324 м), тектонічне продовження Українського щита Придніпровської височини. З північного сходу до Придніпровської низовини примикає Донецький кряж (Могила Мечетна, 367 м), на території якого часто трапляються терикони, кар'єри й інші антропогенні форми рельєфу.
Південна частина України зайнята Причорноморською низовиною, злегка похилою на півдні з широкими долинами й плоскими вододілами з подами і степовими блюдцями, що утворилися в результаті суфозії у лесових породах. Низинні простори Північного Криму є продовженням Причорноморської низовини, за винятком Керченського півострова, Керченська рівнина якого відрізняється горбкуватим рельєфом і наявністю грязевих вулканів.
Приморські низовини поступово на півдні переміняються Кримськими горами з трьома пасмами, з яких найвище — Південне, або Головне Кримське пасмо (Роман-Кош, 1545 м). Для рельєфу Кримських гір характерні вирівняні поверхні (яйли) із широким розвитком карстових форм.
На заході України розташовані найбільш високі гори в країні — Українські Карпати, що представляють звужену (до 60—100 км) і знижену частину Східних Карпат та складаються з ряду паралельних хребтів, витягнутих із північного заходу на півдненному сході на 270 км (найвища вершина — гора Говерла, 2061 м). У південно-західних передгір'їв Українських Карпат простирається алювіальна Закарпатська низовина (висота 100—120 м).

## Низовини
Низовини найбільш розповсюджена форма рельєфу України, вони займають близько 70 % території країни. Усі вони, окрім Закарпатської (частина Середньодунайської), є окремими елементами величезної Східноєвропейської рівнини, що розкинулась від арктичних морів на півночі, до Кавказьких гір на півдні, від Уральських на сході до Карпатських на заході.

### Поліська
Українське Полісся — південна частина великої Поліської низовини (північним його складовим елементом виступає Білоруське Полісся), займає крайню північно-західну територію країни, північну частину Правобережжя Дніпра у межах північних частей Волинської, Рівненської, Житомирської, Київської, Чернігівської областей та частково Сумської. На півдні область межує з Волинською і Придніпровською височинами і має досить чіткі й виразні межі в рельєфі, від Володимира-Волинського на заході, північніше Луцька і Рівного, далі на сході умовно проходить через Коростень і Вишгород. Це історично заболочена (значно осушена у другій половині XX століття) рівнинна територія з широкими і пологосхилими річковими долинами. Тут концентрується найбільший земельний масив осушених земель України. Кліматичні умови (кількість атмосферних опадів, відносна вологість повітря) змінюються із заходу на схід в бік зменшення (континентальність клімату навпаки, збільшується з просуванням на схід), відповідно, зменшується і заболоченість території.
Геоморфологічна область Українського Полісся складається з таких підобластей:
- Волинське Полісся,
- Житомирське Полісся,
- Київське Полісся[2].

У геоморфологічному сенсі (наслідуючи фізико-географічний поділ) часом до Українського Полісся відносять також і Лівобережжя Дніпра — Чернігівське і Новгород-Сіверське Полісся.

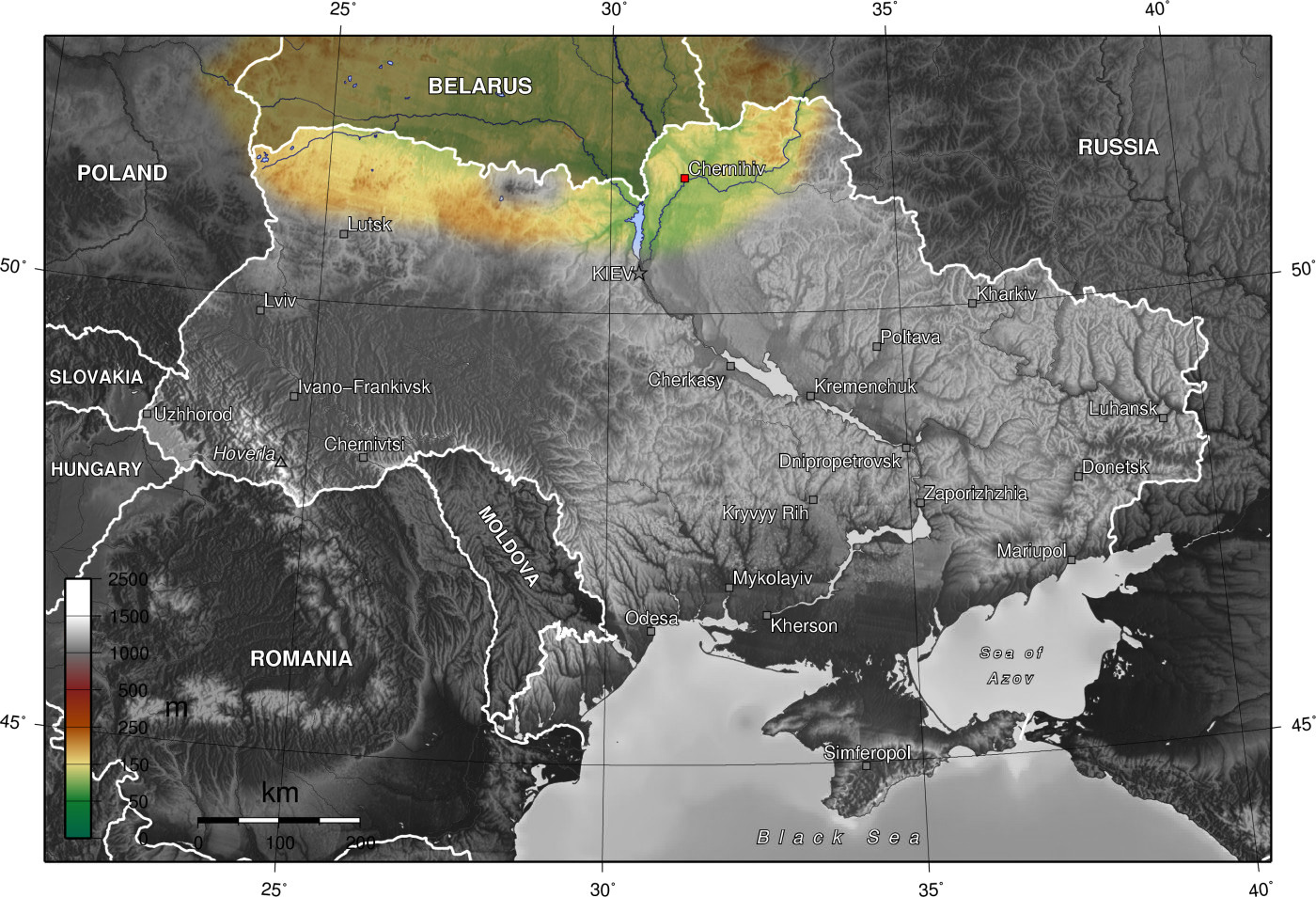
Поліська низовина на карті рельєфу України
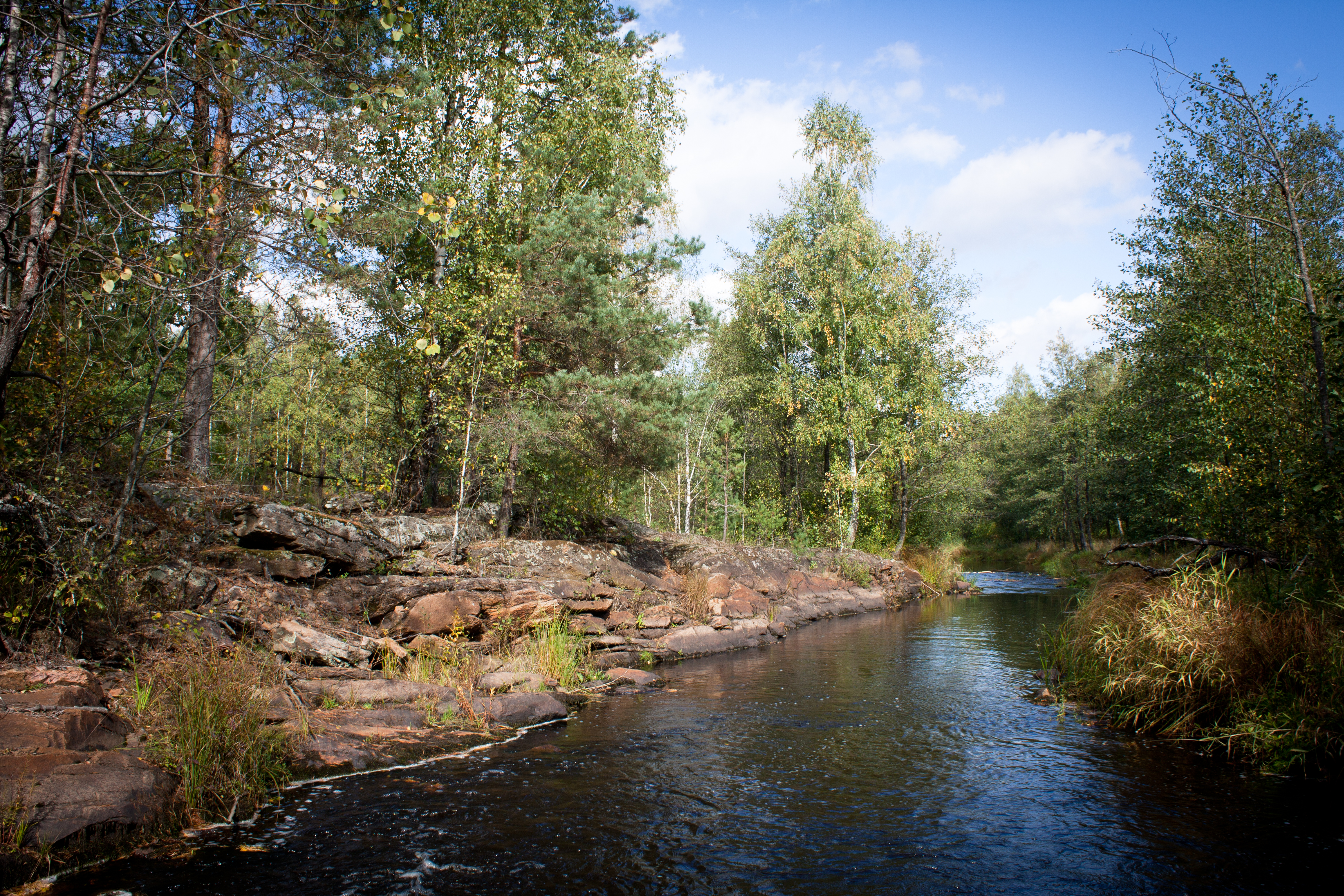
Річка Уборть на Овруцькому кряжі
Долина нижньої течії Прип'яті
«Поліське болото», Іван Шишкін, 1890 рік
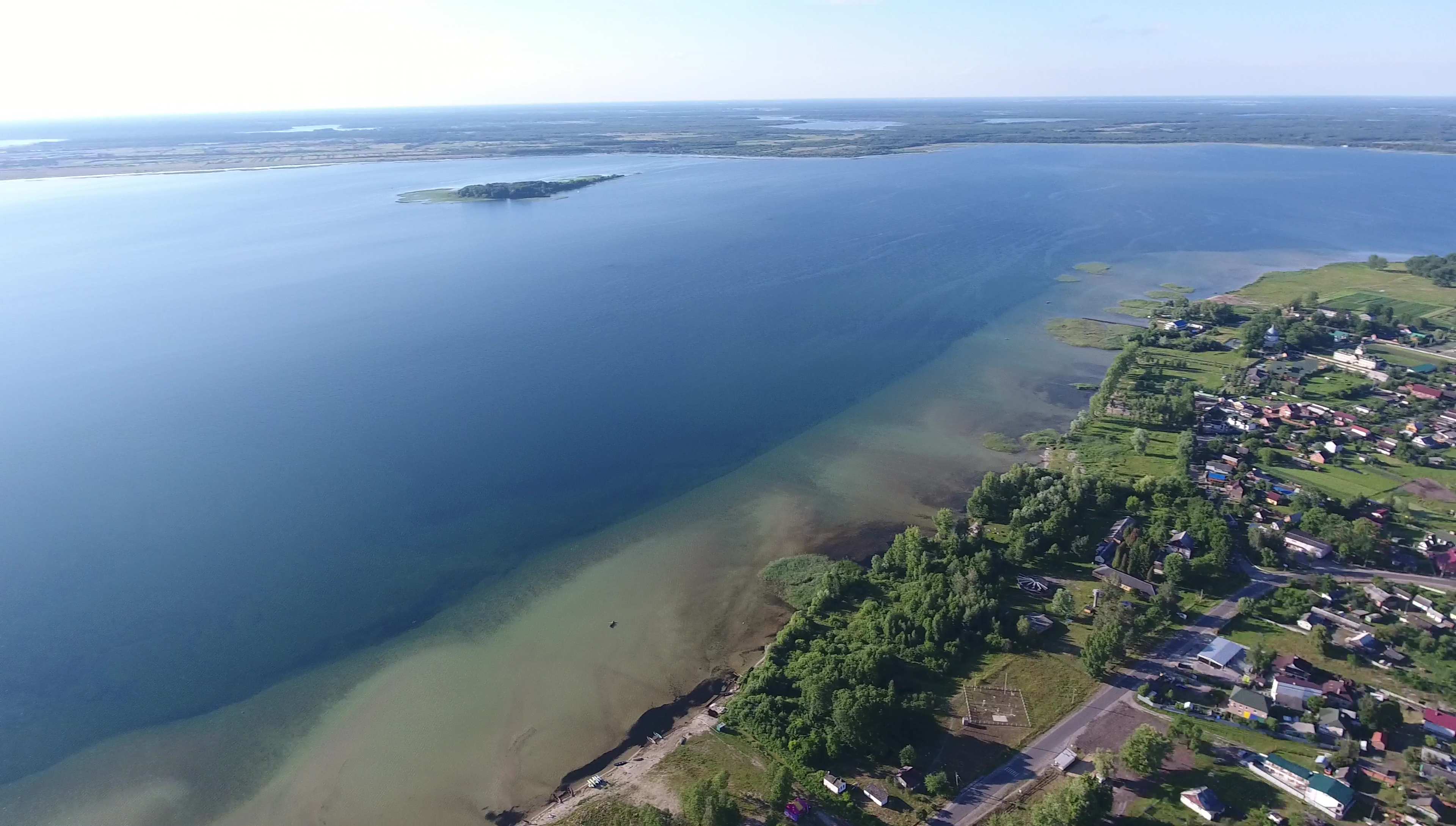
Шацькі озера

У геологічному формуванні низовини брали участь докембрійський кристалічний фундамент, осадовий чохол крейдового та палеогенового періодів, що часто виходять на поверхню. Четвертинні відклади представлені здебільшого пісками і глинами. Геоструктурно низовина на заході Волині приурочена до Волино-Подільської плити, на Житомирщині — Українському щиту, на Лівобережжі — Дніпровсько-Донецькій западині.
Загальний нахил поверхні Українського Полісся — із заходу на схід. Рельєф здебільшого рівнинний, часто порушується водно-льодовиковими формами рельєфу — горбоподібними підвищеннями, валами і горбами. Абсолютні висоти рельєфу незначні — 150—200 м, найбільші пов'язані з Словечансько-Овруцьким кряжем (316 м), відносні висоти якого невеликі — 50—60 м; уздовж Дніпра і Прип'яті абсолютні висоти не перевищують 150 м (у Волинській області вище за 200 м). У межах геоморфологічної області виділяється широкою смугою (30—40 км) долина Прип'яті, найбільшої правої притоки Дніпра. Рельєф заплави Прип'яті, ширина якої коливається в межах 2—20 км, характеризується наявністю великої кількості стариць, приток, невеличких озер, еолових (моренних) горбів і пасм з піску, гальки, валунів. Річкові долини Десни, Стира, Случі, Снова, Горині, Тетеріва, Сейму, Уборті, Ужа широкі, з низькими берегами, двома річковими терасами (зрідка трьома), глибинами 20-50 м (зростають з півночі на південь). Заплави й реліктові прохідні долини заболочені, у місцях виходу кристалічних порід скелясті береги, річкові пороги й перекати в річищах.
У межах Волинської моренної гряди зустрічаються досить протяжні ози (завдовжки 2-3 км, з відносною заввишки 10—25 м). У місцях виходу на поверхню кристалічних гірських порід зосереджені друмліни. Для Прип'ятської низовини більш характерними є еолові форми водно-льодовикового рельєфу на межиріччях, що виступають у вигляді барханів і переважно складаються з кварцових пісків, поширені дюни, горби й вали, що закріплені рослинністю. Зруйновані денудацією виходи на земну поверхню кристалічних порід утворюють гранітні поля, пасма, кряжі (Словечансько-Овруцький, Білокоровицько-Топильнянський, Озерянський).
На Волинському Поліссі, де близько від поверхні залягають породи верхньої крейди, розповсюджені карстові форми рельєфу (басейни Турії та Снову), десятки великих озерних улоговини, загальнознаними з яких є Шацькі озера (найбільше озеро Світязь) в північно-західній частині Волинської області. Шацьке поозер'я — важливий курортний регіон країни.

### Придніпровська
Придніпровська низовина розташована в північно-східній частині України, уздовж лівого берега Дніпра, у межах Чернігівської, Київської, Черкаської, Сумської, Полтавської, Дніпропетровської та частково Харківської і Запорізької областей. Фактично вона є північно-східним продовженням Українського Полісся. Межі геоморфологічної області проходять на заході і південному заході берегами Дніпра, на північному сході — схилами Середньоруської височини, на півдні — на широті міста Дніпра в південно-східному напрямі, далі повертає на північ і доходить до кордону з Середньоруською височиною, на південний схід від Харкова, північно-східні межі збігаються з державним кордоном України. Пересічні висоти — 50-170 м, найбільші (200 м) — на півдні та сході. Найбільше знижена частина Придніпровської низовини — алювіальна тераса Дніпра на північному сході (50-90 м), що поступово звужується від 125 км в Чернігівській, до 40 км в Полтавській областях.
Придніпровська геоморфологічна область складається з таких підобластей:
- Середньодніпровсько-Деснянська на півночі (Придеснянська рівнина). У цій частині значного розвитку набули льодовикові і водно-льодовикові форми, де чималі площі зайняті моренними та моренно-зандровими рівнинами. У цій частині найбільш інтенсивна яружна сітка, в рельєфі якої добре збереглися виступи крейдяних порід. Круті і непротяжні схили цих виступів призвели до формування глибоких, але коротких яруг із значним нахилом їхніх сточищ[2].
- Придніпровська в центрі (Полтавська рівнина). Сильно розвинута яружна сітка, приурочена до схилів долин лівих приток Дніпра і супроводжується зсувами, обвалами, інтенсивним змивом ґрунтів[2].
- Полтавсько-Орельська на півдні та сході. Сильно розвинута яружна сітка, приурочена до схилів долин, сильно звужені пласкі вододіли чергуються з глибокими (70-80 м) широкими (10-15 км) асиметричними річковими долинами лівих приток Дніпра[2][1]. Круті праві схили долин порізані глибокими балками з частими осипами.

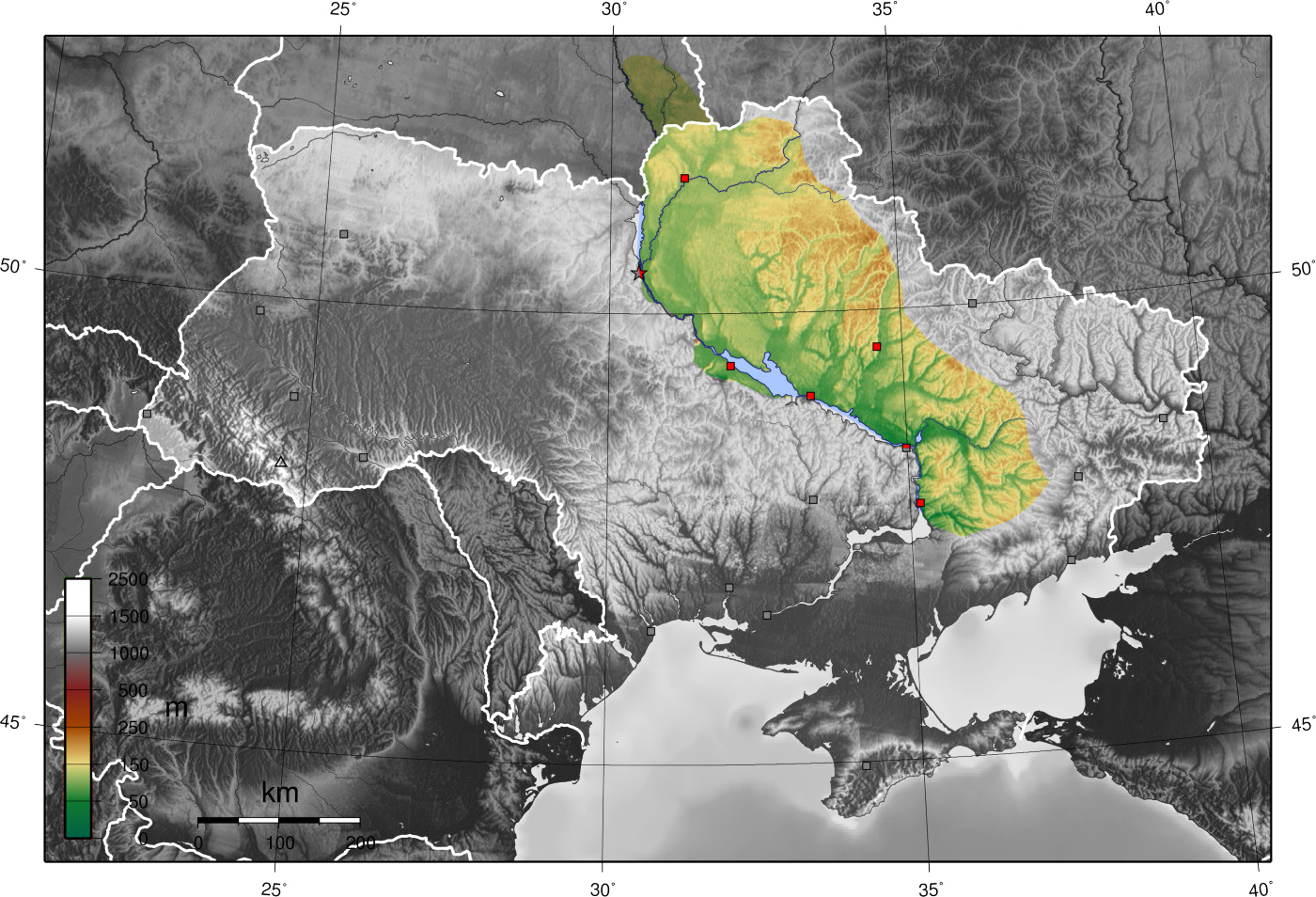
Придніпровська низовина на карті рельєфу України
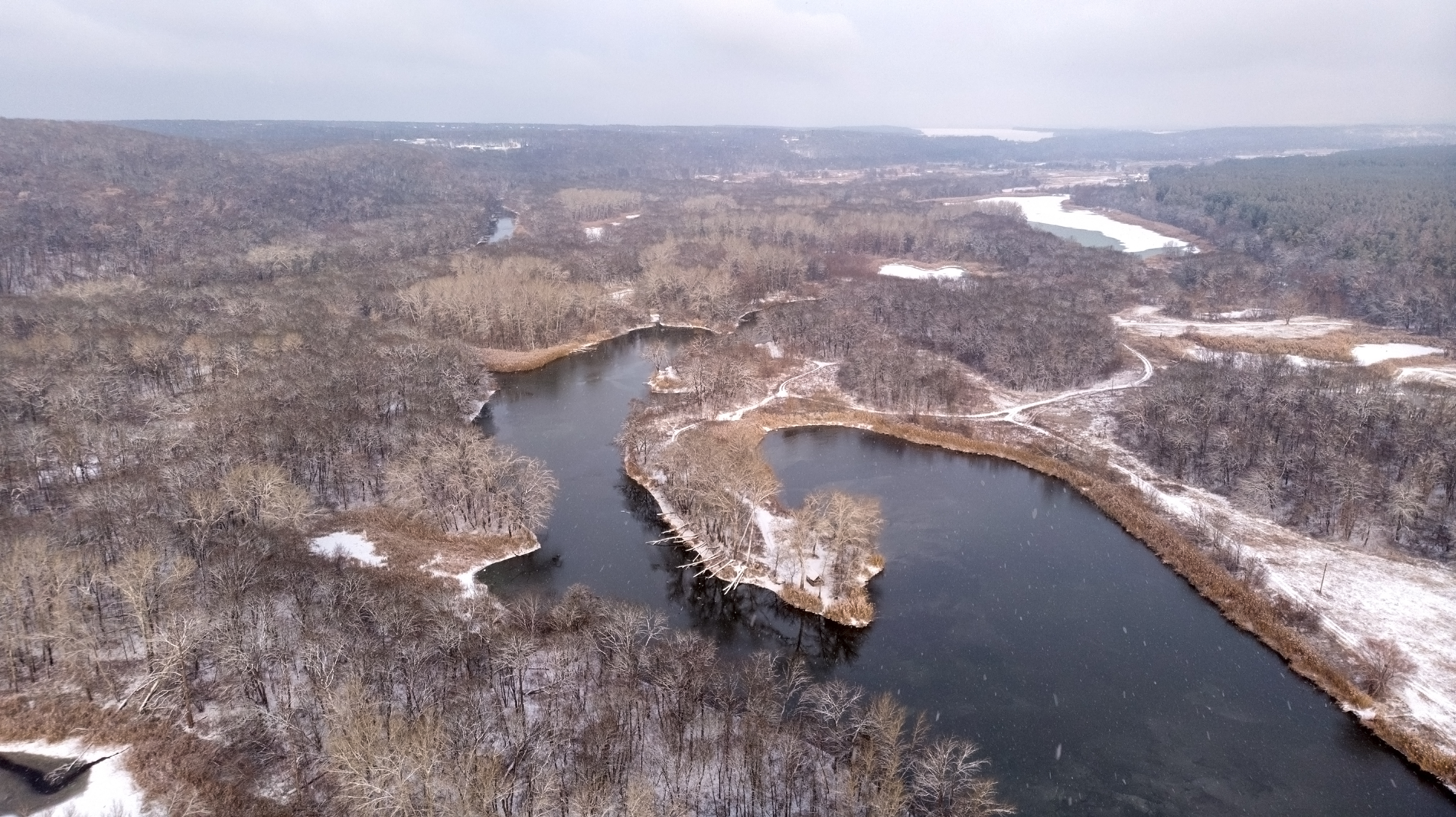
Гомільшанські ліси взимку
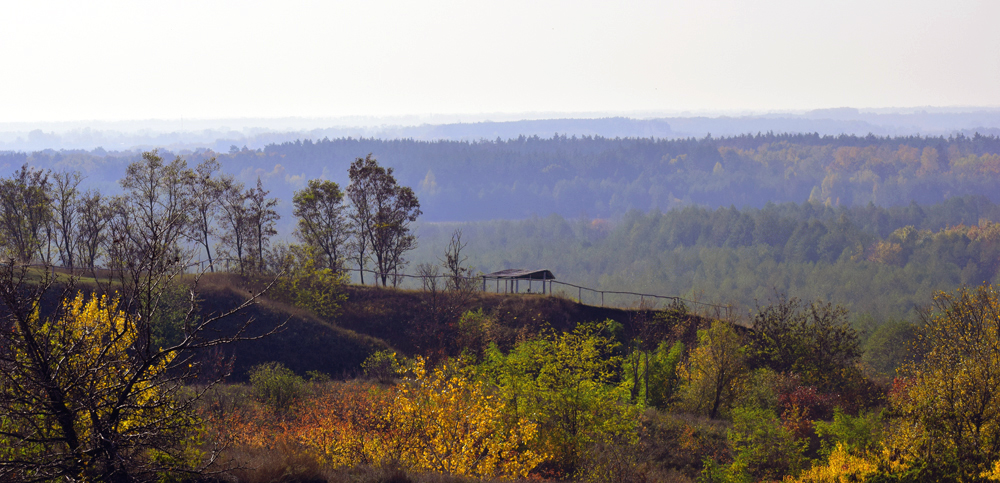
Шкуратівські схили долини Удаю
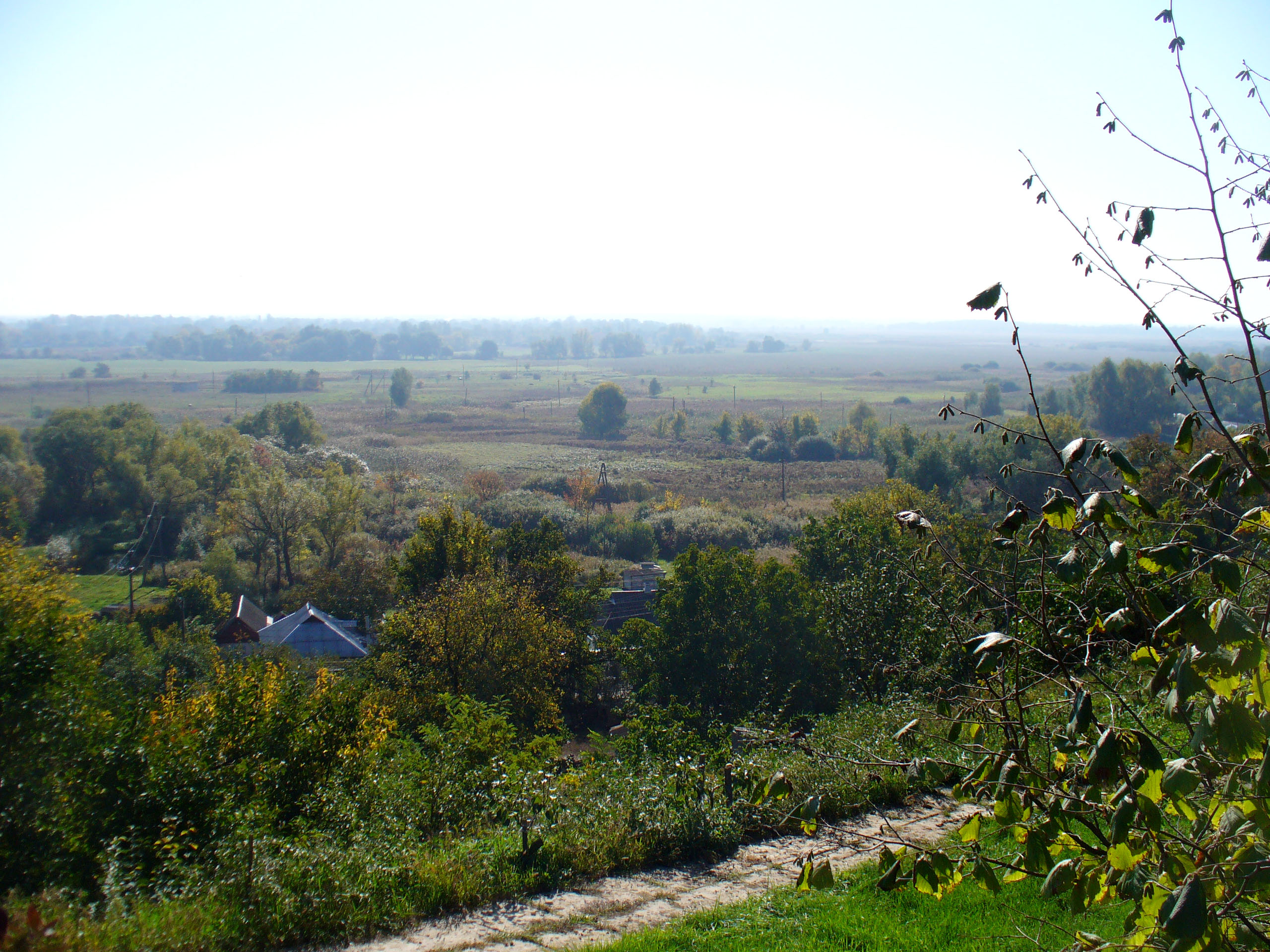
Краєвиди Полтавської рівнини
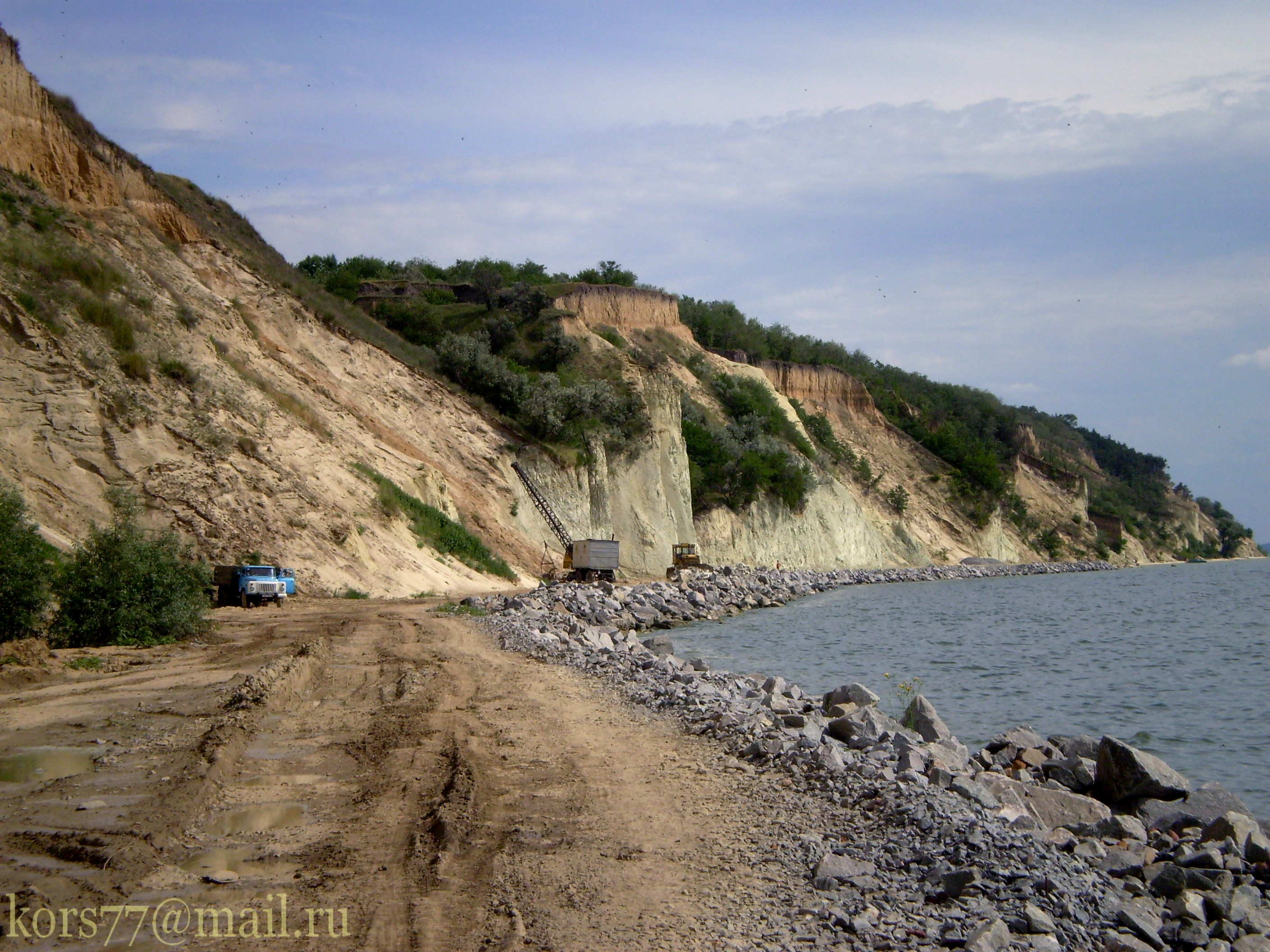
Гора Пивиха на березі Дніпра

Геологічний фундамент Придніпровської низовини складає кристалічний масив на глибинах 4000-8000 м, перекритий потужною товщею осадових порід різного віку (від палеозою до антропогену). Четвертинні відклади на заході представлені пісками, на сході — лесами і лесовими суглинками. У геоструктурному відношенні низовині відповідає Дніпровсько-Донецька западина.
Придніпровська геоморфологічна область є пластоподібною низовиною з пересічними абсолютними висотами дещо більшими, ніж на Поліссі. Загальний похил поверхні на південь і південний захід, до Дніпра. У цьому напрямку тече більшість його лівих приток (Ворскла, Оріль, Псел, Самара, Сула). Головними елементами рельєфу долини Дніпра слугують поверхні терас, густо вкриті старицями, озерними улоговинами та піщаними дюнами та пагорбами на заплавах і борових терасах. Річкові долини приток Дніпра в нижній течії заболочені через підпір водами каскаду водосховищ (Київське, Канівське, Кременчуцьке, Кам'янське, Дніпровське). Присутні окремі ізольовані підняття — гори Пивиха (169 м), Хоцький пагорб (151 м), Калитва (145 м); прояви соляної тектоніки у вигляді куполоподібних пагорбів — Золотуха поблизу Ромен, Богачківський і Висачківський пагорби поблизу однойменних селищ. На схилах долин, особливо на крутих схилах правого берега Дніпра, добре розвинута яружно-балкова мережа, хоч загалом вона розміщена територією нерівномірно. Ерозійне розчленування надає рівнинній поверхні хвилястий характер. Для низовини загалом характерні реліктові прохідні долини (вододіли Псла-Ворскли, Псла-Хоролу). На півдні зустрічаються просадкові степові блюдця, поди.

### Причорноморська
Крайня південна частина країни зайнята широкою Причорноморською низовиною, яка на півдні закінчується невисокими крутими уступами у бік Чорного та Азовського морів. На території Кримського півострова Причорноморська низовина Північнокримською низовиною поступово переходить у куестове низькогір'я Кримських гір, на заході межує з Тарханкутською, на сході — Керченською височинами. Західна межа низовини проходить по долині річки Прут; на сході поступово переходить в Приазовську низовину, що простяглась уздовж північного узбережжя Азовського моря, та Приазовську височину. Низовина є частиною Причорноморської западини. На території України лежить у межах Криму, Одеської, Миколаївської, Херсонської, Запорізької та Донецької областей.
Геоморфологічна область Причорноморської низовини поділяється на такі підобласті:
- Дунайсько-Дністровська, межиріччя нижніх течій Дунаю і Дністра. Характеризується загальним похилом території як у південному, так і в східному напрямку. Велика кількість озер (Кагул, Ялпуг, Китай), приморських лагун і річкових лиманів (Сасик, Шагани, Алібей, Дністровський).
- Дністровсько-Бузька, межиріччя нижніх течій Дністра і Південного Бугу. Найбільші абсолютні висоти на південному заході цієї частини (160 м), де вона поступово переходить в Подільську височину.
- Бузько-Дністровська, межиріччя нижніх течій Південного Бугу і Дніпра (правий берег). Характерним є наявність великої кількості солоних річкових лиманів (Хаджибейський, Куяльницький, Тилігульський), пересихаючих річок.
- Дніпровсько-Молочнянська, межиріччя нижніх течій Дніпра (лівий берег) і Молочної. Характеризується рівнинністю (плоскістю) поверхні, її безстічністю, невеликими за глибиною і густотою розчленуваннями, наявністю значних за площею подів тощо.
- Приазовська низовина, від Молочної і до східного кордону України, уздовж північного берега Азовського моря. Властиві досить різкі перепади поверхні з півночі на південь (від 180 м до 0 м).
- Кримська рівнина, лежить на північ від Кримських гір. У її складі Індольська і Присиваська низовини, Центральнокримська рівнина.

Характерними морфологічними особливостями усіх підобластей континентальної частини є слабкий нахил поверхні на південь у бік Чорного та Азовського морів; у той час як Кримська рівнина має нахил на північ, убік Каркінітської затоки Чорного і Сиваської Азовського морів. Для Причорноморської низовини характерний відносно рівнинний рельєф, поступовий перехід низовини до сусідніх підвищених морфоструктур, більше розчленування поверхні в північній, ніж у південній частині (але в межах Кримської рівнини навпаки: розчленування збільшується на півдні). Спільними для всіх підобластей є наявність водоерозійних та водоакумулятивних суфозійнино-просадочних форм рельєфу — подів (Агайманський, Зелений, Чаплійський), степових блюдець. В басейнах Дніпра та Молочної на річкових схилах розвинена яружно-балочна мережа. Річкові долини глибокі, з 3-6 річковими акумулятивними терасами, крутими правими схилами, на яких можливі зсуви та денудаційні тераси. У гирлових ділянках річок Причорноморської низовини через загальне занурення поверхні часто утворюються лимани.

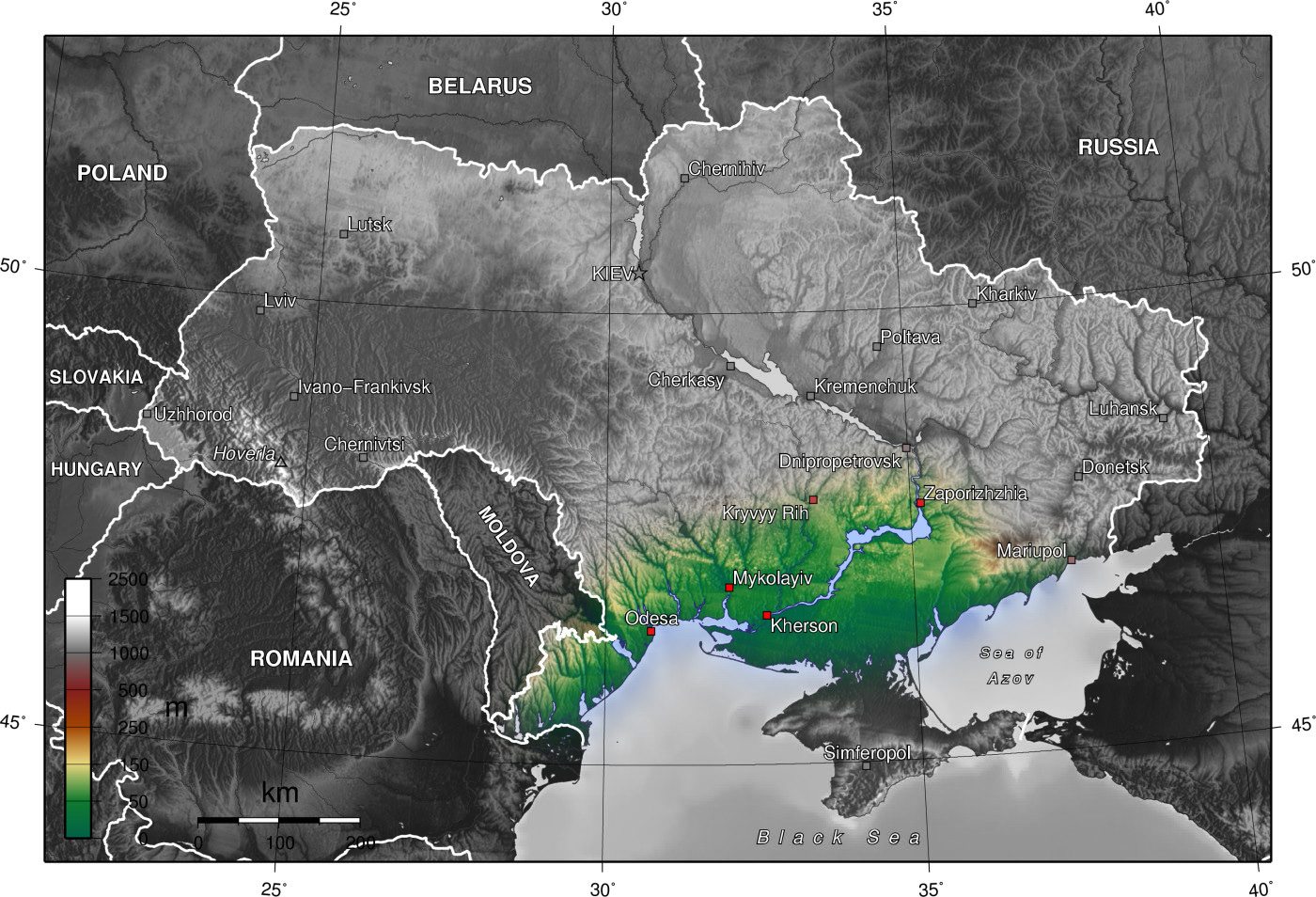
Причорноморська низовина на карті рельєфу України
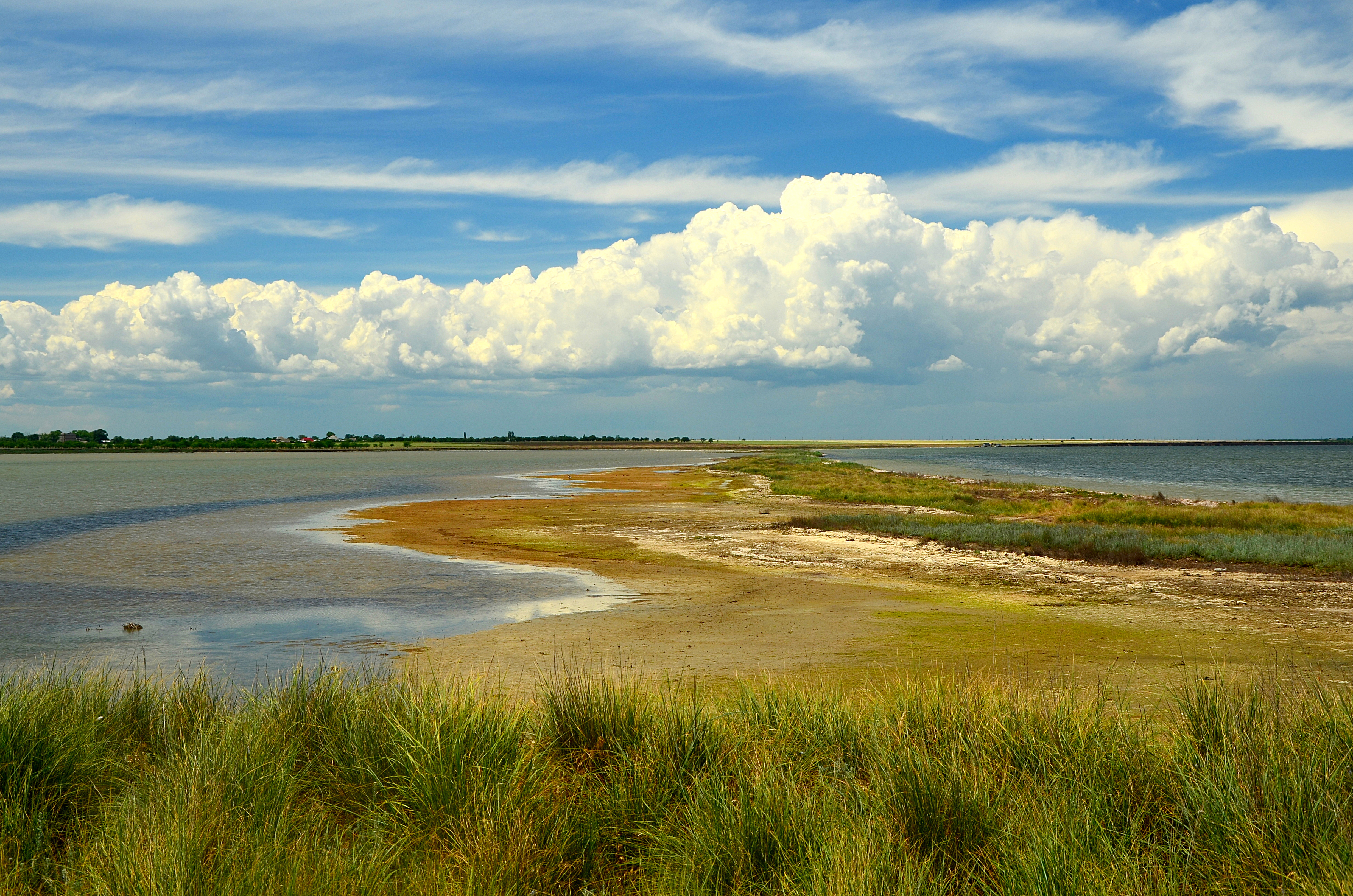
Дунайсько-Дністровське межиріччя
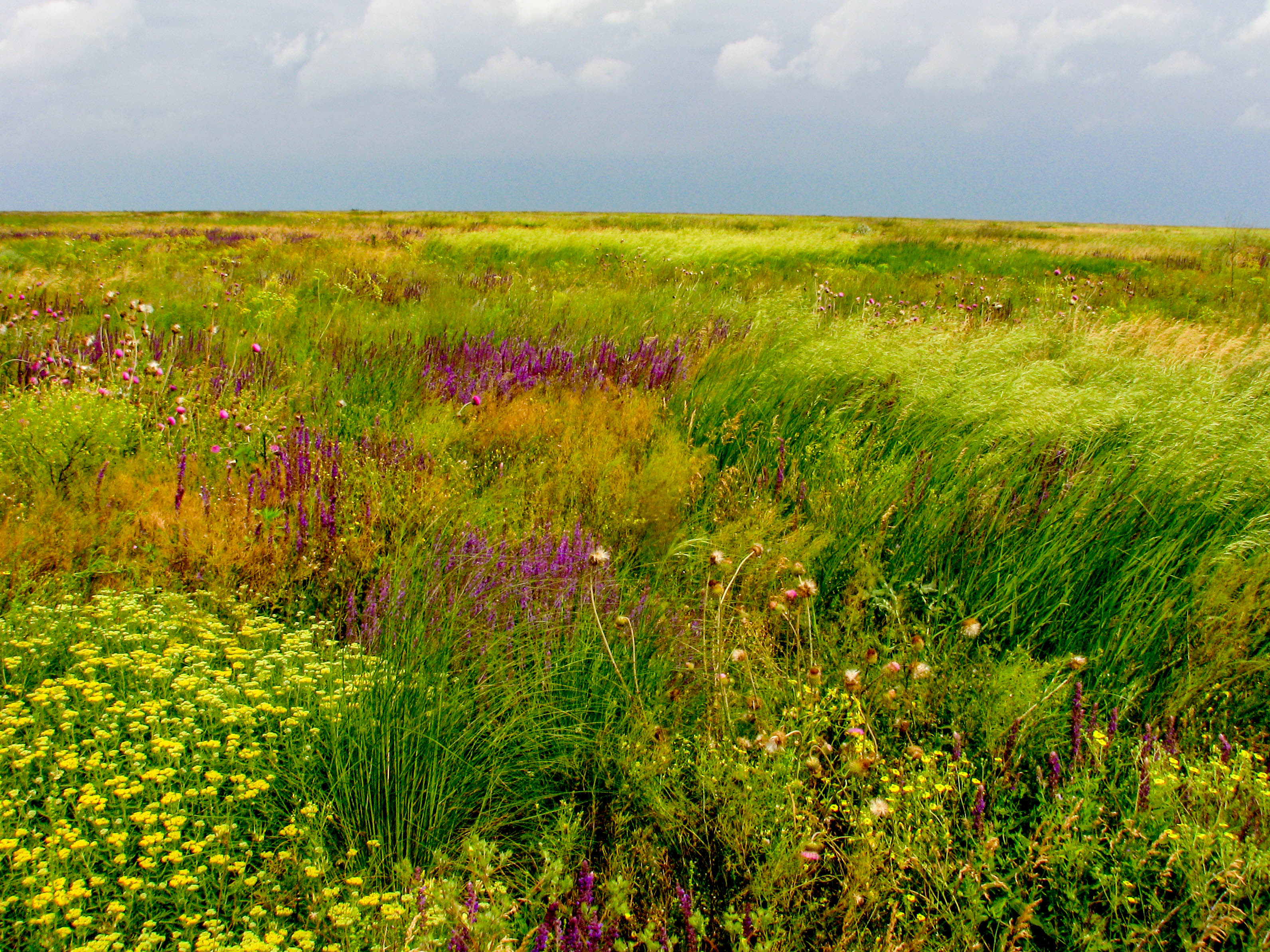
Південноукраїнський степ
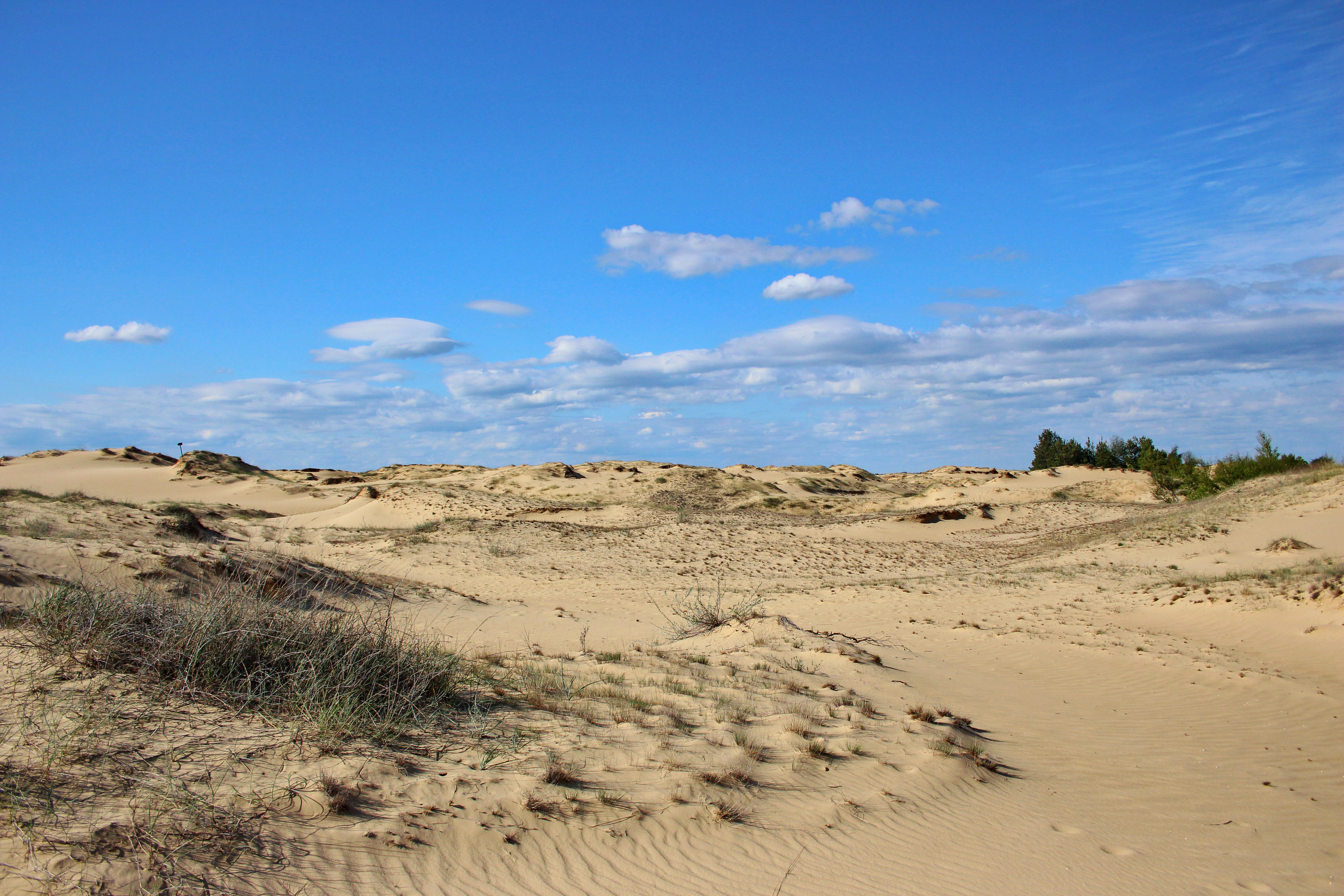
Олешківські піски, алювіальні відклади в пониззі Дніпра
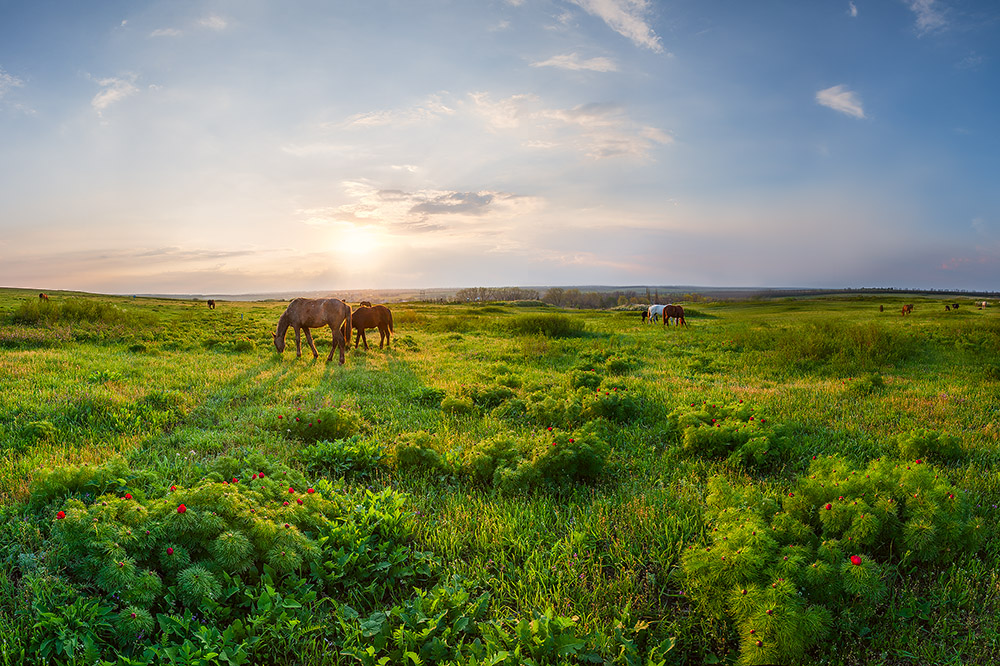
Приазовська низовина

У геологічному відношенні фундамент низовини складають потужні товщі осадових порід палеозою, мезозою та кайнозою, з особливим місцем четвертинних відкладів. Геоструктурно низовина приурочена до Причорноморської западини; крайні південні частини — Середземноморського геосинклінального поясу Герцинської платформи (складчаста область Добруджі, Придобруджинський прогин, Скіфська плита). У тектонічному відношенні окремі ділянки низовини продовжують опускатись, тому висоти південної частини не перевищують 2 м над рівнем моря.

### Закарпатська
Закарпатська низовина є північно-східною частиною обширної Середньодунайської (Тисо-Дунайської) низовини в середній течії Дунаю. Середні висоти на рівнині 105—120 м. Найнижча точка низовини — 101 м над рівнем моря (село Руські Геївці Ужгородського району). У межах низовини лежить невисокий, зі скелястими і гострими вершинами Вулканічний хребет (Вигорлат-Гутинський), Солотвинська та Мукачівсько-Чопівська улоговини, Берегівське горбогір'я. З північного сходу обмежена Вулканічним хребтом. Рівнинний характер місцевості порушують пагорби вулканічного походження, максимальна висота яких сягає 400 м. Загалом поверхня плоска, східчаста, слабонахилена на південний захід. Низовина займає 20 % території Закарпатського регіону України. У карстових проваллях в районі Солотвинських родовищ солоні карстові озера (Кунігунда).

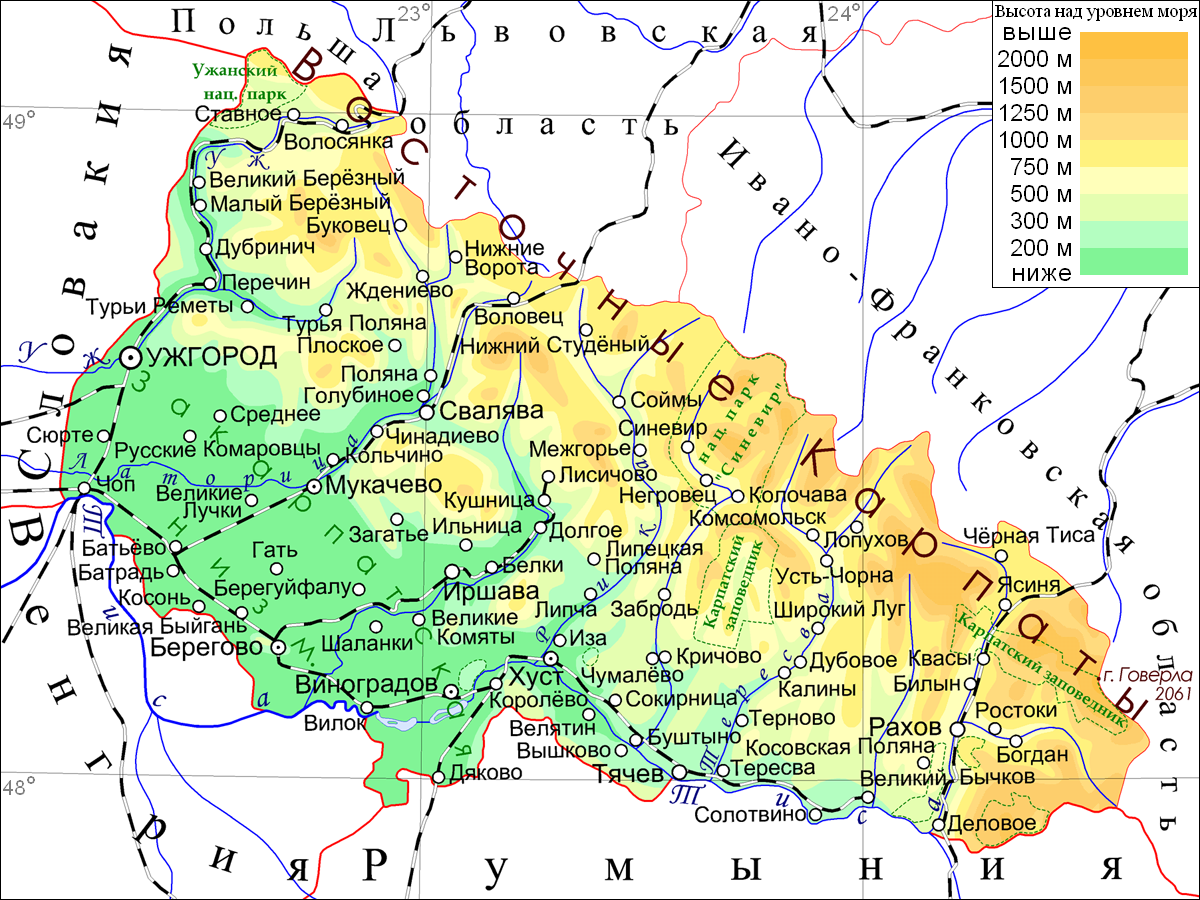
Рельєф Закарпатської низовини (рос.)
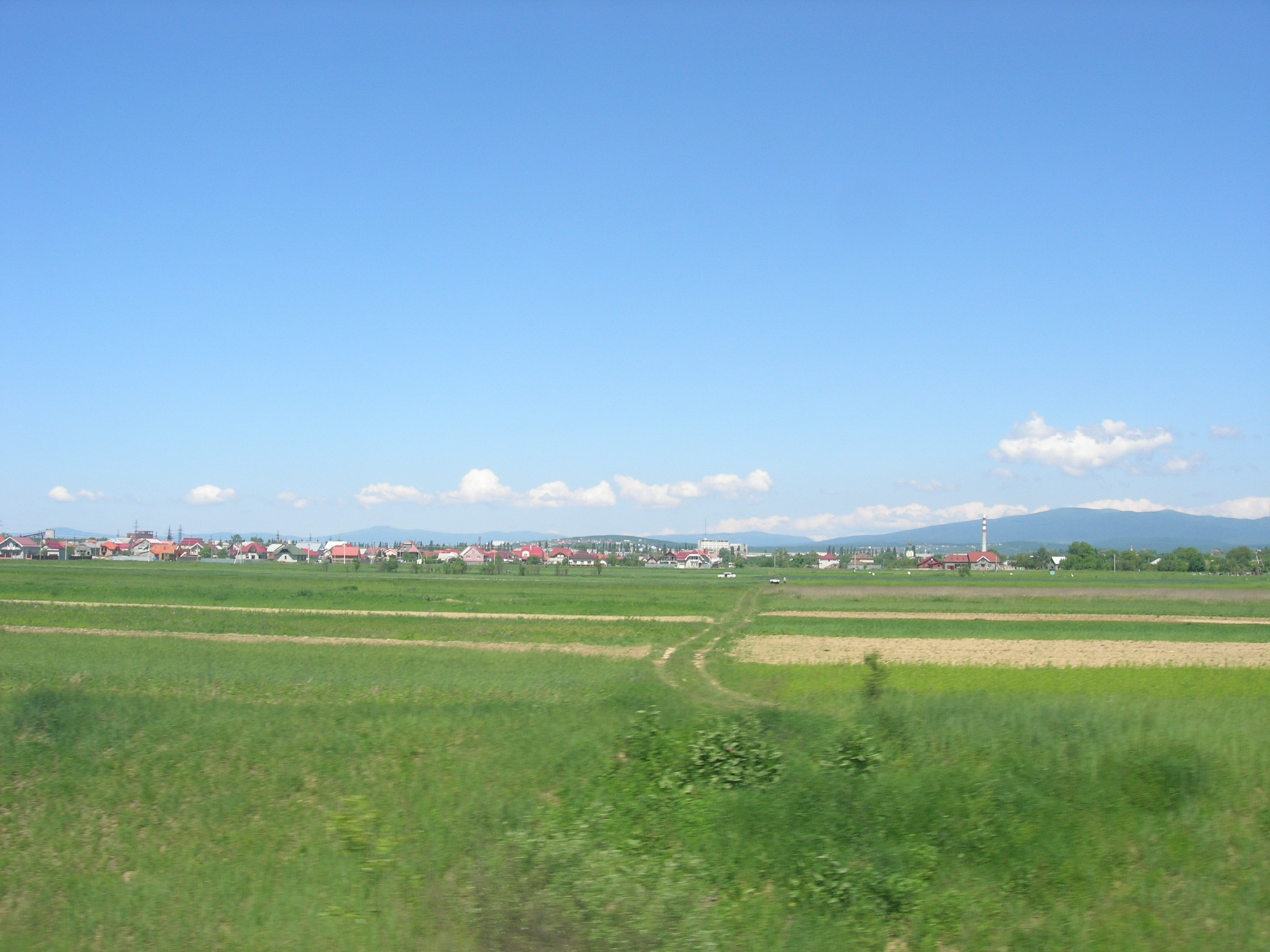
Краєвиди Закарпаття
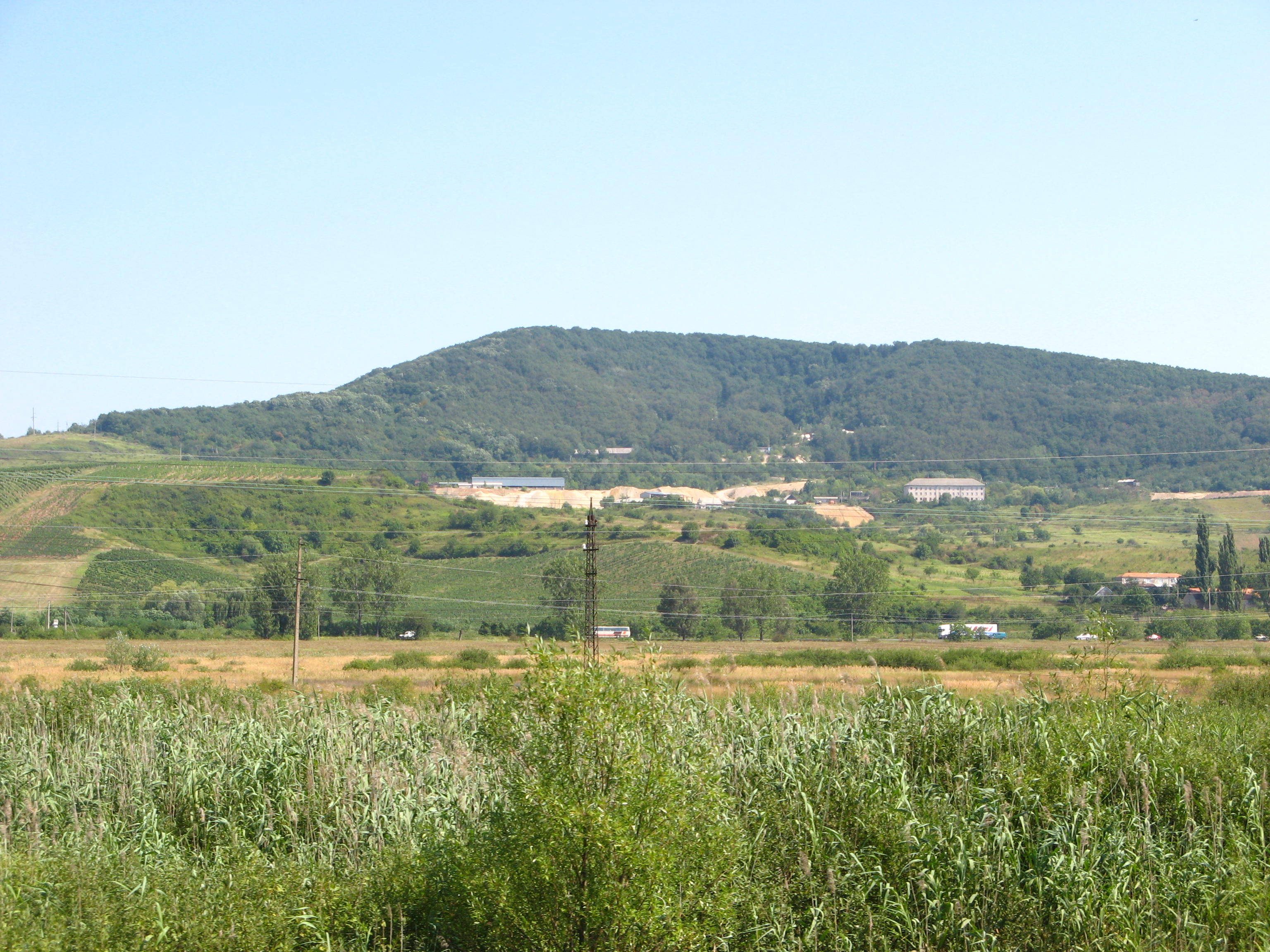
Берегівське горбогір'я
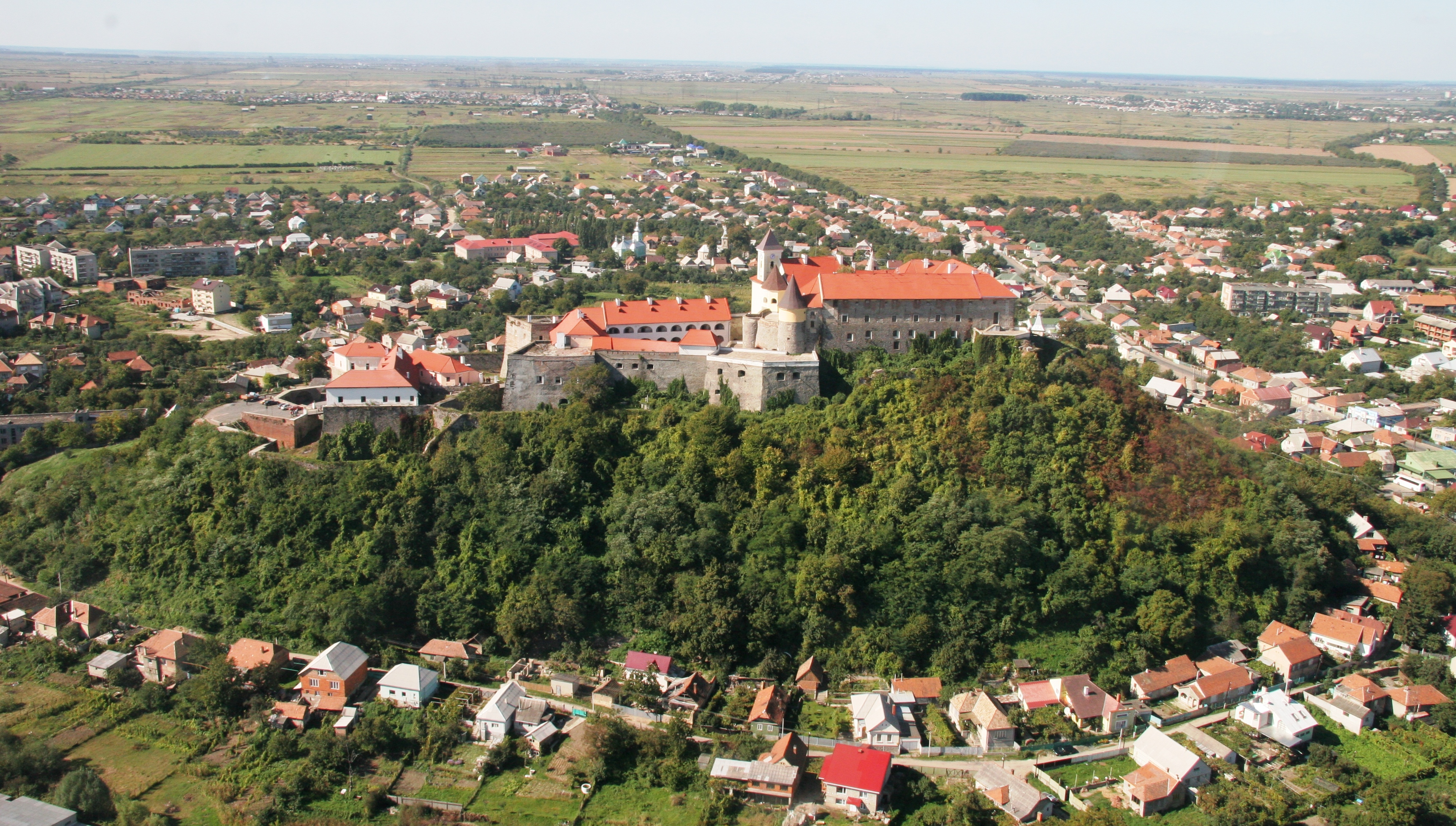
Замок Паланок на вулканічному пагорбі
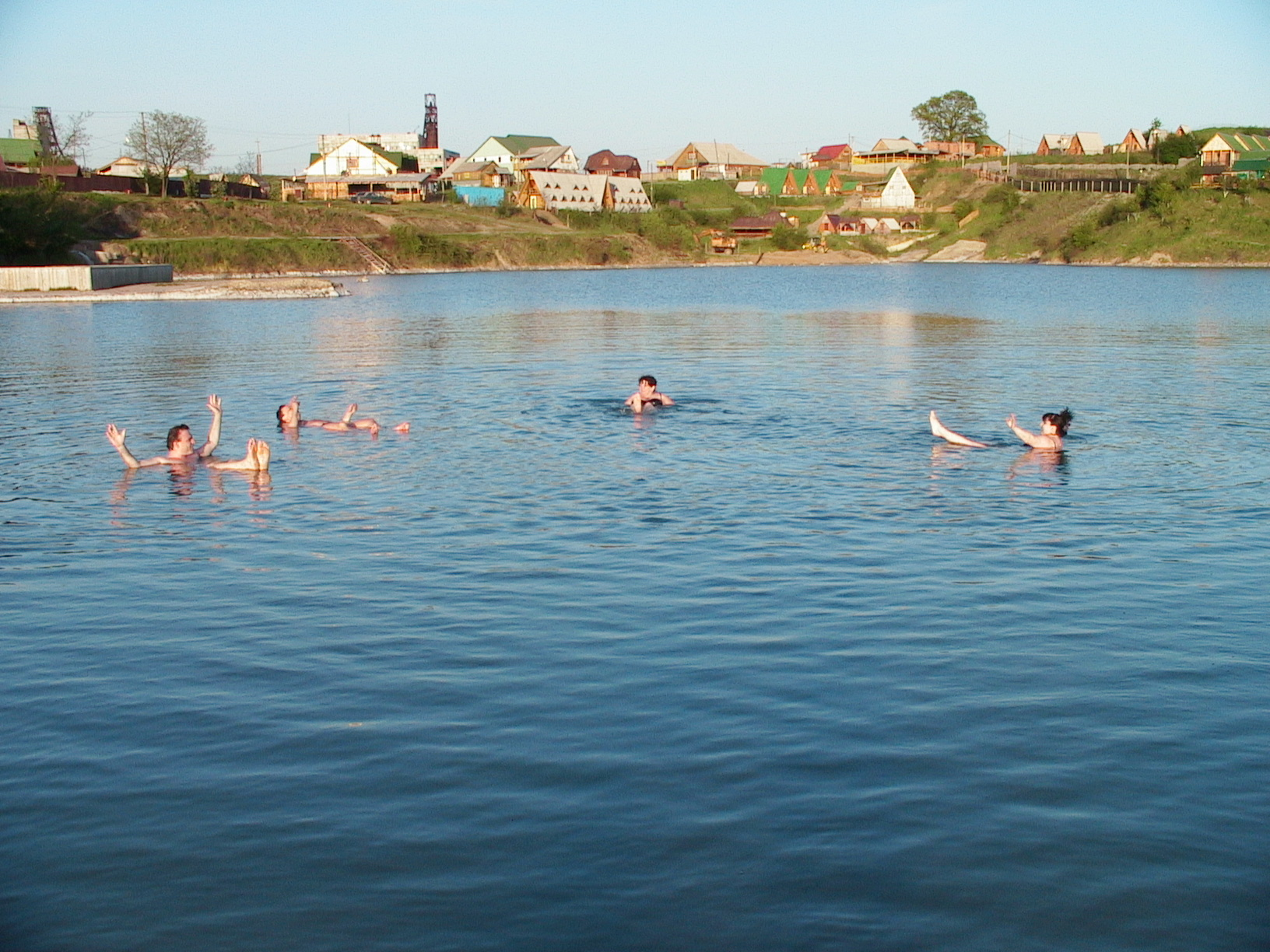
Солоне карстове озеро Кунігунда

Геоструктурно Закарпатська низовина приурочена до Закарпатської западини.

## Височини
Височини займають близько 25 % території країни. Утворення українських височин пов'язане з геологічною будовою і тектонічними рухами земної кори. За генезисом в Україні виділяють такі височини: денудаційні (Волинська), пластово-денудаційні (Середньоруська), структурно-денудаційні (Приазовська), цокольні (Донецька).

### Волинська
Волинська височина генетично є північно-західною околицею Волино-Подільської геоморфологічної області у межах територій Волинської, Львівської та Рівненської областей. Яку розділяє Буго-Стирська рівнина (Мале Полісся) — рівнинна територія з Грядовим Побужжям на дві нерівні частини — Волинську і Подільську височини. Південна межа височини уступом (40—60 м), що чітко виділяється в рельєфі, лежить на північ від Грядового Побужжя, уздовж умовної лінії від Сокаля і далі на схід через Берестечко, Острог, Кривин. Північна межа обривається невисоким уступом у бік Українського Полісся, уздовж умовної лінії Володимир-Волинський — Луцьк — Тучин.
Річковими долинами Західного Бугу, Стиру, Турії, Горині та їхніх приток слабохвиляста рівнина розчленована на окремі ділянки: на південному-заході Сокальське пасмо, на заході Надбузька і Горохівська височини, на півночі Рівненське, на сході Гощанське плато і Шепетівська рівнина (Ганнопільське плато). У межах Волинської височини зосереджується цілий ряд підвищених локальних регіонів, між Берестечком і Дубно — Повчанська височина (324 м), між Дубно і Острогом — Мізоцький кряж (341 м). Найбільша висота — гора Хохлиця (361 м), середні висоти — 200—310 м.

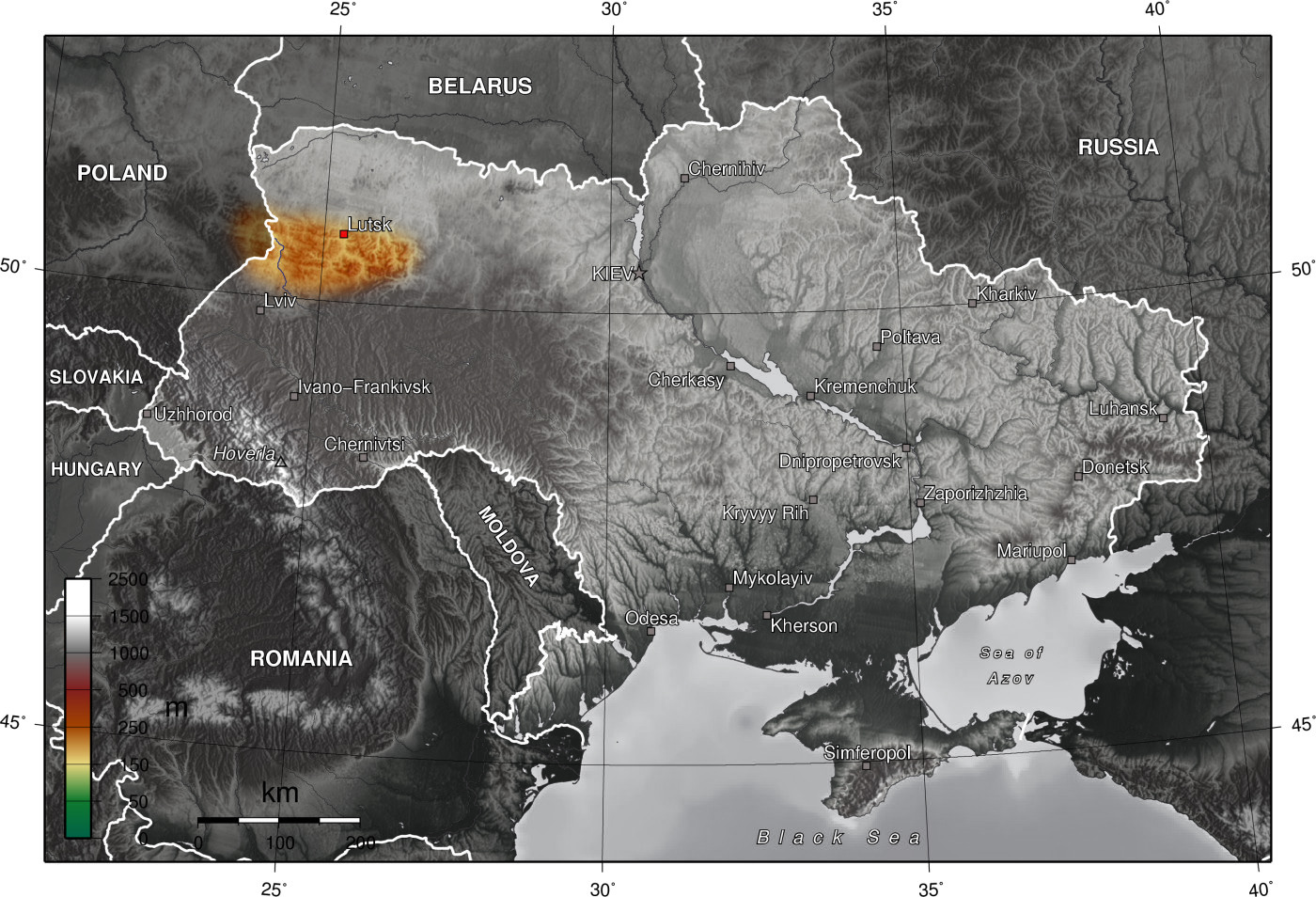
Волинська височина на карті рельєфу України
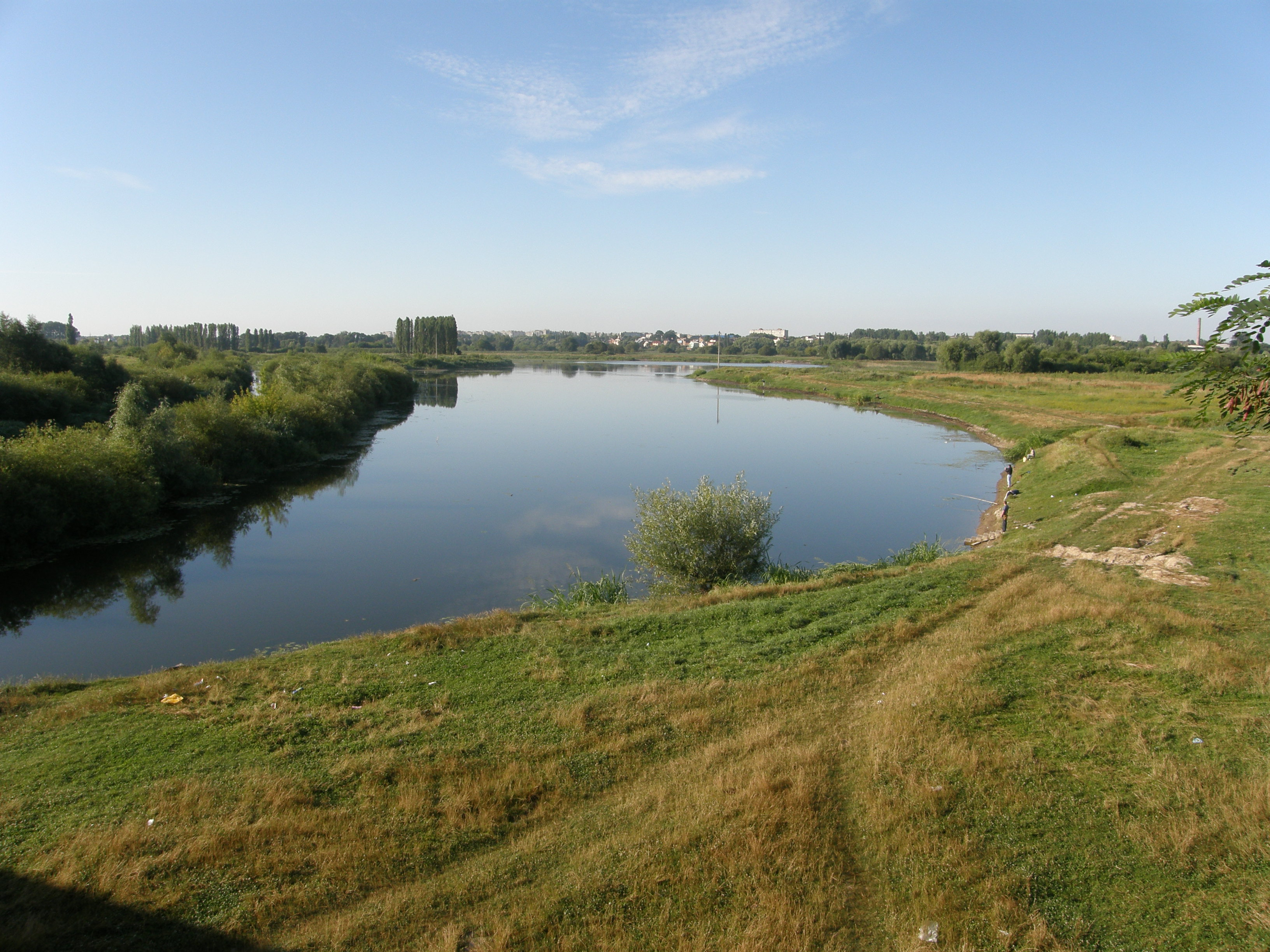
Долина Стиру в Луцьку
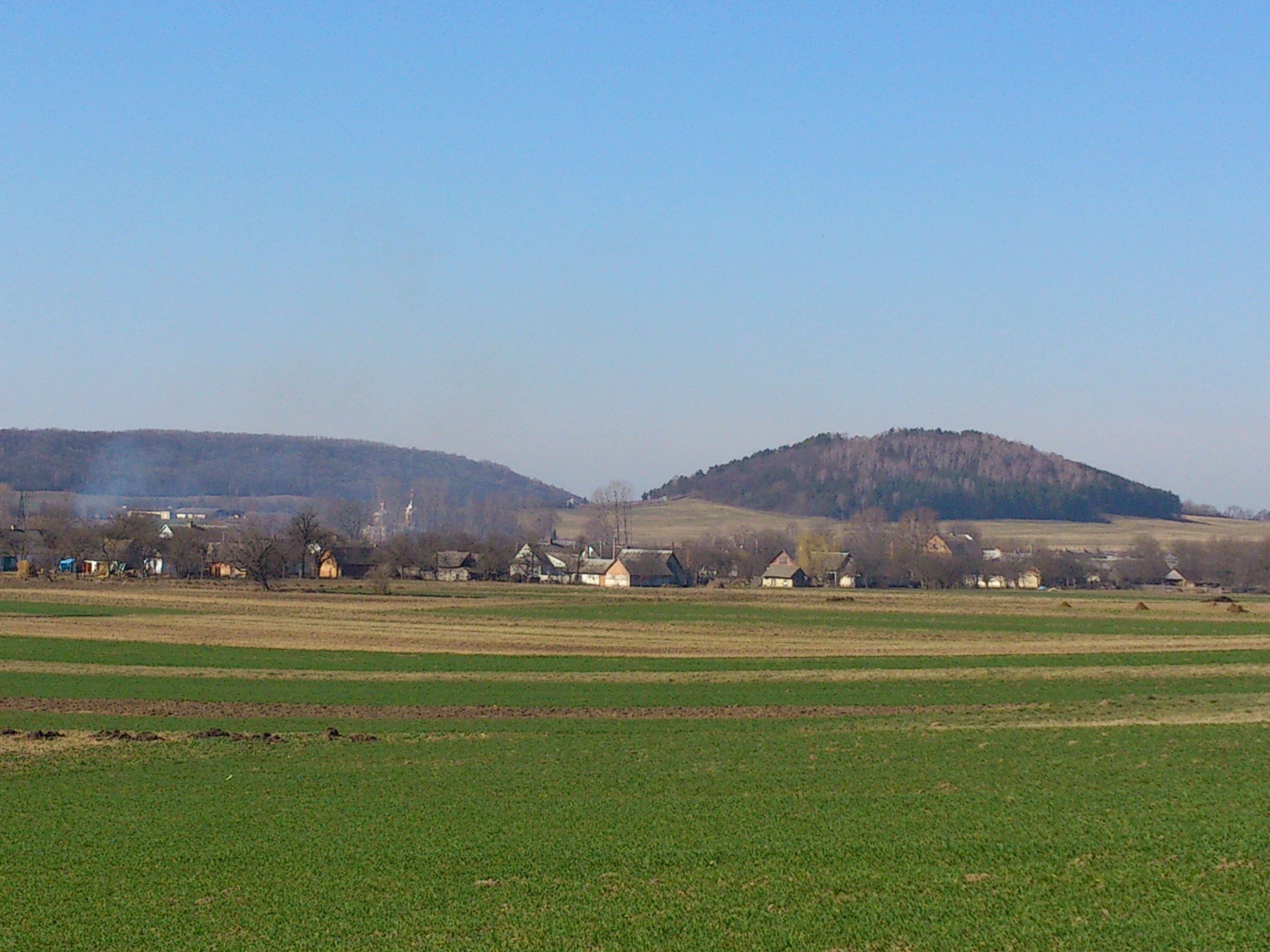
Мізоцький кряж
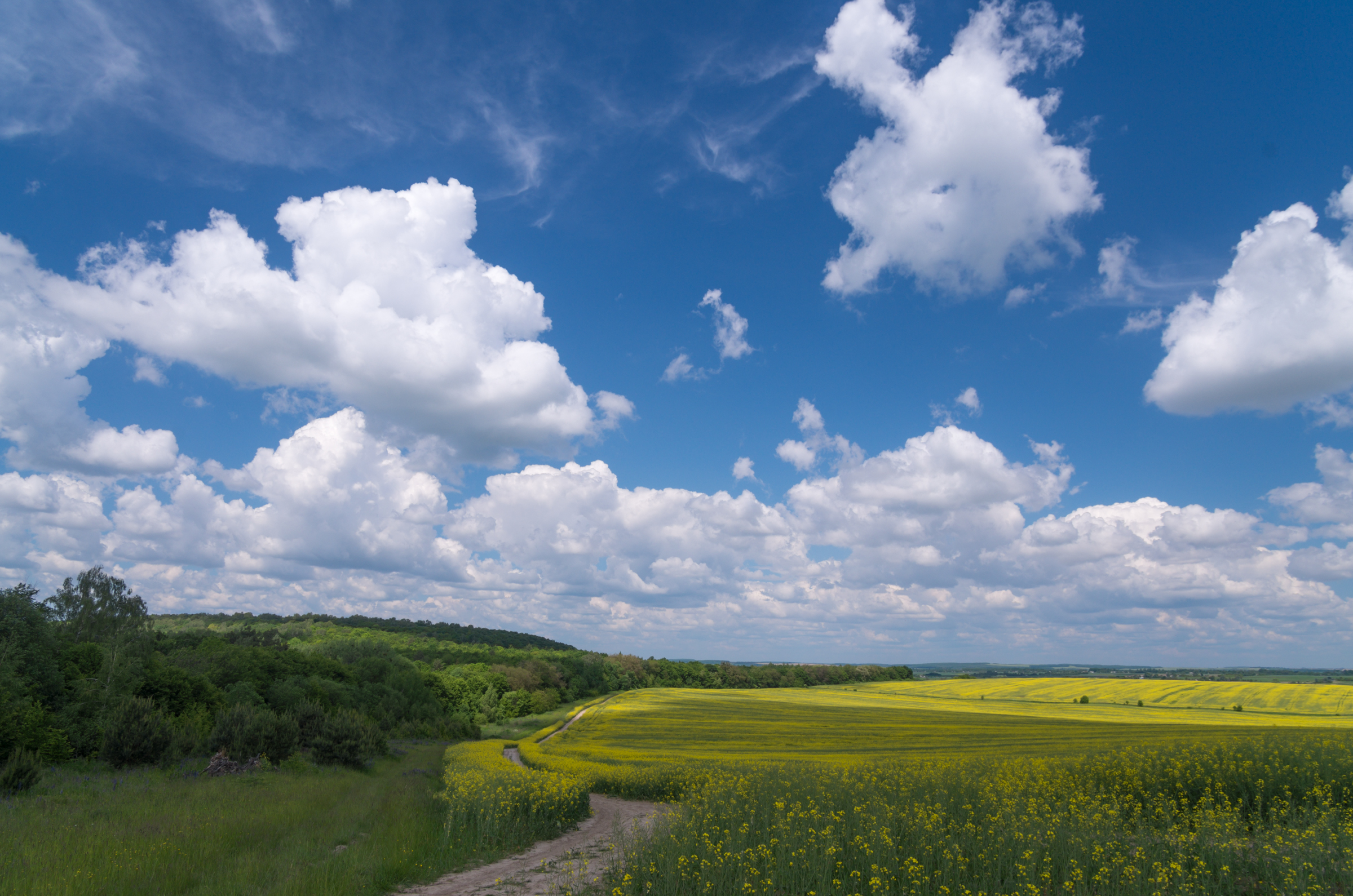
Рівненське плато

У геологічному плані височина пов'язана із Волино-Подільською плитою і Львівською западиною Галицько-Волинської синеклізи. Протерозойський кристалічний масив, що має загальний нахил на захід, перекритий потужною товщею осадового чохла. З четвертинний відкладів широко представлені піски й лесові суглинки.
У мікрорельєфі височини представлені карстові форми — западини (заповнені водою вони часто утворюють карстові озера), воронки.

### Подільська
Подільська височина — підвищена південно-західна частина Східноєвропейської рівнини, яка на північному заході воно круто обривається до Грядового Побужжя басейну Західного Бугу (фізико-географічна область Малого Полісся), на півдні межує з долинами Дніпра і Південного Бугу, на південному сході долиною Дністра — Молдовською височиною, на сході поступово переходить у Придніпровську височину. Середні висоти Поділля здебільшого перевищують 300 м, часто сягають 400 і більше метрів. Височина займає території Львівської, Тернопільської, Хмельницької, Вінницької і частково півночі Одеської області. Продовженням Подільської височини на північному заході є відносно вузький масив Розточчя, що через Львів продожується у Польщу до Люблінської височини.
У північній частині Західного Поділля виділяється відносно великими висотами Гологоро-Кременецький кряж, рельєф якого часто нагадує сильно розчленоване низькогір'я з відносно високими (150—180 м) окремими крутосхилими масивами зі стовпоподібними останцями (Вороняки), густою яружно-балковою мережа, частими проявами карстової діяльності. Кряж круто обривається на північ у сторону Західнобузько-Стирської низовини. Найбільші висоти — Гологори (471 м), Вороняки (436 м), гора Драбаниха (408 м) у Кременецьких горах.
У західній і центральній частинах Поділля вузькою смугою простягаються Товтри — горбисте підвищення, яке збігається з виходом на поверхню досить твердих вапнякових порід (залишки коралових рифів неогенових морів). Товтри витягнуті з північного заходу (від селища Підкамінь на Львівщині), продовжуються через Зборів, Тернопіль, Гримайлів і завершуються в районі Кам'янця-Подільського. Медобори — мальовнича центральна частина Товтр. Найбільша висота — Крайній Камінь (431 м).
Опілля — крайня західна частина Поділля, сильно пересічена територія місцями з вузькими глибокими річковими долинами (Гнила і Золота Липа, Стрипа), крутими схилами, мальовничими краєвидами — Дністровський каньйон. У межах Опілля на південний схід від Львова найвища точка Подільської височини — гора Камула (473 м). Опілля має вигляд цілого ряду підвищених з крутими схилами регіонів, які тягнуться вздовж лівих приток Дністра, з лісистими платоподібними плоскими височинами на міжріччях. На заході Опілля поступово зливається з Передкарпатською височиною.

Подільська височина на карті рельєфу України
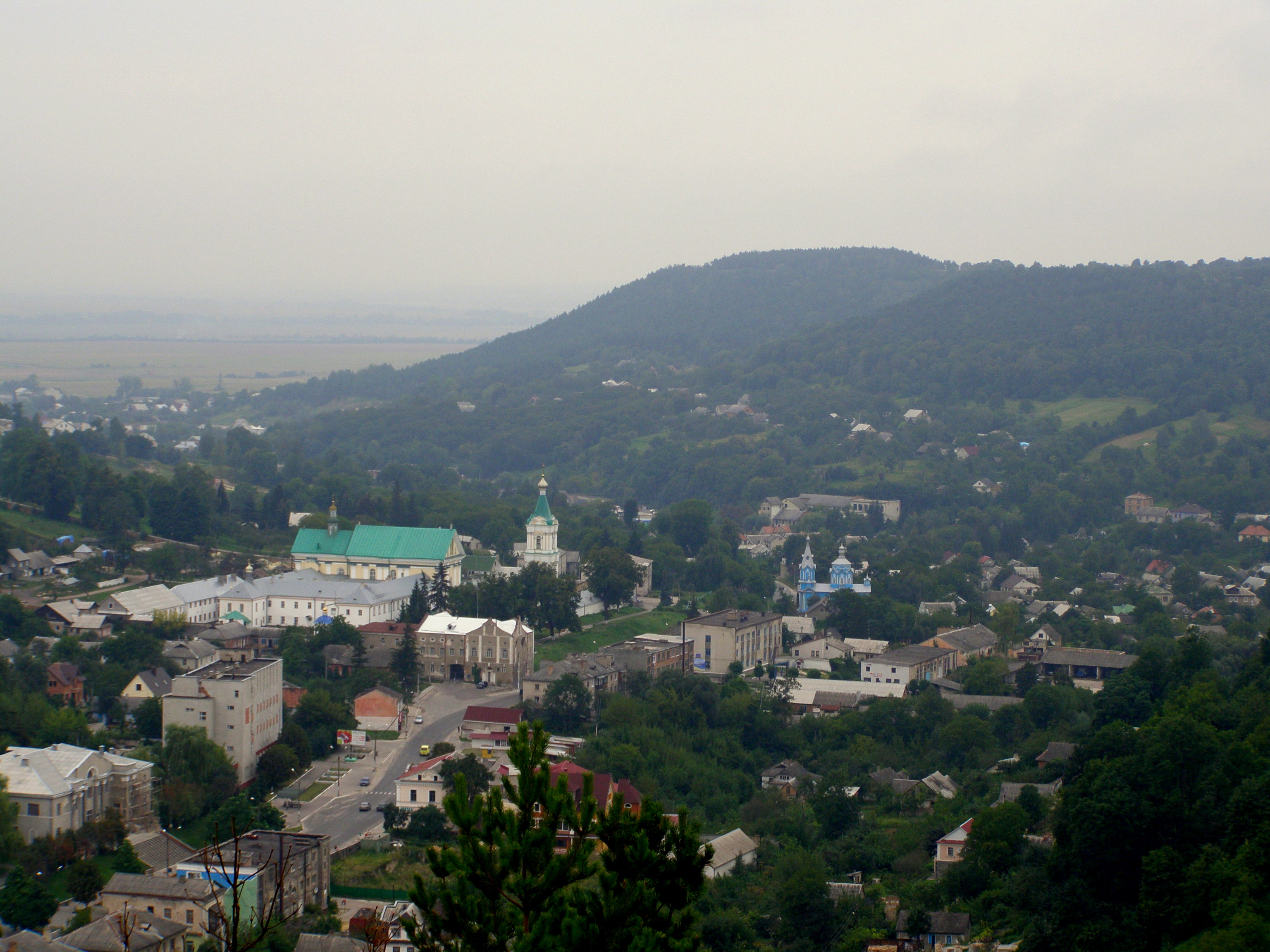
Кременецькі гори
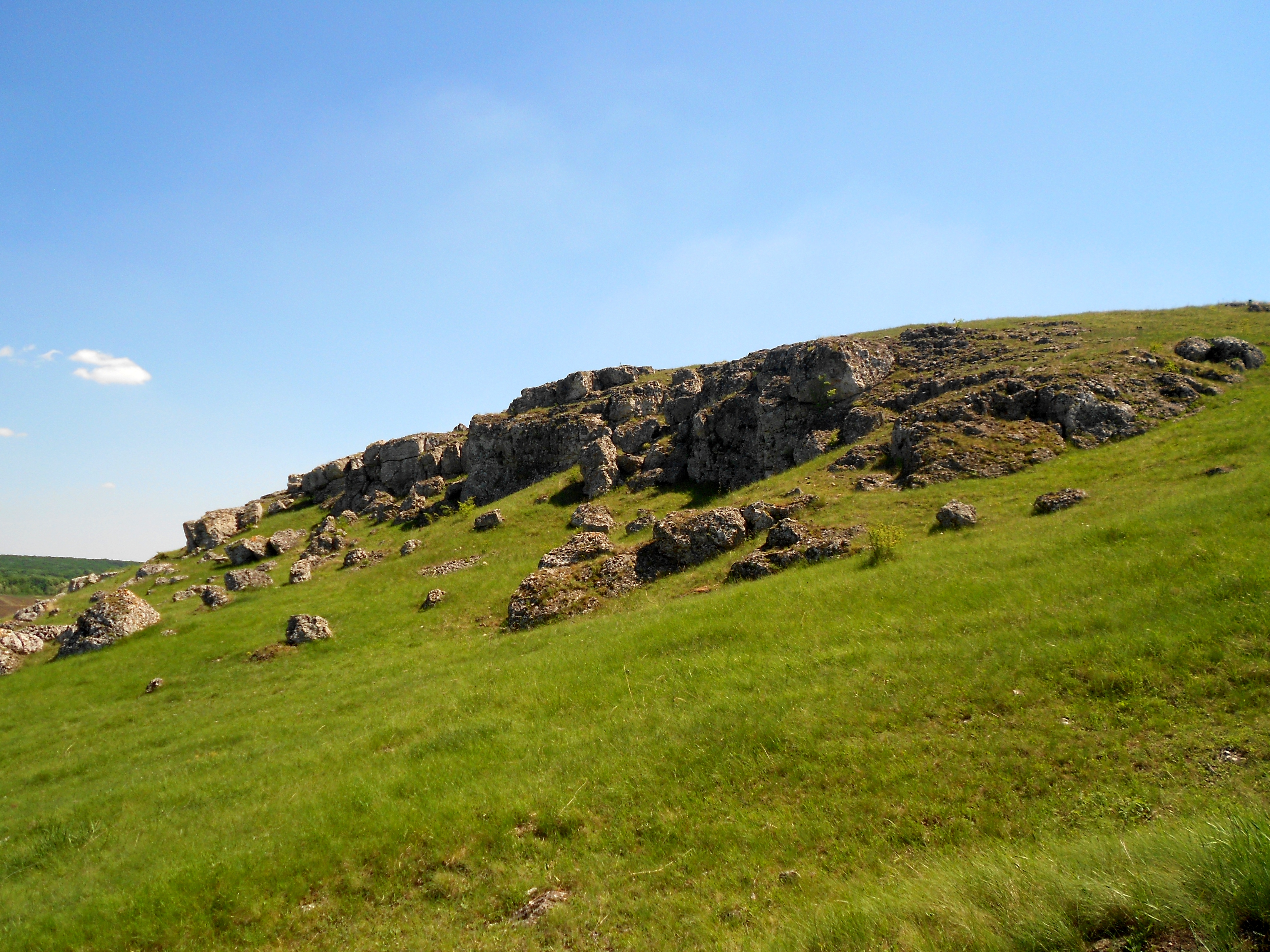
Товтри
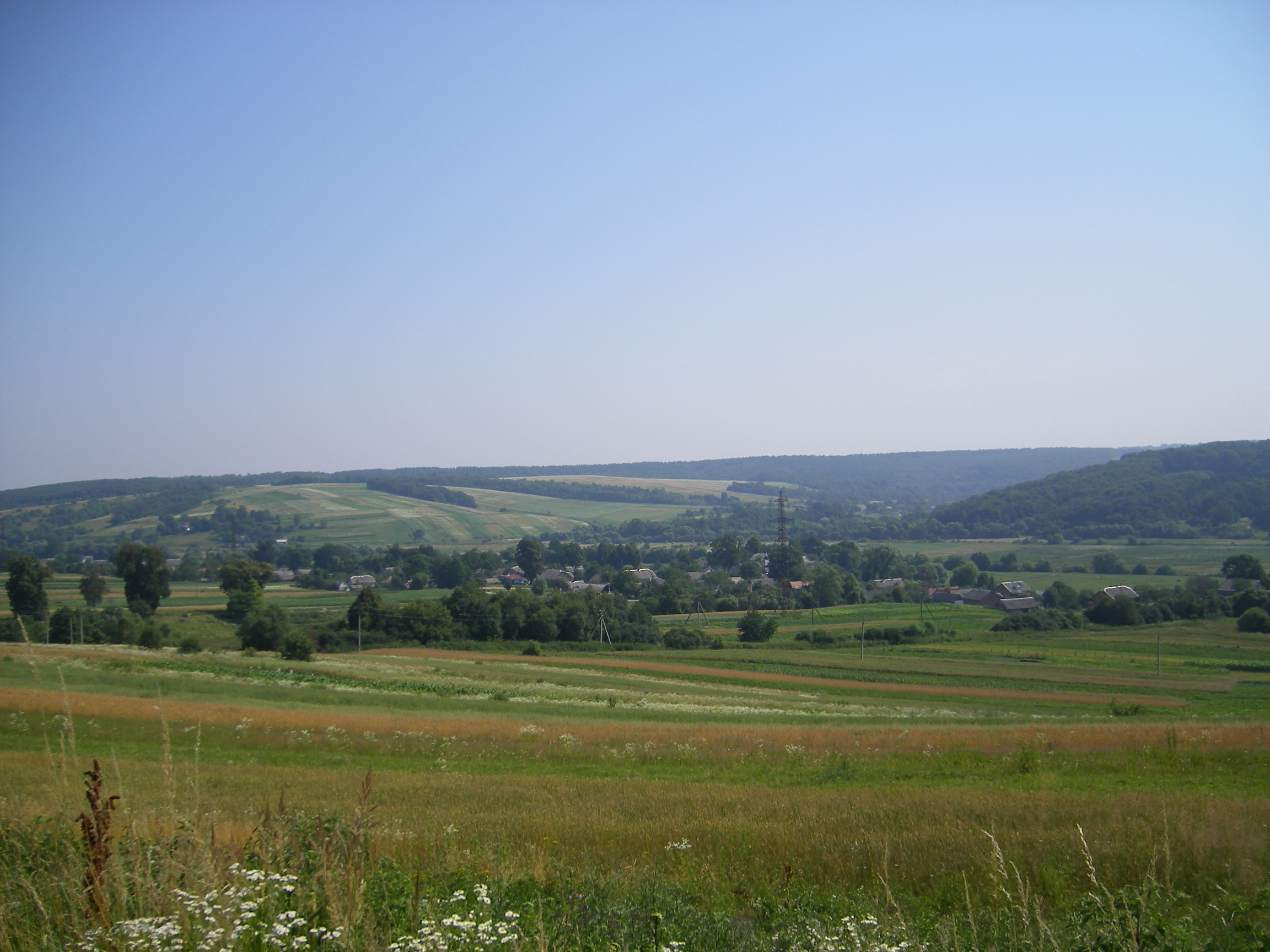
Опілля
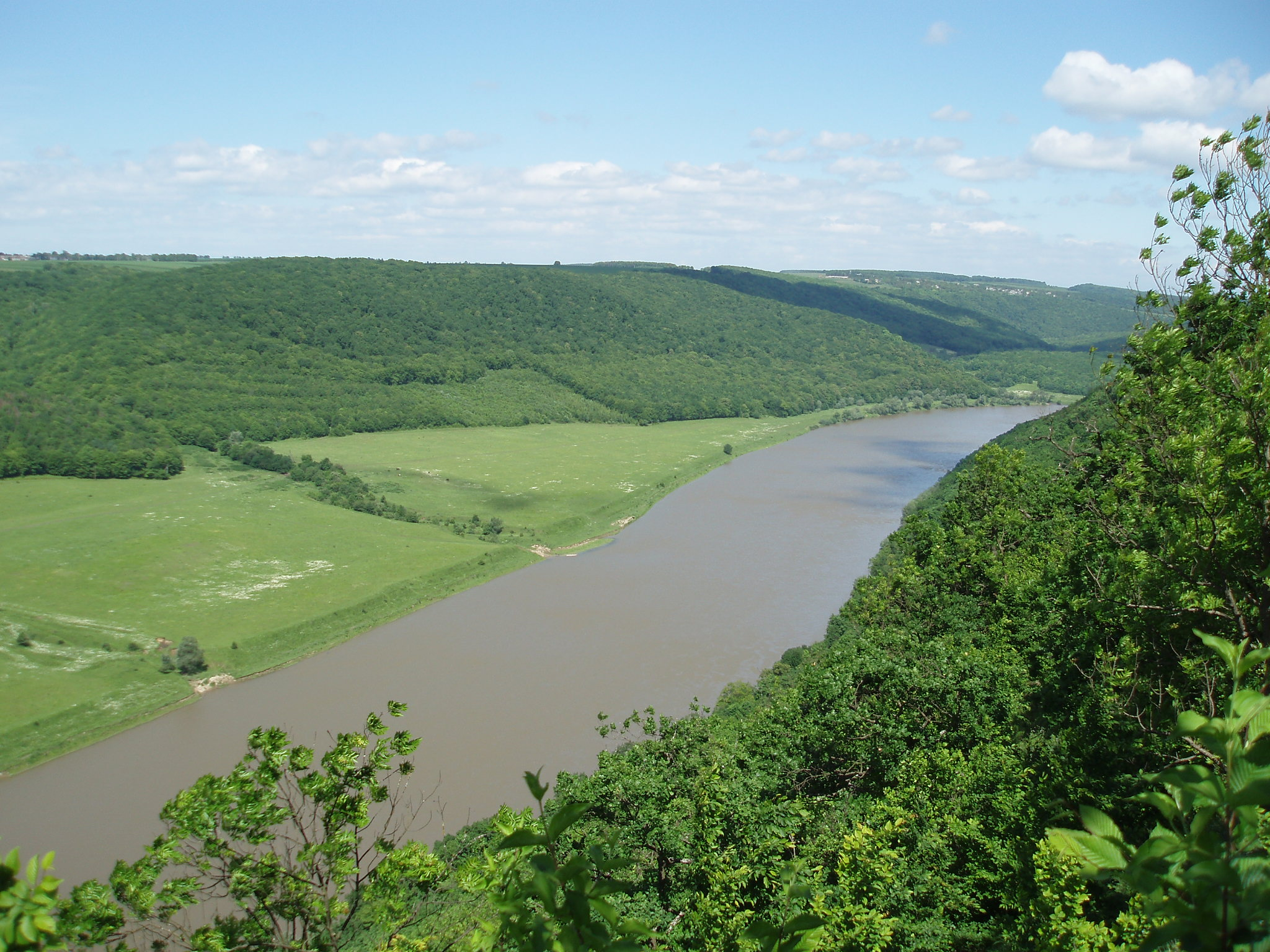
Вигини Дністровського каньйону

У геологічному плані височина є західним схилом Українського кристалічного щита, який на заході пов'язаний із Волино-Подільською плитою. Протерозойський кристалічний масив, що має загальний нахил на захід, перекритий потужною товщею осадового чохла. З четвертинний відкладів широко представлені леси й лесові суглинки.
Загальний похил височини з півночі на південь і південний схід, до долини Дністра і Причорноморської низовини. Поверхня густо розчленована долинами лівих приток Дністра, глибина яких поступово збільшується за течією, сягаючи 150—200 м біля самого впадіння. Річки часто порожисті, є водоспади. Вододіли звужені. На Подільській височині в гіпсово-ангідритових товщах досить поширені карстові форми — переважно тріщини, колодязі, лійкоподібні заглиблення, що зустрічаються в багатьох місцевостях Опілля, Товтрів, басейнах річок Стрипи, Серету і Збруча та їхніх приток. Широко відомі численні гіпсові печери великої протяжності (Кришталева, Мокра, Оптимістична).

### Придніпровська
Придніпровська височина простягається через центральну частину України вздовж правого берега Дніпра до зміни напрямку його течії в районі Дніпровських порогів (у межах Житомирської, Київської, Черкаської, Кіровоградської і Дніпропетровської областей). На півночі невеликим уступом межує з Поліською низовиною, на сході — з Подільською, на південному сході — з Приазовськими височиною, на півдні поступово (приблизно на широті Запоріжжя) переходить в Причорноморську низовину, східна межа чітко виражена дніпровськими кручами. На північному сході Придніпровська височина поступово знижується в бік Києва Прироською рівниною (максимальна висота 179 м) і Київським плато (максимальна висота 241 м — Букринський плацдарм). Загальний нахил поверхні Придніпров'я — з північного заходу (220—250 м) на південний схід (160—190 м). Найбільша висота — 323 м, середні висоти — 200—240 м на північному заході й 150—180 м на південному сході. У північній частині височини зустрічаються льодовикові та водно-льодовикові форми.
Як геоморфологічна область України складається з підобластей:
- власне Придніпровська височина.
- Приазовська височина.
- Запорізька рівнина.

Геологічна будова височини відповідає простяганню Українського кристалічного щита з північного заходу на південний схід.
Поверхня височини горбисте платоподібне підняття, що поступово знижується на південь та південний схід, з відносно рівнинними долинами річок. Загалом для рельєфу характерне чергування глибоких (до 90 м) долин (Південний Буг, Соб, Інгул, Інгулець, Саксагань, Гірський Тікич, Синюха) і балок з пласкими широкими вододілами — плакорами, які ближче до Дніпра та Південного Бугу поступово переходять в пологовершинні пасма. Річкові долини мають чітко виражені 3-4 тераси, у річищах трапляються мальовничі пороги і бистрини, що пов'язані з частими виходами кристалічних порід на поверхню (Бузькі пороги, Актівський каньйон). Присутні реліктові прохідні долини завглибшки 15-50 м. Розвинута яружно-балкова мережа, особливо в районах крутосхилів правого берега Дніпра в районі Канева (ерозійні Канівські гори), де максимальна висота сягає 255 м, а глибина яруг доходить до 85—90 м. У районі Старих Петрівців (на північ від Києва), поблизу Канева та в інших місцях трапляються зсуви, конуси виносу. У південно-східній частині зустрічаються невеликі западини та степові блюдця, що пов'язані з просіданням ґрунту в районі розвитку карсту.

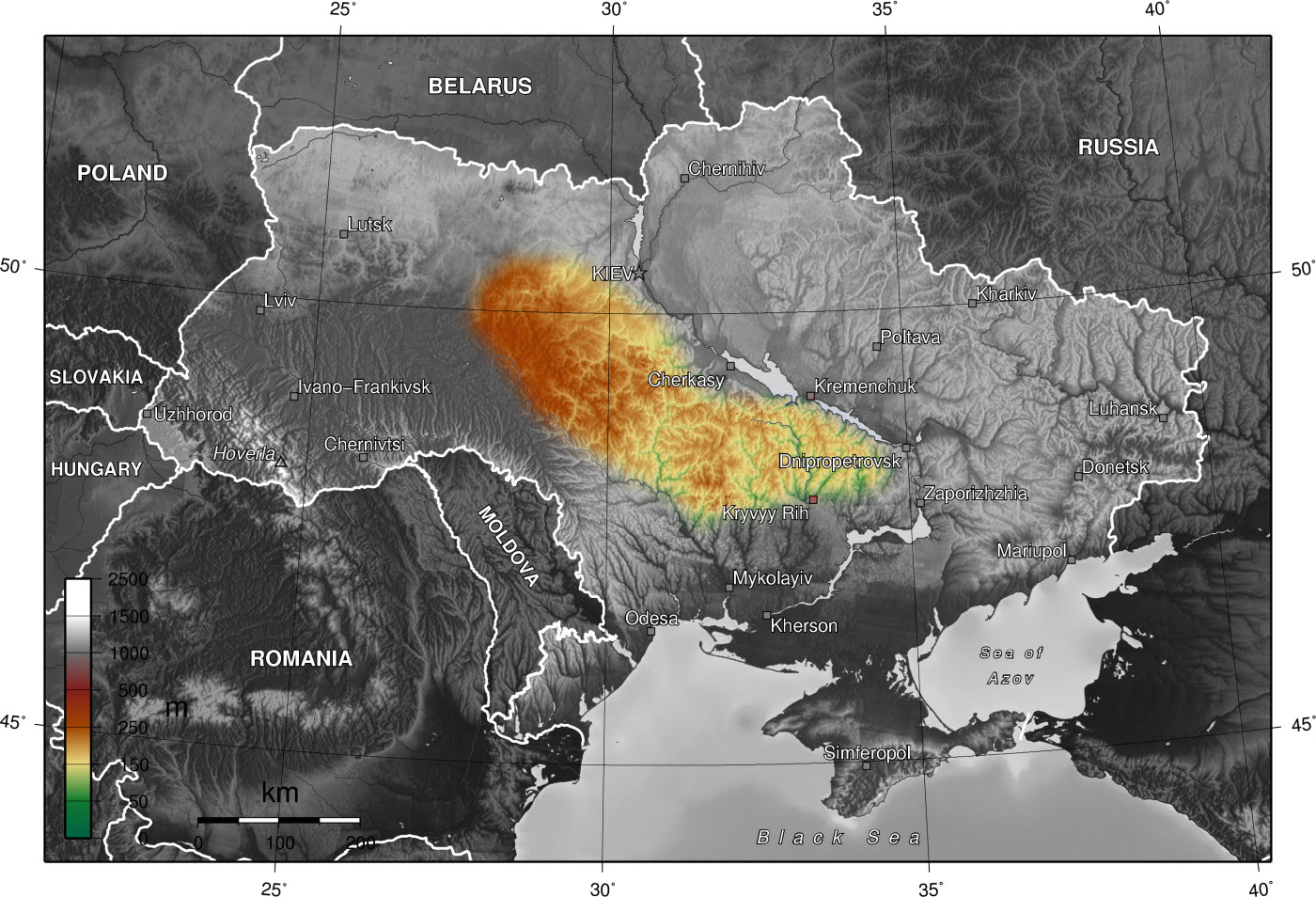
Придніпровська височина на карті рельєфу України
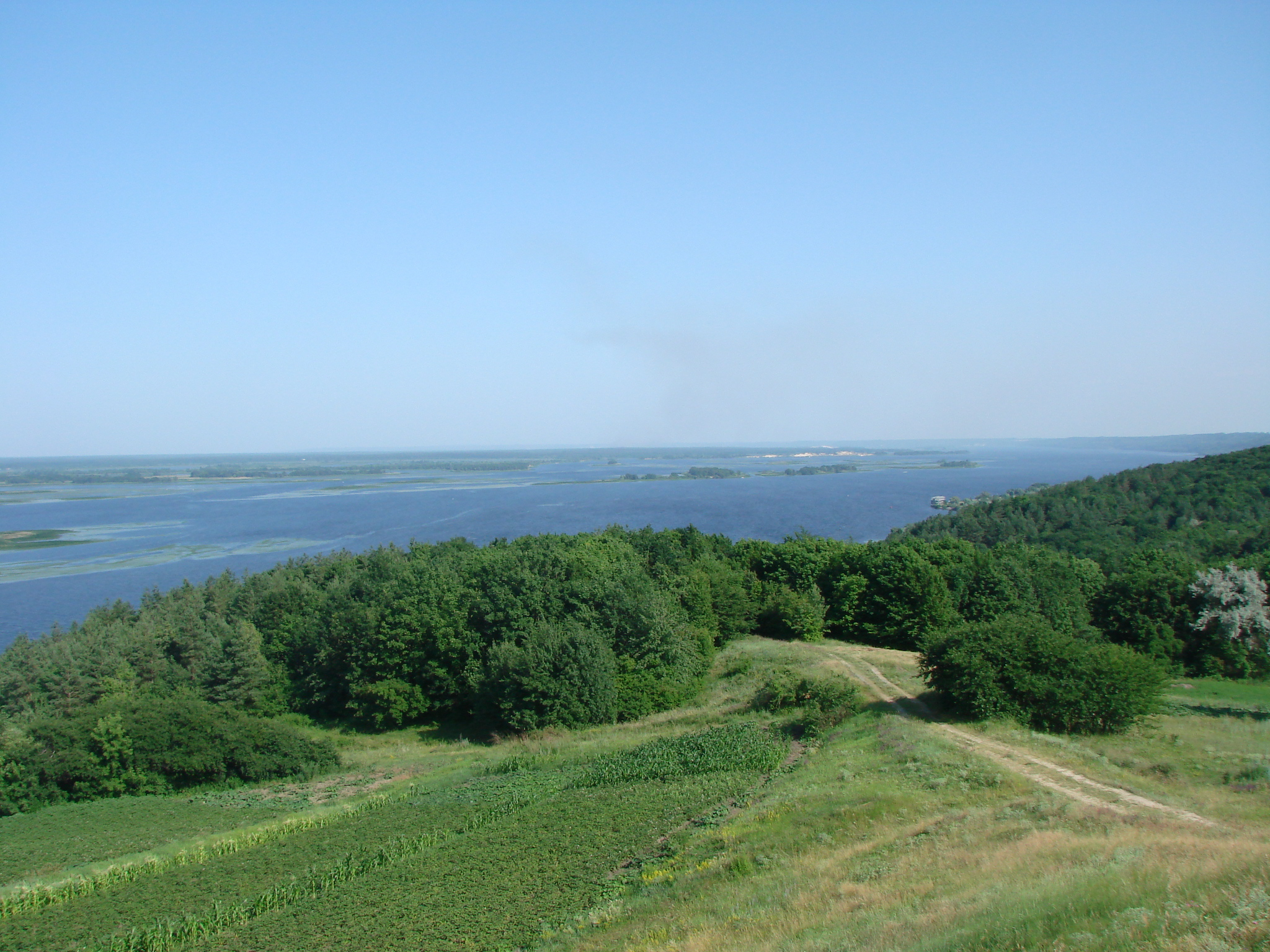
Київське плато біля Витачіва, правий берег Дніпра
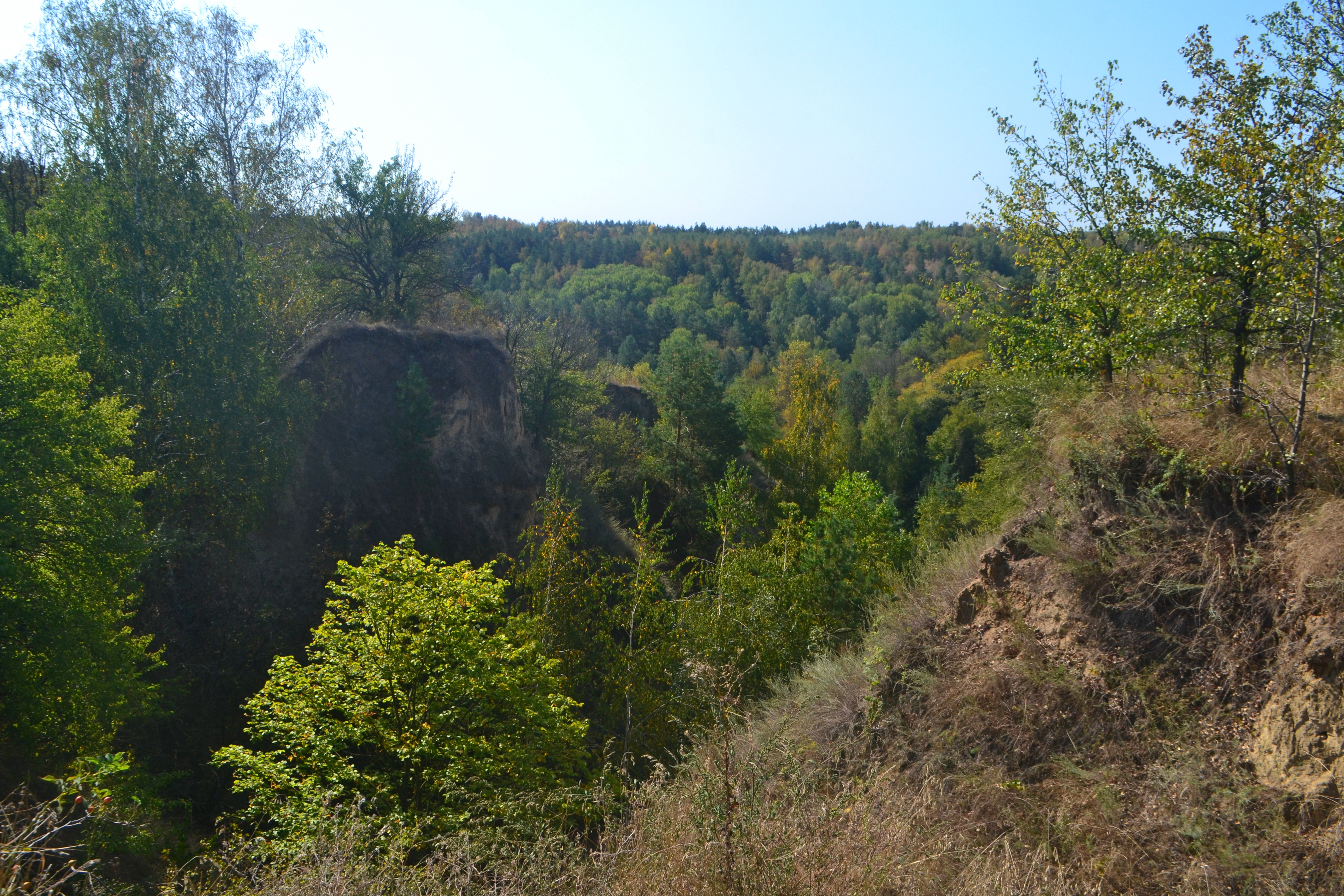
Трахтемирівські яруги Канівських гір
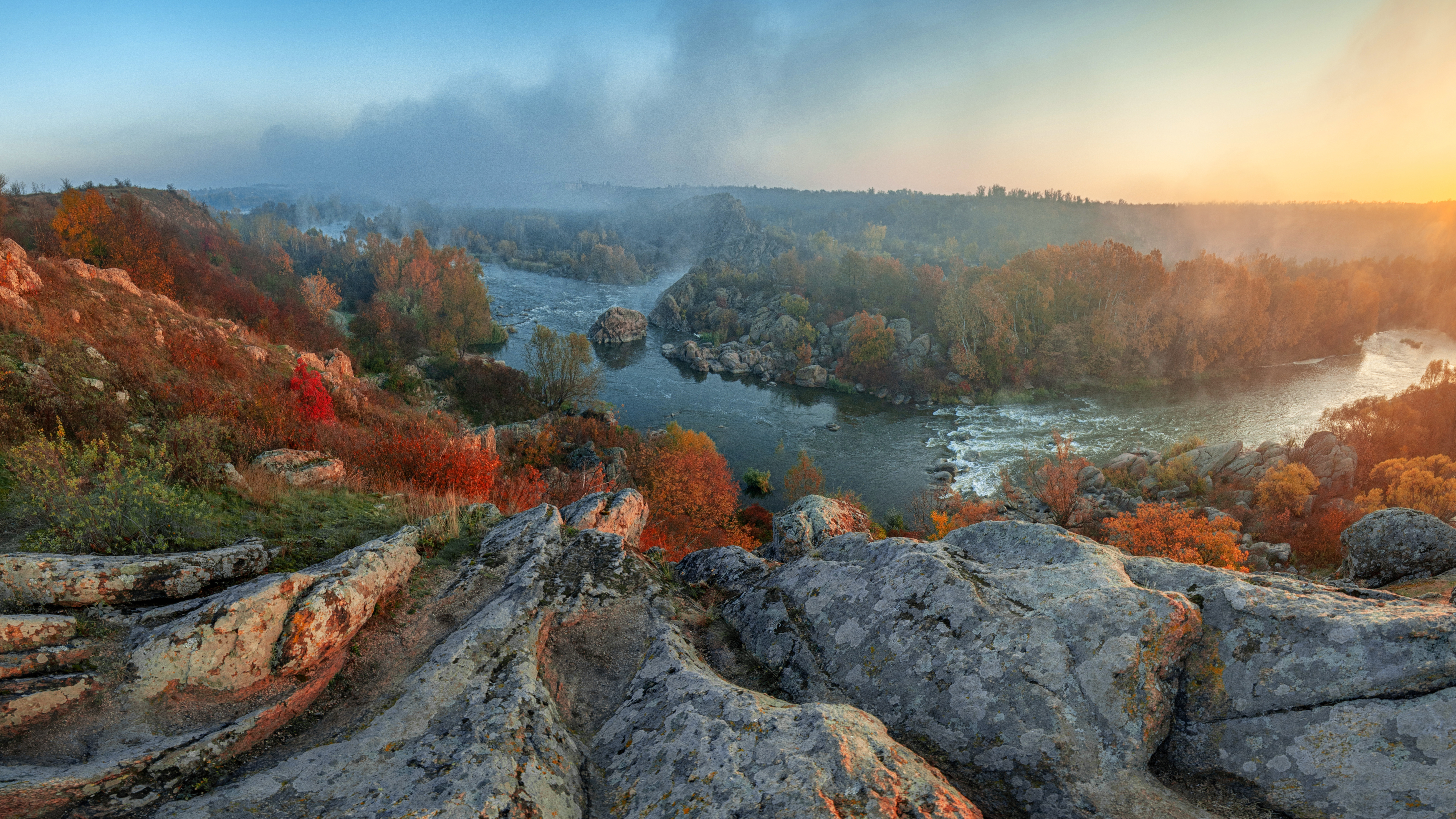
Бузький Гард
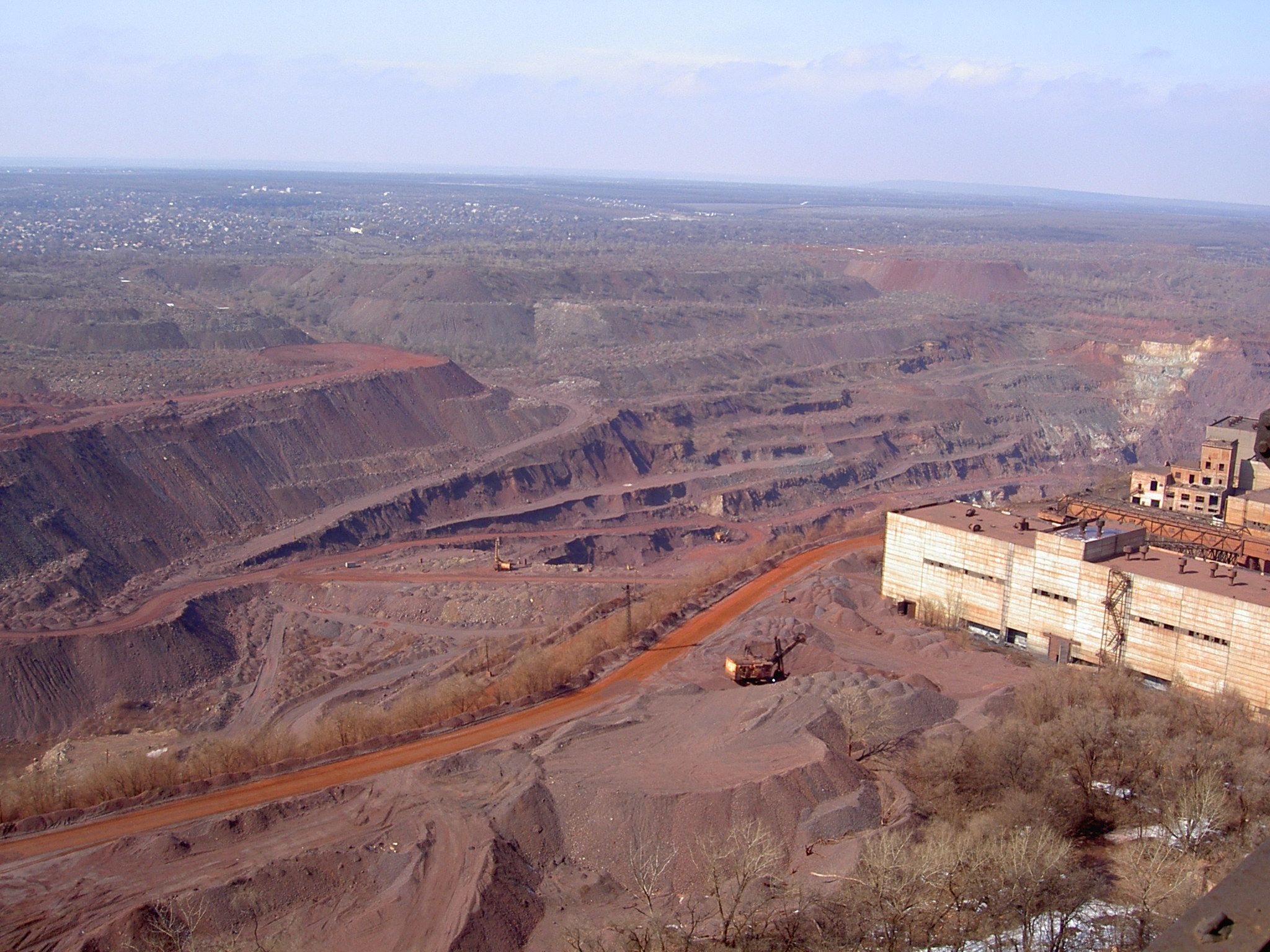
Криворізький залізорудний кар'єр «Північний»

У районі видобутку гранітів — затоплені кар'єри; видобутку відкритим способом бурого вугілля і залізної руди — величезні кар'єри, відвали-терикони і техногенні зсуви ґрунту; шахтним — просадки ґрунтів (Дніпропетровська, Кіровоградська області).

### Приазовська
Приазовська височина геологічно є південно-східним виступом Українського кристалічного масиву в межах Запорізької та Донецької областей. Кристалічні породи (граніти, гнейси, сієніти) перекриті товщою лесовидних суглинків та лесів. Абсолютні висоти сягають 200—300 м, найвища точка Приазовської височини — гора Бельмак-Могила (324 м) Північний схил височини вузький, уривистий, середні висоти становлять 200—230 м; південний завширшки 45—60 км, значно (у 5—8 разів) ширший за північний, середні висоти становлять 50-120 м, поступово переходить у вузьку смугу Приазовської низовини. Піднята північна частини височини слугує вододілом між басейном Дніпра і Азовського моря, горбкувата поверхня якого густо почленована річковими долинами, балками та ярами (особливо басейни річок Обитічна і Берда). На поверхні височини часто виходять кристалічні породи (Кам'яні Могили, Токмак-Могила, Корсак-Могила, Могила-Гончариха), які повсюдно залягають у верхніх частинах річок, утворюючи скелясі береги, річкові пороги та бистрини. На території височини значна кількість антропогенних форм рельєфу — могил, насипаних кочовими народами Великого Степу.

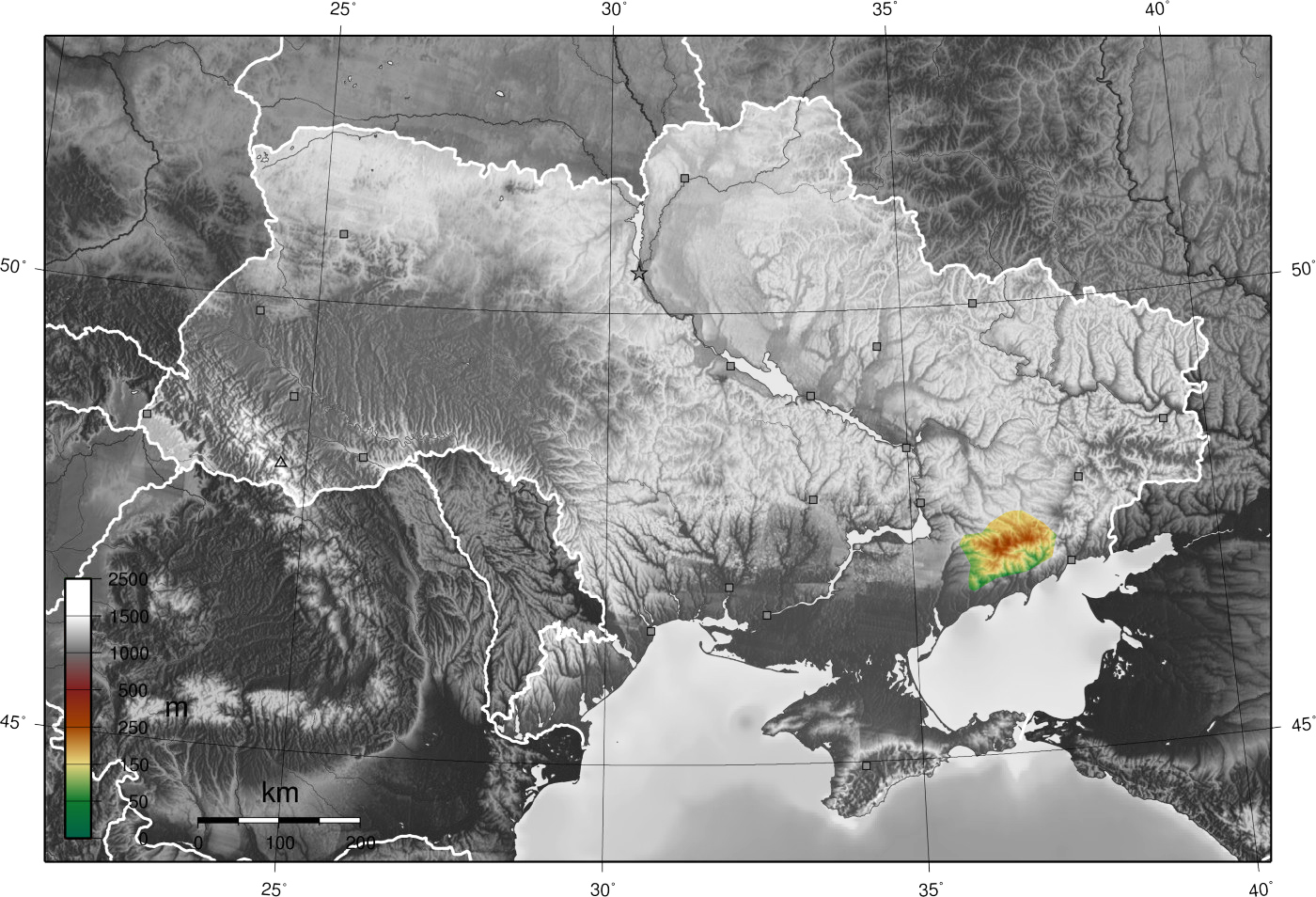
Приазовська височина на карті рельєфу України
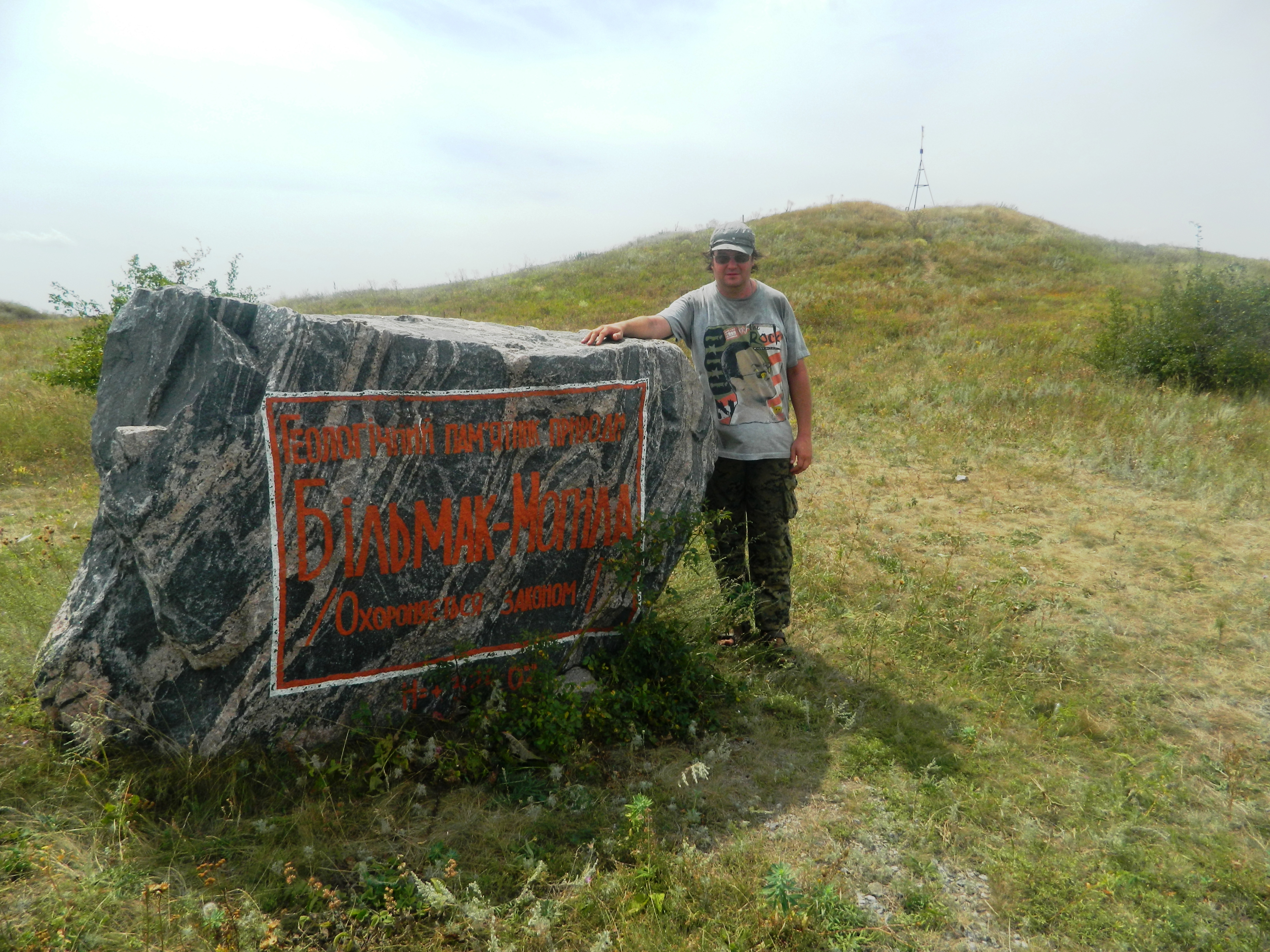
Бельмак-Могила
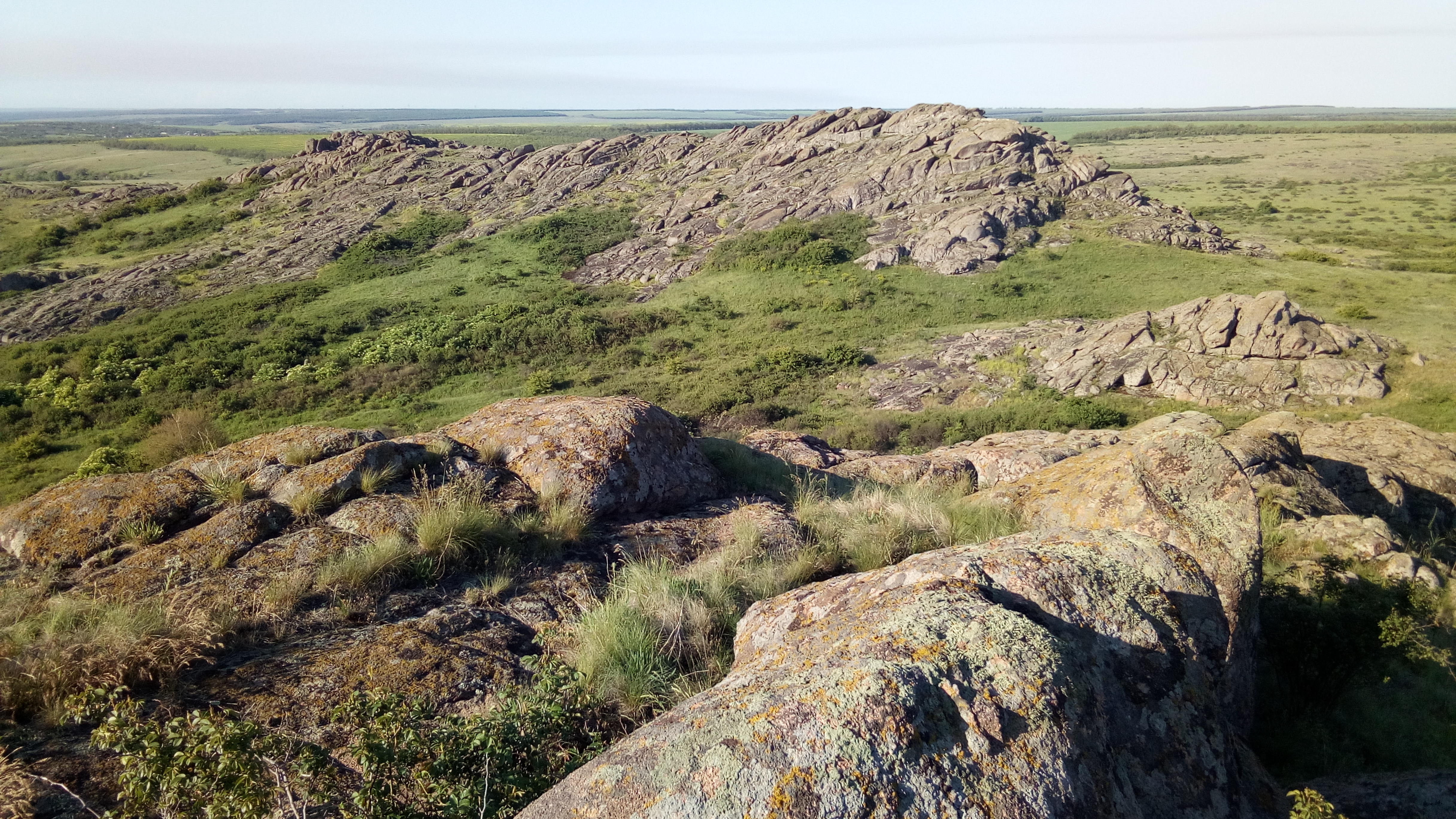
Кам'яні Могили
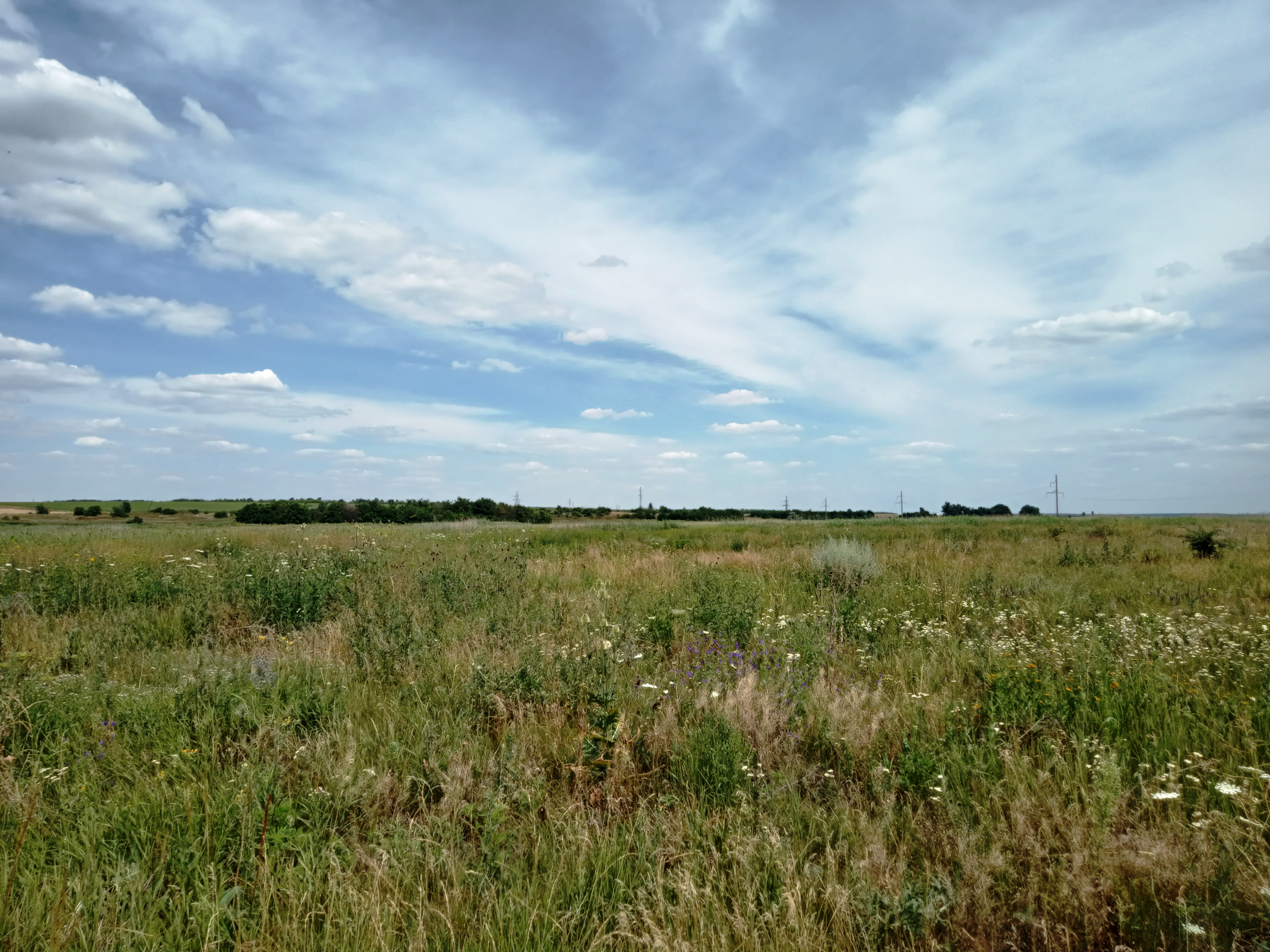
Запорізька рівнина поблизу Гуляйполя

Запорізька рівнина, як і вся Приазовська височина, генетично пов'язана з Українським кристалічним щитом. Абсолютні висоти становлять тут 190—265 м. Поверхня злегка горбиста, розвинута яружно-балкова мережа. Балки короткі, яружна мережа зустрічається набагато частіше, ніж на Приазовській височині. Характеризується наявністю зсувів.

### Донецька
На південному сході України із заходу на схід (у межах Харківської, Донецької і Луганської областей) простягається на 350 км геоморфологічна область Донецької височини. Її найбільша ширина з півночі на південь до 150 км. Височина межує на північному заході з Придніпровською низовиною, на південному заході — Приазовською височиною, на півдні — Приазовською низовиною, на півночі крутим уступом (150—210 м) правого берега відмежовується від долини Сіверського Дінця і відрогів Середньоруської височини.
У межах Донецької височини виділяють дві геоморфологічні підобласті:
- Донецький кряж (Могила Мечетна, 367 м; Курган Мечетний, 358 м) на південному сході. Рельєф пересічений, розвинута яружно-балкова мережа, зустрічаються еродовані землі — «бедленд». Місцями ландшафти мають вигляд мілкогір'я. Підвищена центральна частина кряжа поступово знижується до периферії на 100—120 м[2]. Плосковершинний вододіл кряжу з висотами більше 300 м простягається уздовж умовної лінії Дебальцеве — Довжанськ. Рельєф ускладнений численними гривками та грядами відслонень гірських порід кам'яновугільного віку, що залягають під різними кутами до поверхні та мають різну стійкість до денудаційних процесів (басейни Нагольної, Нагольчика, Кринки і Міуса). Часто зустрічаються окремі пагорби та скелясті уступи аналогічного генезису. Присутні куполоподібні структури, що в своєму ядрі мають антиклінальну складку (Софіївський, Центральний, Д'яківський куполи, Гострий бугор)[1]. Глибокі яри й балки зі скелястими виходами кристалічних порід разом з гривистим рельєфом вододілів та куестовими схилами нагадують гірські ландшафти (Нагольний кряж).
- Бахмут-Торецька височина на північному заході. Рельєф представлений великими вододільними масивами, які чергуються з широкими долинами. Розчленування рельєфу досить значне, але помітно менше, ніж на кряжі. Абсолютні висоти сягають 180—270 м; найнижчою частина височини — північно-західна, що переходить в Придніпровську низовину[2].

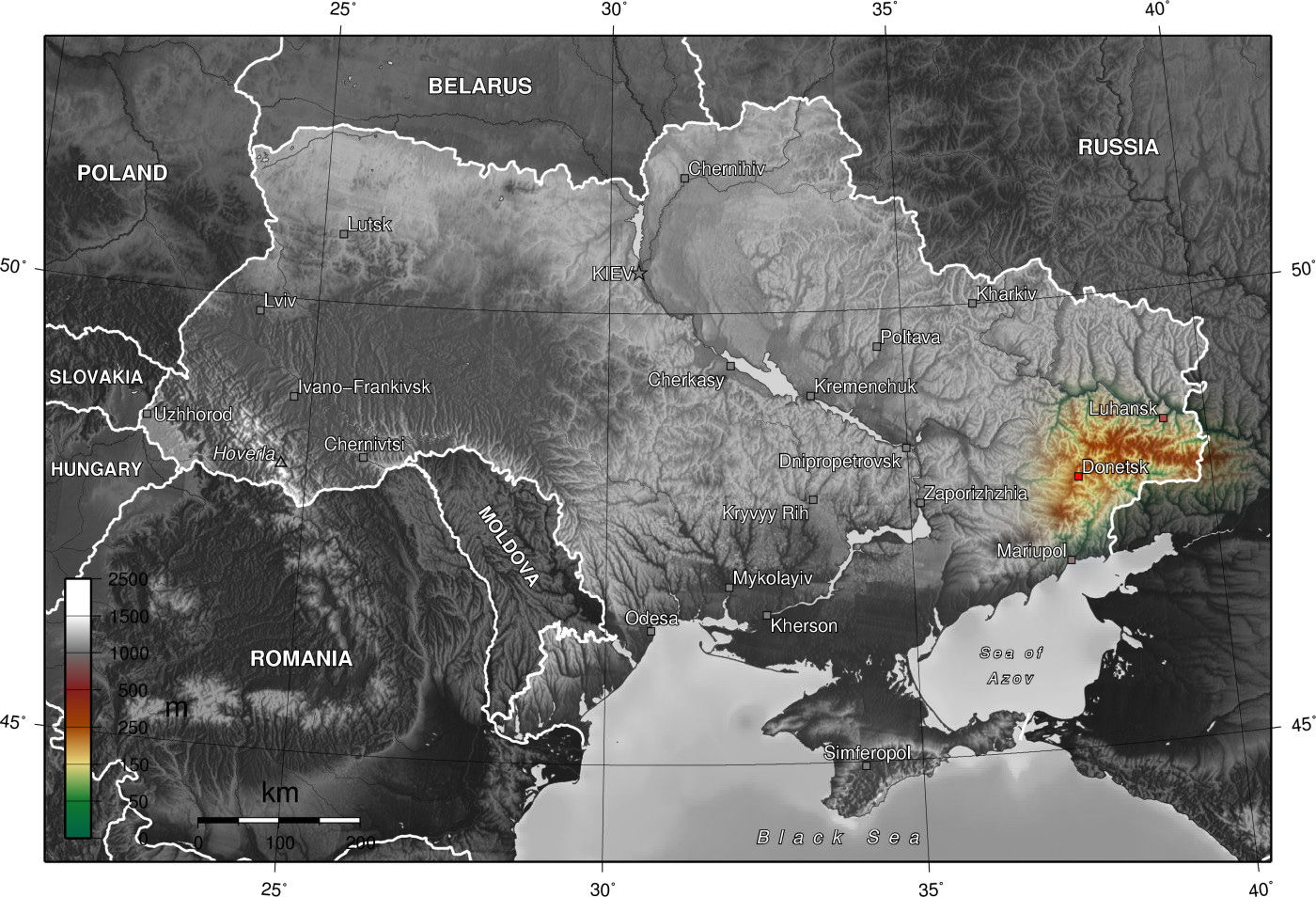
Донецька височина на карті рельєфу України
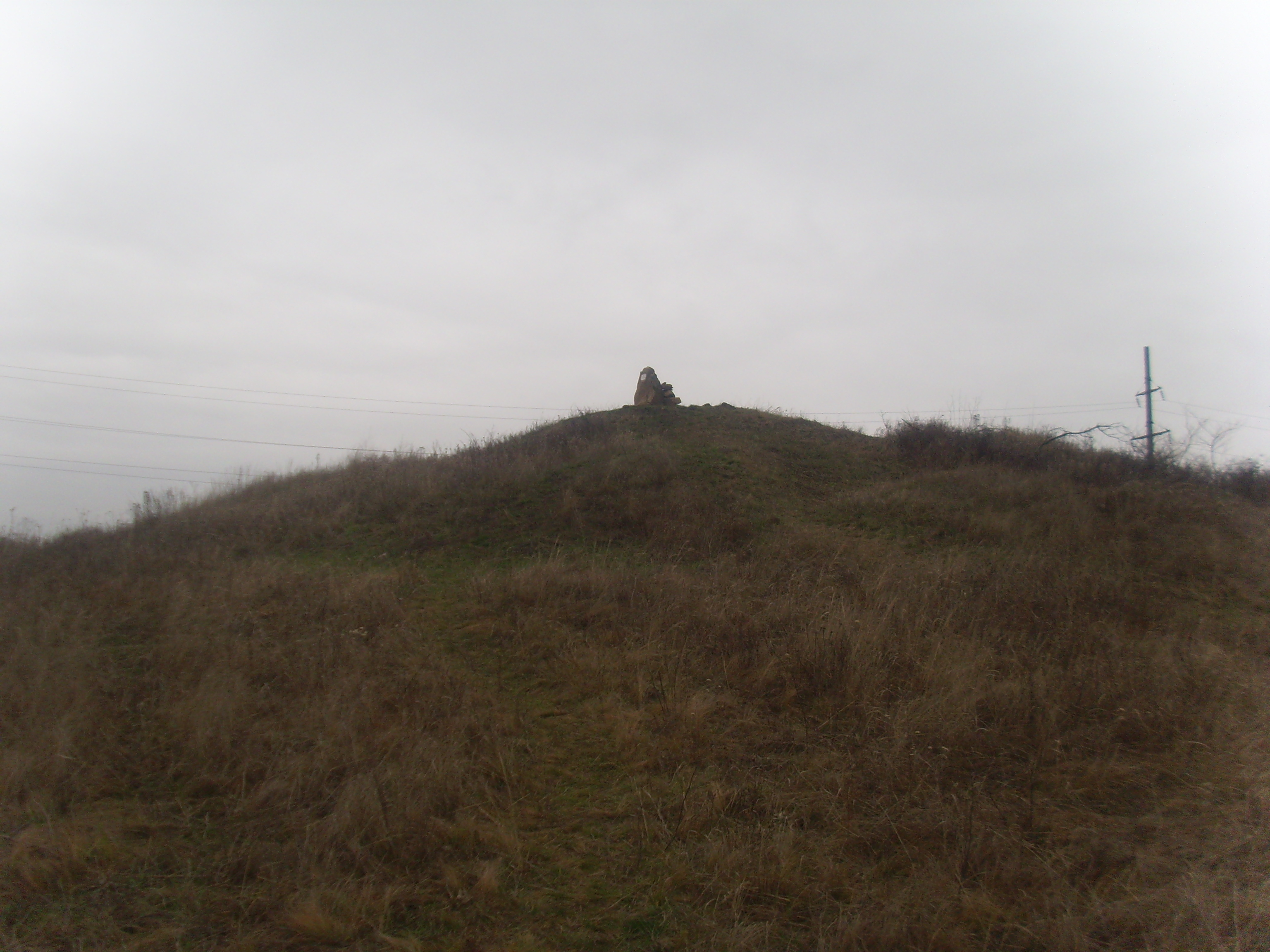
Могила Мечетна
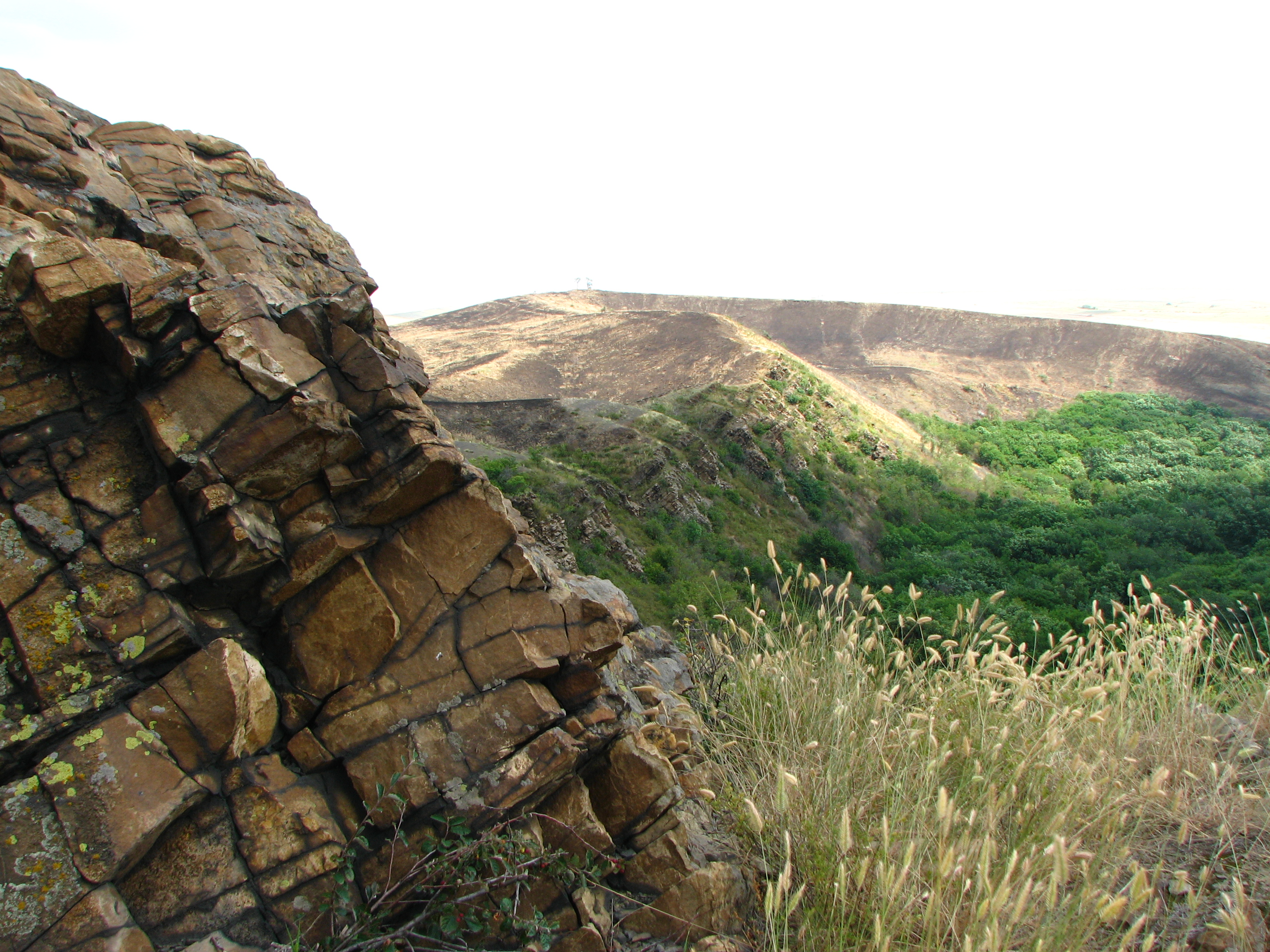
Відслонення на Донецькому кряжі
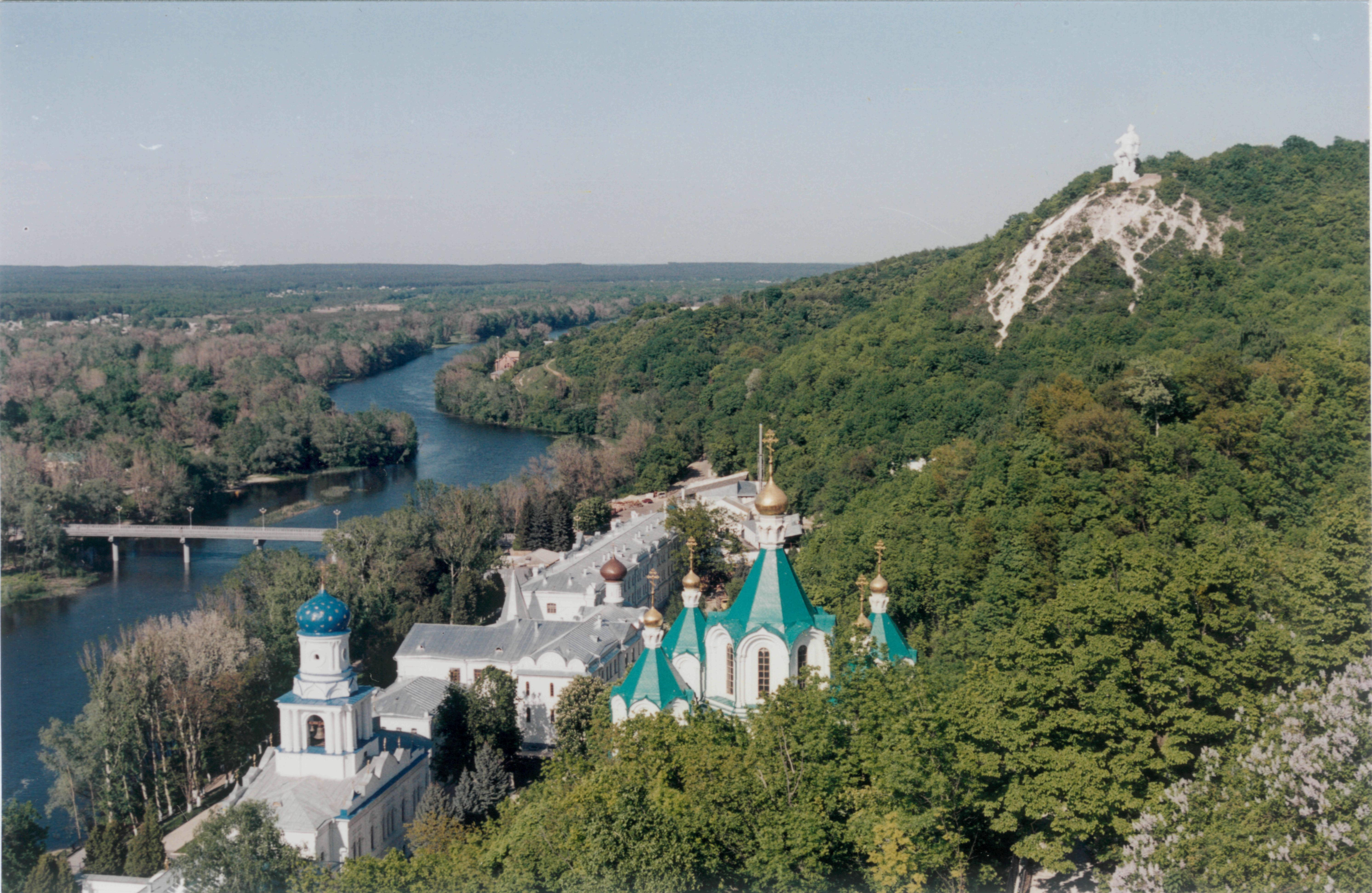
Крейдяні Святі гори і Сіверський Дінець
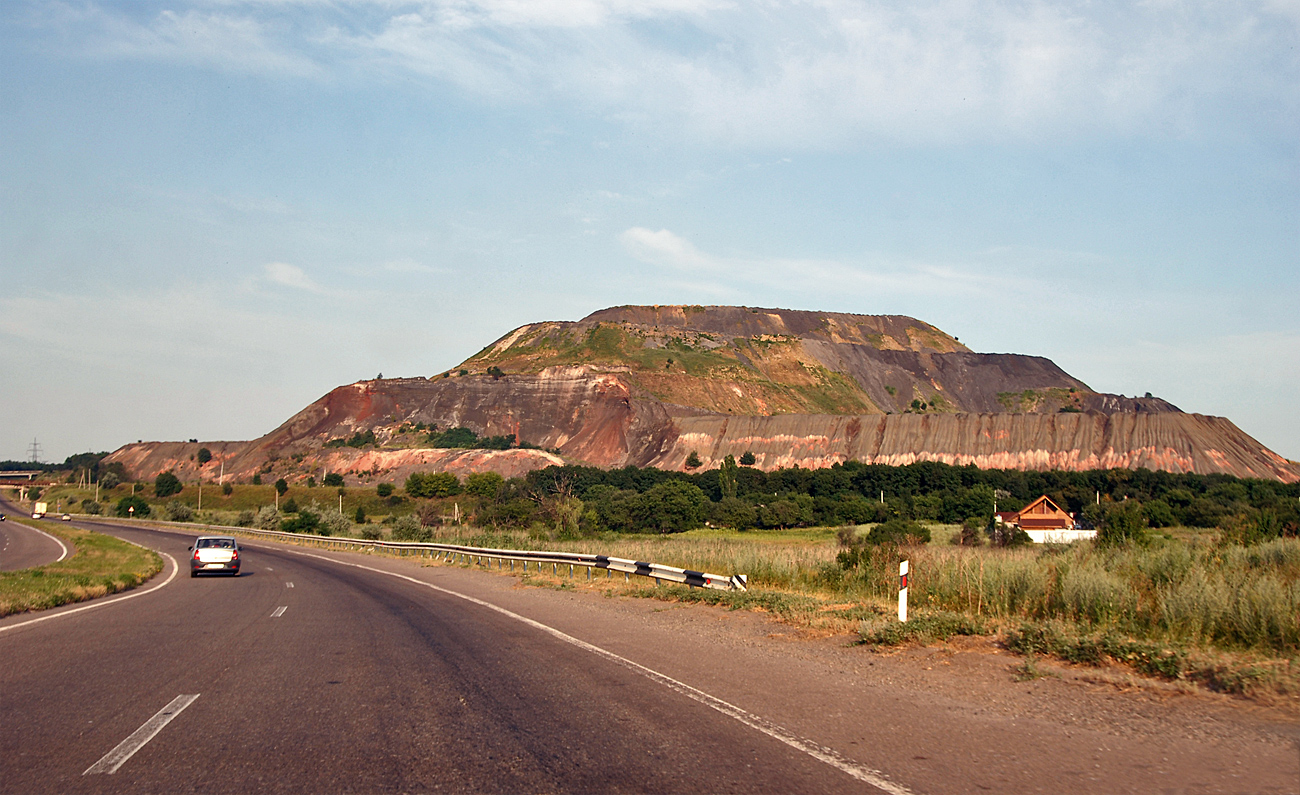
Донецький терикон

У геологічному відношенні височина складена дислокованими осадовими породами палеозойської ери (пісковики, сланці, вапняки) та пухкими породами мезозой-кайнозойського віку. Геоструктурно Донецький кряж приурочений до зниження Донецької складчастої споруди.
Долини річок у синклінальних пониженнях мають значну ширину і терасовані схили. У межах Донецької височини розвинута яружно-балкова сітка (глибини окремих балок сягають 150 м), зустрічаються осипи, обвали, оповзні, різні карстові форми (карри, давні й сучасні карстові воронки, особливо на південно-західному схилі Донецького кряжу), різноманітні великомасштабні антропогенні форми (вугільні терикони, відвали, кар'єри) тощо.

### Середньоруська
Південно-західні й південні відроги Середньоруської височини заходять відносно вузькою смугою (40-50 км) на територію України уздовж північно-східного кордону в Сумській, Харківській і Луганській областях (Донське пасмо). Поверхня Середньоруської височини нахилена в південному і південно-західному напрямках; абсолютні висоти поступово зменшуються на 20—50 м і територія височини плавно переходить у Придніпровську низовину (Полтавська рівнина), на південному сході долиною Сіверського Дінця відокремлені від Донецької височини. Рельєф горбистий, міжріччя представлені численними рівнинами, лінії вододілів яких зміщенні до правих берегів річок, переважають ерозійні форми рельєфу (густота долинно-балкової мережі становить 1,1 км/км², значного розвитку набули яруги, які приурочені до крутих схилів річкових долин і сягають декількох кілометрів довжини. Річкові долини широкі, глибоко врізані, з високими правими берегами порізаними короткими й глибокими деревоподібними ярами (Айдар, Оскіл, Красна). Лівобережжя порізане довгими неглибокими пологосхилими балками. Поширені також зсуви, карстові явища, розвіювання піщаних відкладів на річкових терасах (Кицівська пустеля). У північній частини зустрічаються карстові западини, що утворились в крейдових породах внаслідок обвалів внутрішніх порожнин. Найбільша висота — 236 м, середні висоти — 190—200 м.

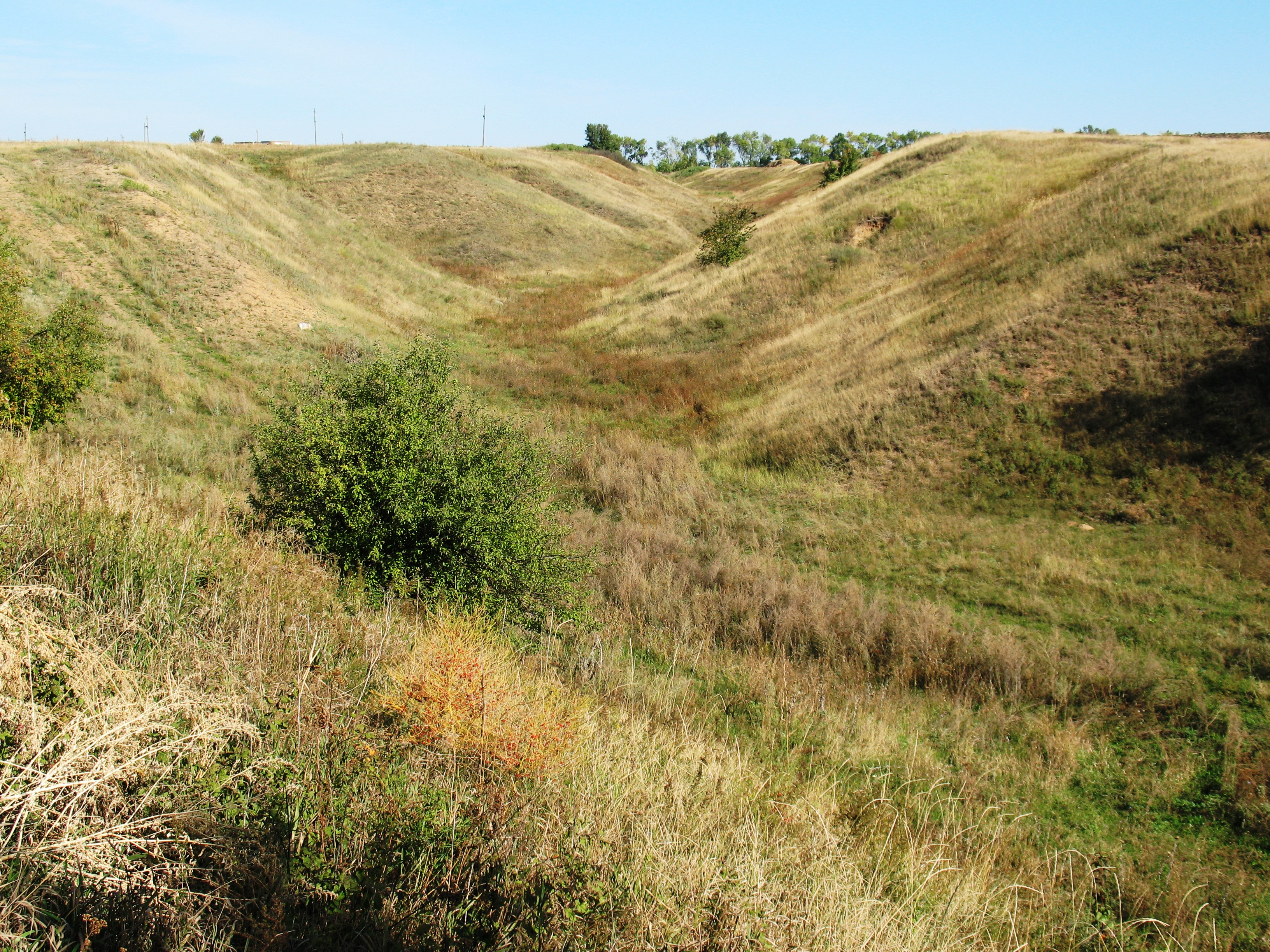
Балабанівська балка, Харківська область
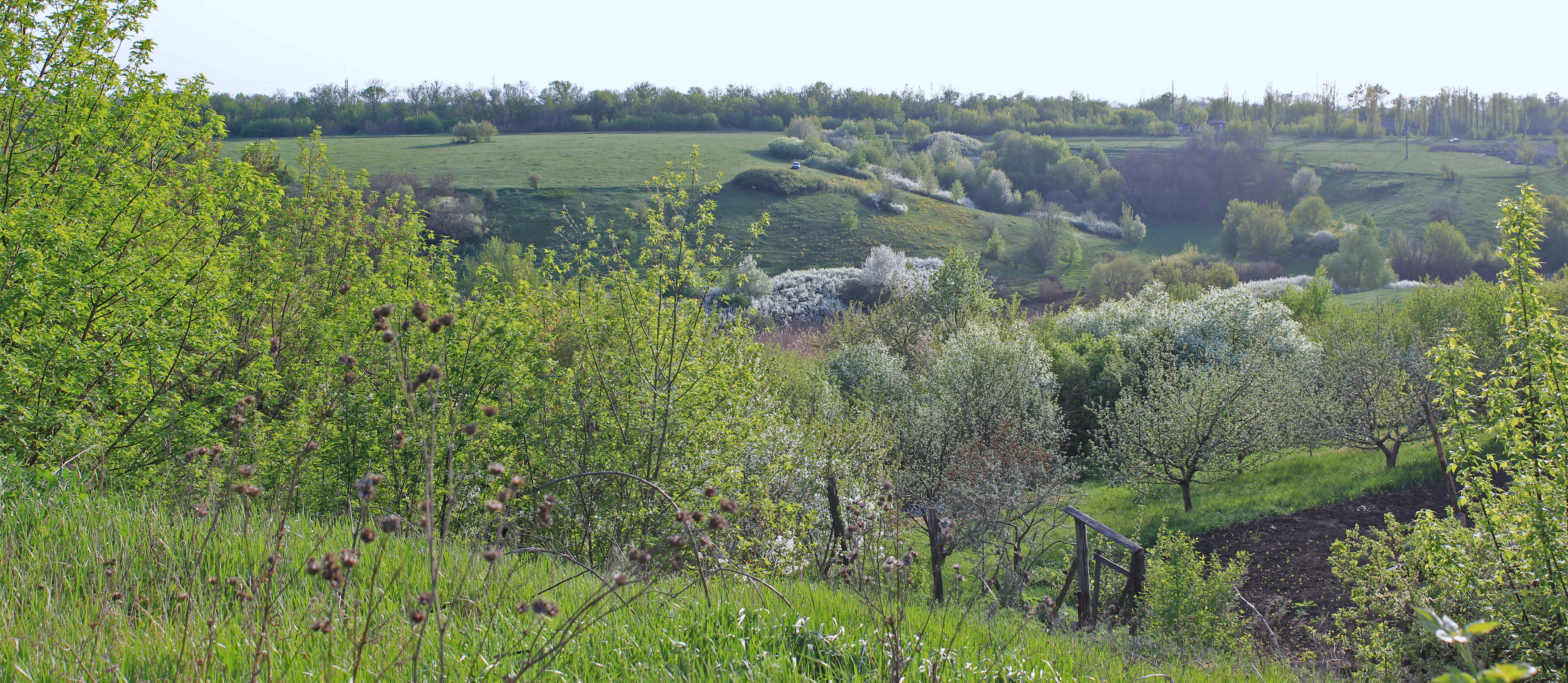
Яружно-балкова мережа поблизу Рогані на Харківщині
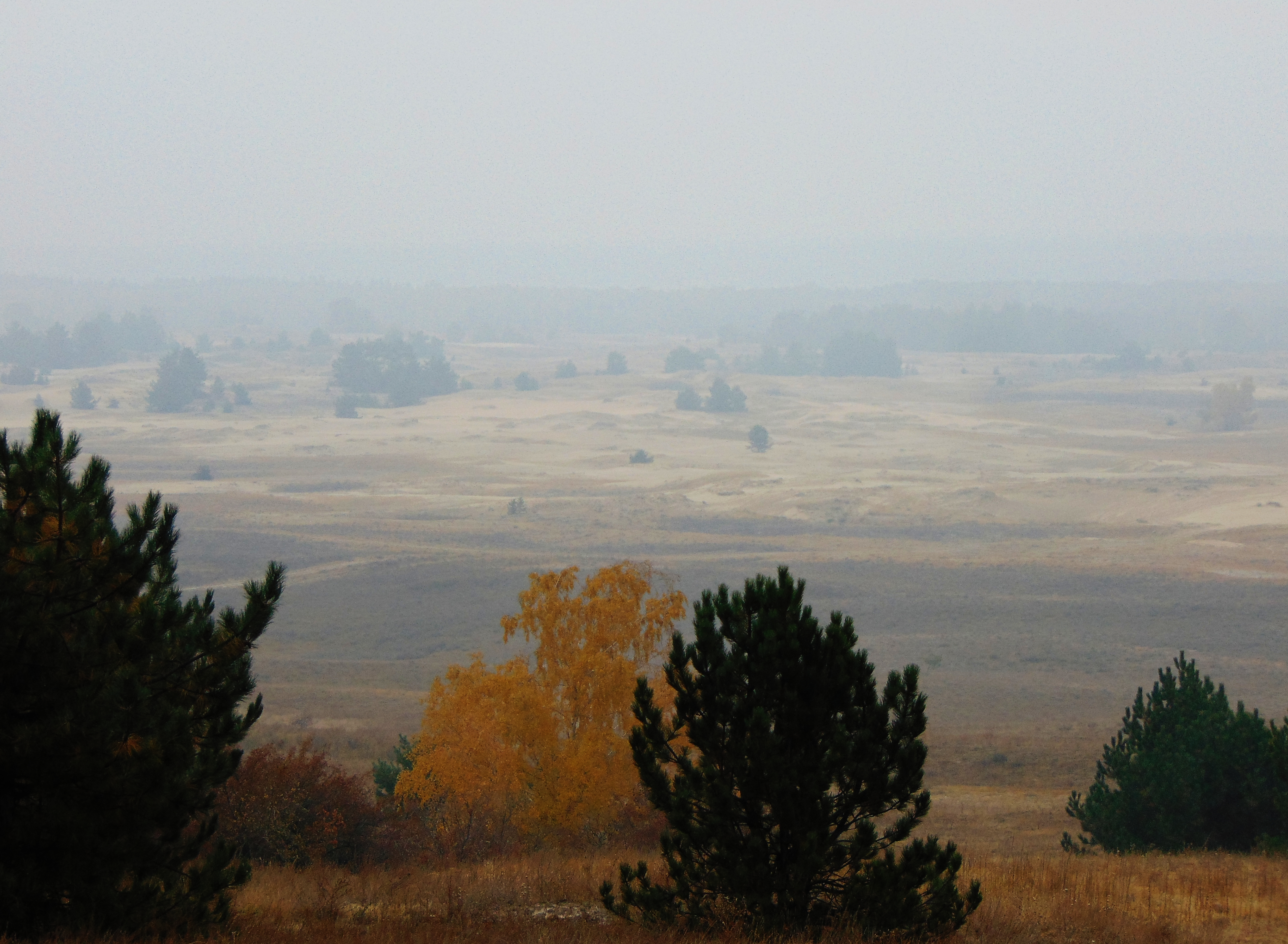
Кицівські горбисті піски Сіверського Дінця
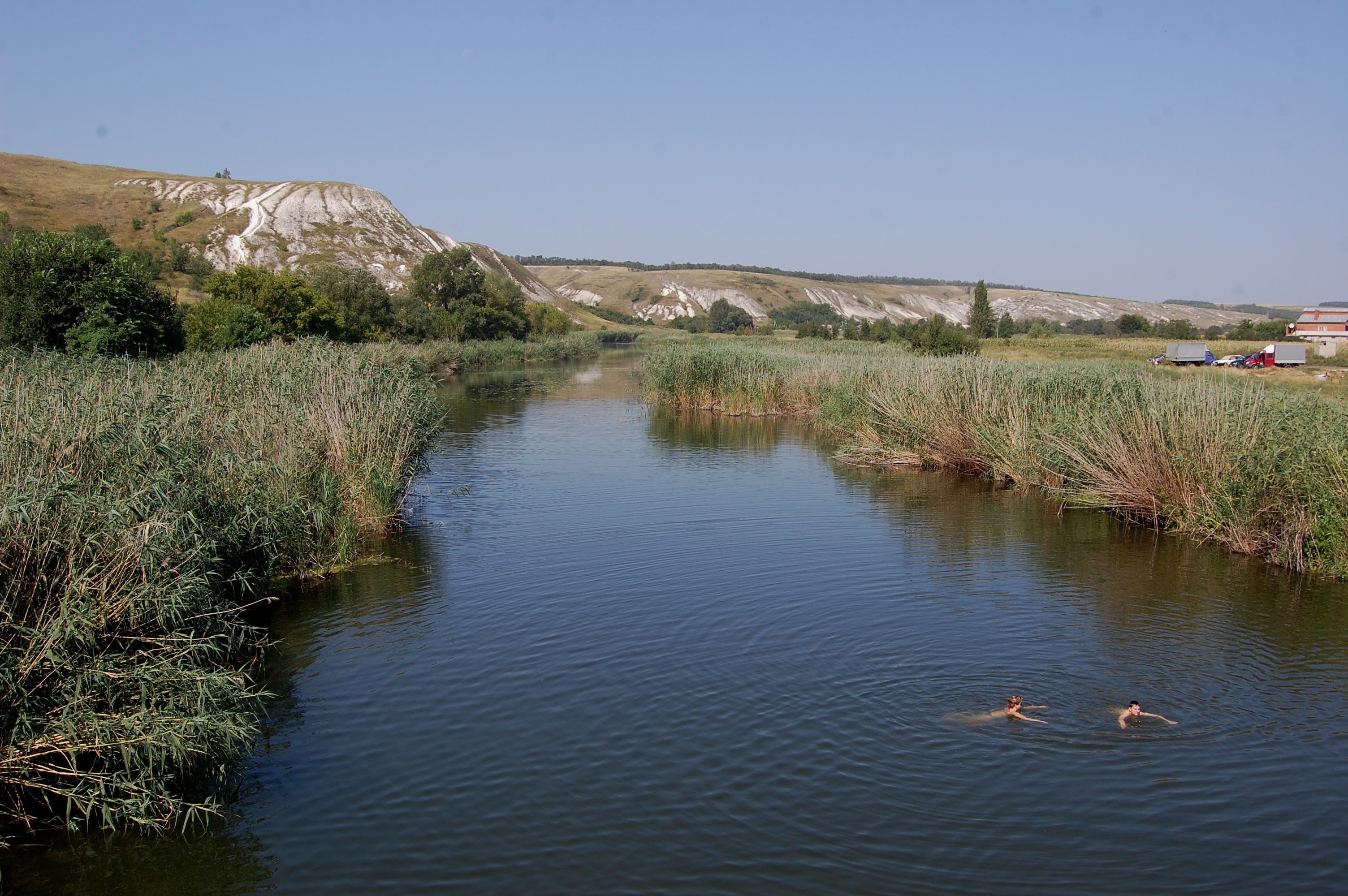
Крейдяні схили правого берега Айдару
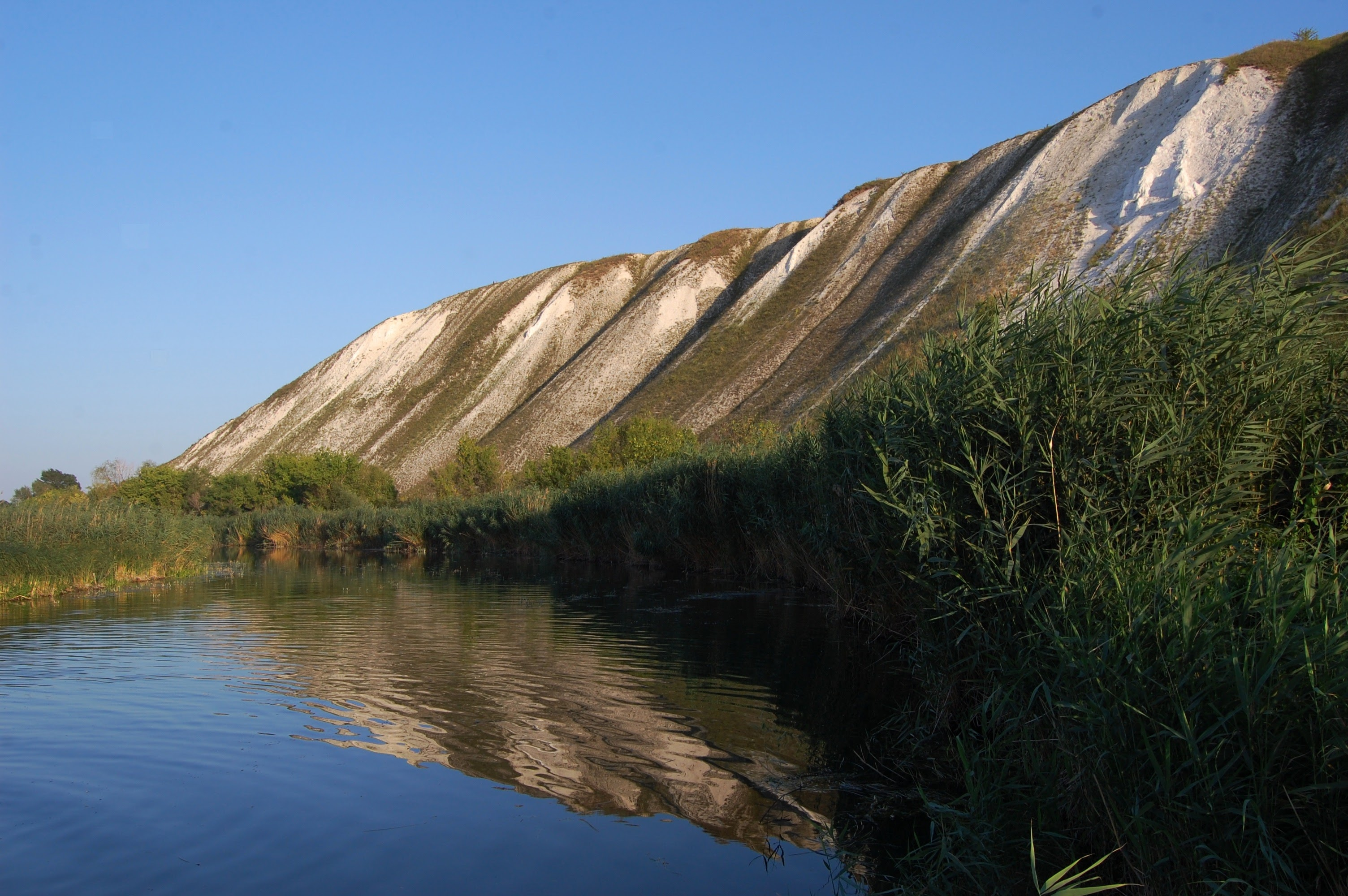
Крейдяні схили правого берега Айдару

Геологічна будова височини представлена Воронезьким кристалічним масивом Схвідноєвропейської платформи перекритим потужним осадовим чохлом відкладів крейдового (крейда, мергелі), палеогенового (глини, суглинки) та четвертинного періодів (лес).

### Передкарпатська
Передкарпатська височина простягається порівняно вузькою смугою між долиною Дністра та північно-східним підніжжям Українських Карпат і є перехідною зоною між південно-західним краєм Східноєвропейської рівнини і Карпатами. Середні висоти — 340—360 м. Рівнина сильно розчленована притоками Дністра, а також верхів'ями Пруту і Серету. Північно-західну частину височини складає Сянсько-Дністровська рівнина, яка складається з Надсянської, Хирівсько-Городоцької, Самбірської і Вишнянсько-Щирецької рівнини. Рельєф характеризується льодовиковими формами рельєфу, здебільшого рівнинно-горбистими, увалистими. У центральній частині Войнилівська; на південному сході Сторожинецьке пасмо, Покутська і Чернівецька височини. Геоструктурно височина відповідає Передкарпатському прогину Карпатської складчастої системи.

### Хотинська
Хотинська височина є складовою частиною Північномолдовського плато, північної частини Молдовської височини. Лежить на південь від Подільської височини, у межиріччі Пруту й Дністра, повністю в межах Чернівецької області. Рельєф височини — хвилясте горбисте пасмо з пересічними абсолютними висотами 350—400 м. Найвища точка — гора Берда (516 м), це найвища точка всієї рівнинної частини Східної Європи між Уральськими горами і Карпатами. Геоструктурно височина приурочена до Волино-Подільської плити.

### Розточчя
Розточчя є порівняно вузьким горбистим пасмом, що простягається від Львівського плато на південному сході (яким поєднується з Подільською височиною) до кордону з Польщею на північному заході. Рельєф сильно розчленований, з льодовиковими формами рельєфу. Найвища точка в межах України — Замкова гора (409 м) у Львові. Від північно-східних її схилів відходять на схід (у районі Львова і прилеглих територій) 6 відносно невисоких паралельних пасм, від яких прилеглі райони одержали назву Грядове Побужжя (Мале Полісся), яке в східній частині переходить у Прип'ятську низовину. Геоструктурно являє собою осадові породи Західноєвропейської платформи каледонської складчастості.

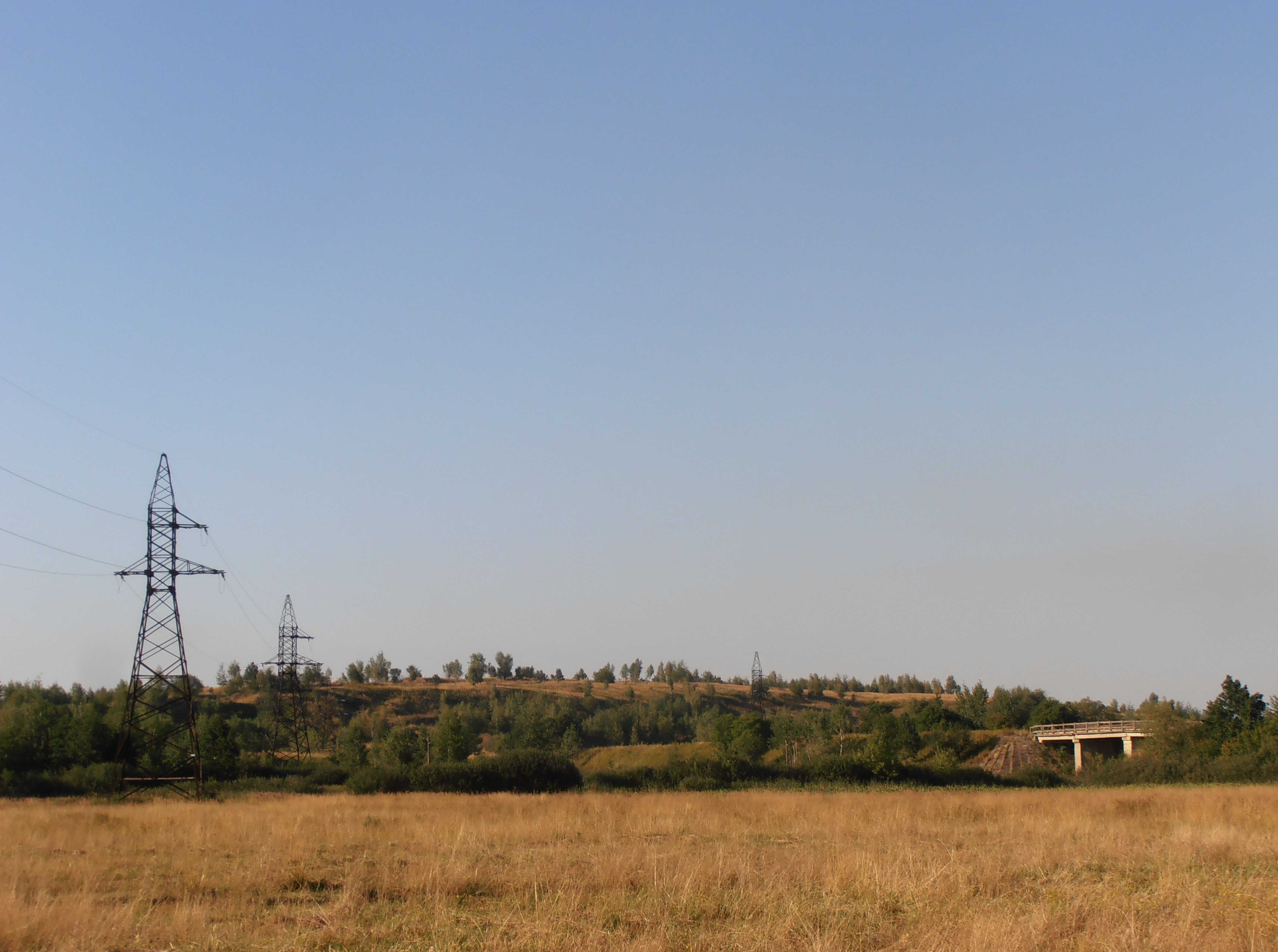
Войнилівська височина
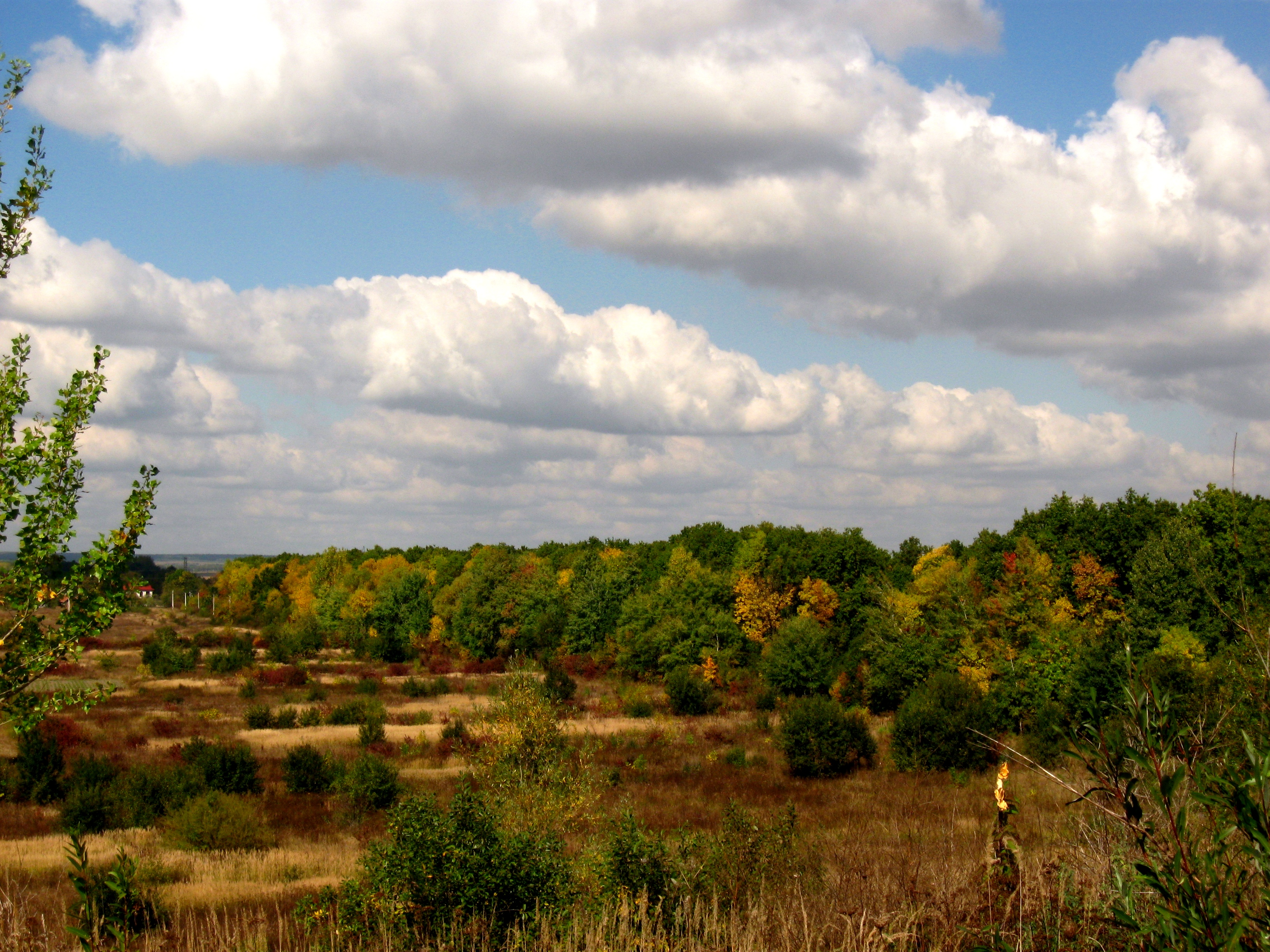
Покутська височина
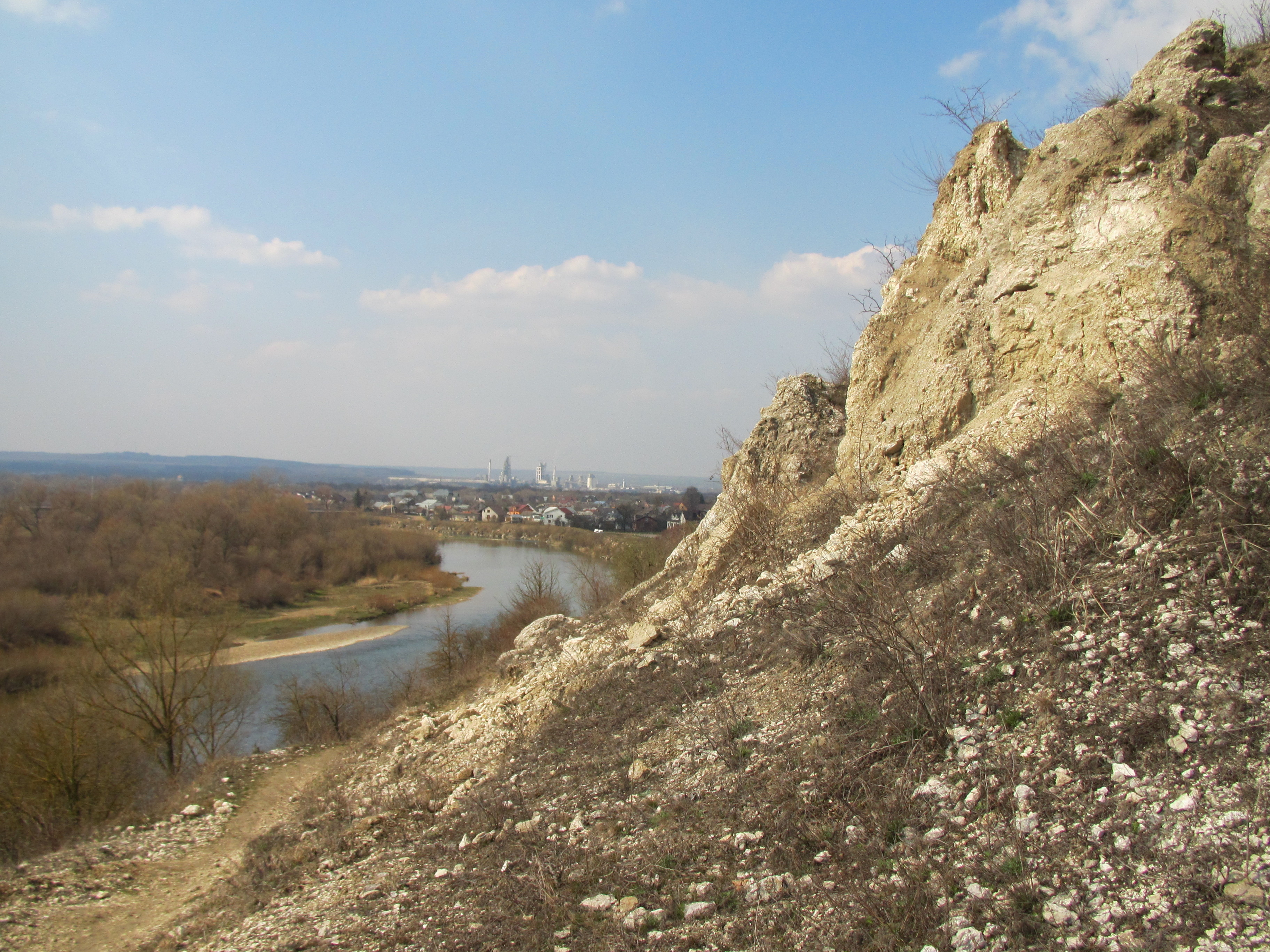
Вовчинецький пагорб Покутської височини
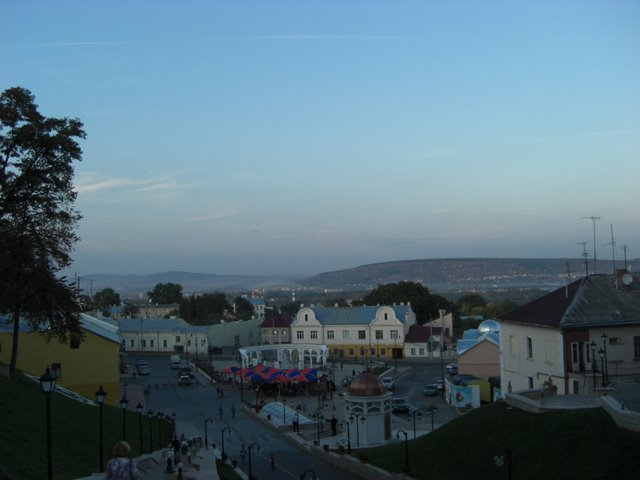
Гора Берда Хотинської височини
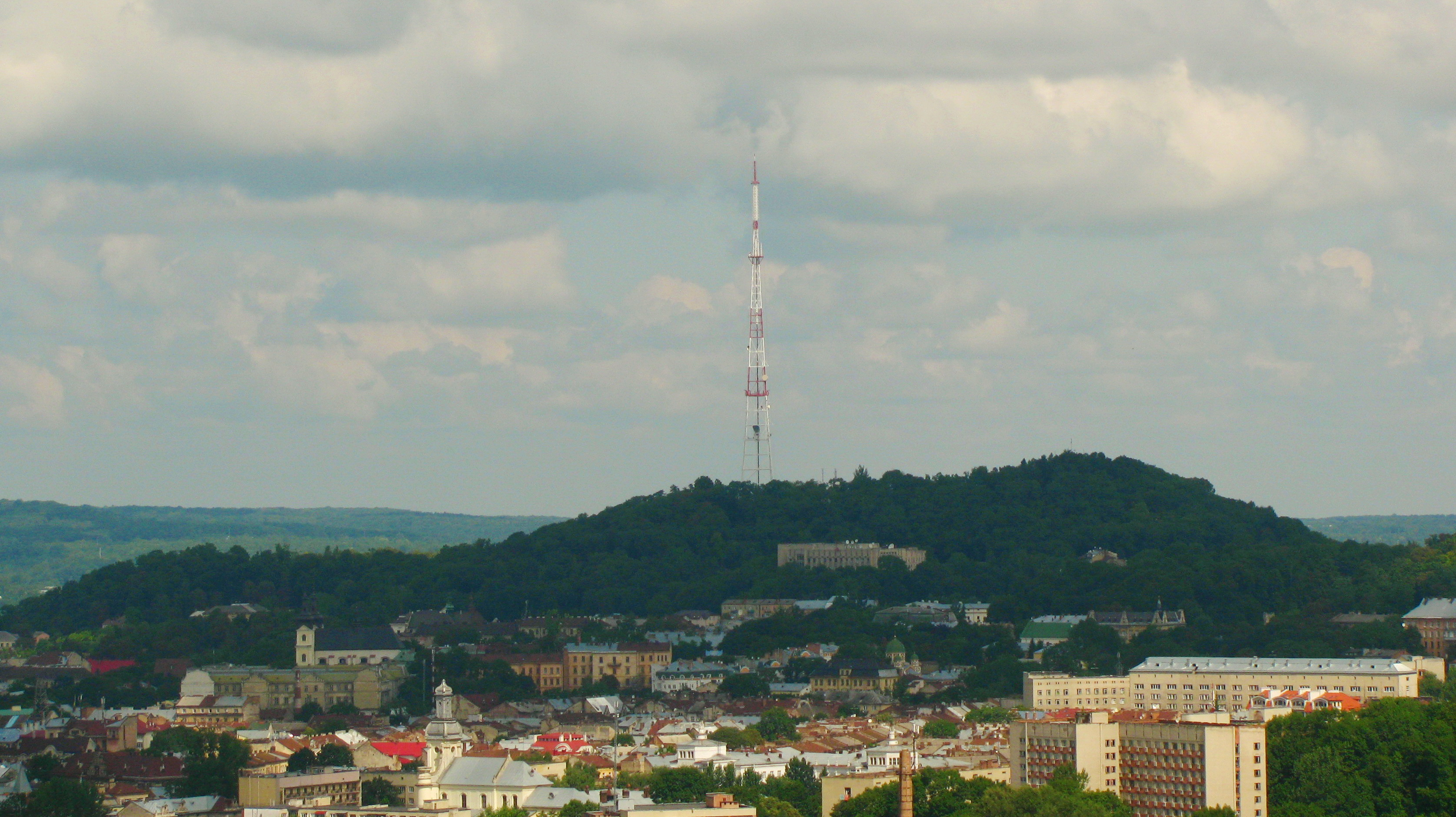
Замкова гора у Львові (Розточчя)

## Гори
Гірськими формами рельєфу в Україні зайнято 6,8 % території — Українськими Карпатами (33,2 тис. км², включно з 3,3 тис. км² низовинної зони) на заході та Кримськими горами (7,9 тис. км²) на крайньому півдні Кримського півострова. Гірські масиви Карпатської та Кримської геоморфологічних областей сильно впливають на економічне житті мешканців цих регіонів і країни загалом.

### Українські Карпати
Українські Карпати є центральною частиною гірського масиву Східних Карпат в межах України (Закарпатська, Івано-Франківська, Львівська та Чернівецька області), без врахування суміжних частин на території Румунії, Польщі та Словаччині. Середньовисотний гірський масив простягається на 290 км з північного заходу на південний схід відносно вузькою смугою (100—120 км). Західні, північно-західні та південно-східні межі Українських Карпат збігаються з державним кордоном України. Північно-східні межі умовно пролягають лінією Судова Вишня — Миколаєв — Івано-Франківськ — Чернівці. Гори мають згладжені обриси, куполоподібні вершини, вирівняні поверхні верхівок — полонини. Помітною рисою Карпат є їхня зональність, що відображає геологічну структуру масиву.
Карпатська геоморфологічна область складається з трьох підобластей:
- Передкарпатська рівнина, що розташовується на північний схід від Українських Карпат.
- Власне гірський масив Карпат, сформований рядом обширних паралельних пасом.
  - Північно-східну (зовнішню) смугу, що відповідає зовнішній антиклінальній зоні, утворюють середньовисотні (800—1000 м) Бескиди (Верхньоднітровські, Сколівські, Високі), Ґорґани (1400—1500 м) з крутими схилами і кам'яними осипами та Покутсько-Буковинські Карпати (700—900 м), які виділяються згладженими куполоподібними формами рельєфу. До числа відносно високих вершин цього регіону відносяться Сивуля (1838 м), Ґрофа (1748 м), Попадя (1742 м), Стой (1677 м), Менчул (1501 м), Маґура (1368 м)[2].
  - У центральній частині, відповідаючи синклінальній зоні, на південний захід паралельно Північно-східній підобласті простягаються завширшки 30 км на північному заході, до 10 км — на південному сході відносно невисокі (800—1200 м) Вододільно-Верховинські Карпати. Тут панує низькогірний рельєф верховин. Через понижені частини цієї гірської смуги проходять відомі Карпатські перевали — Середній Верецький (839 м), Ужоцький (889 м), Яблунецький (931 м) та Воловецький перевали (1014 м), якими прокладені автомобільні та залізничні шляхи, траси газо- і нафтопроводів, високовольтні лінії електропередач. У межах цієї смуги проходить Головний Карпатський вододіл[2]. Далі на південний захід простягається найвища підобласть Українських Карпат, що відповідає антиклінальній зоні — Полонинсько-Чорногірські Карпати з центральними Полонинським хребтом і найвищим масивом між річками Прут і Чорний Черемош, Білою і Чорною Тисою — Чорногорою. Над полонинами здіймаються окремі конусоподібні вершини, найвищими серед них є Говерла (2061 м) — найвища точка гірської системи і України, Бребенескул (2035 м), Піп-Іван (2026 м), Петрос (2022 м), Гутин Томнатик (2017 м), Ребра (2007 м). У межах Полонинсько-Чорногірських Карпат знаходяться цілий ряд гірських масивів — Свидовець (гора Близниця, 1883 м), Чорногора (Говерла), Гринявські гори, Буковинська полонина[2]. На півдні Українських Карпат зосереджені північно-західна частина Мармароського масиву — Рахівські гори (1940 м) та Чивчинські гори, які характеризуються глибокими долинами з крутими схилами, гострими вершинами.
  - Зовнішню смугу Українських Карпат утворює Вулканічний (Вигорлат-Гутинський) хребет. Він складається з ряду окремих гірських масивів — Вигорлат (1076 м), Маковиця (976 м), Синяк (1018 м), Великий Діл (1085 м) і Тупий (Хустські гори) (878 м)[1].
- Закарпатська низовина.

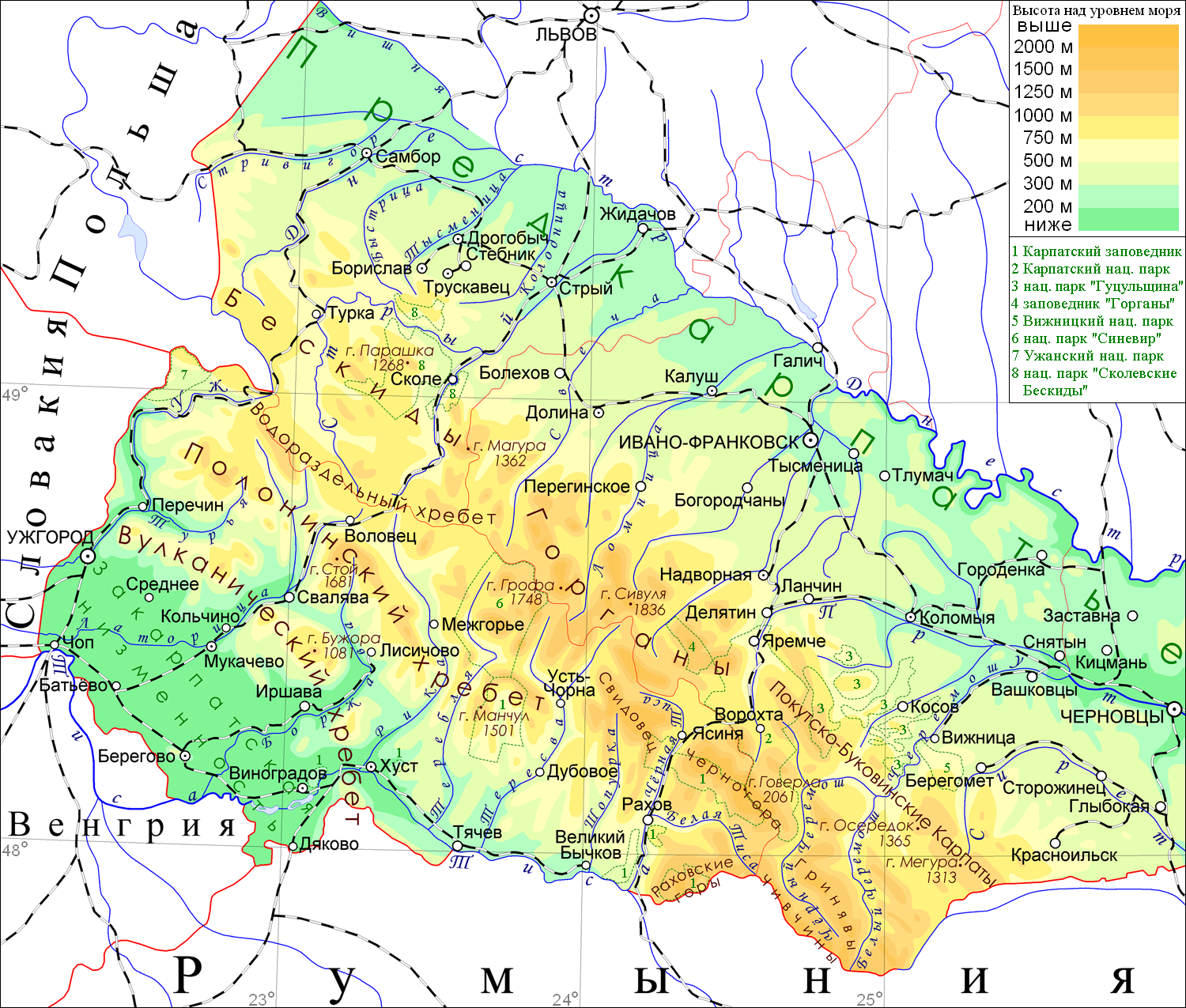
Орографія Українських Карпат (рос.)
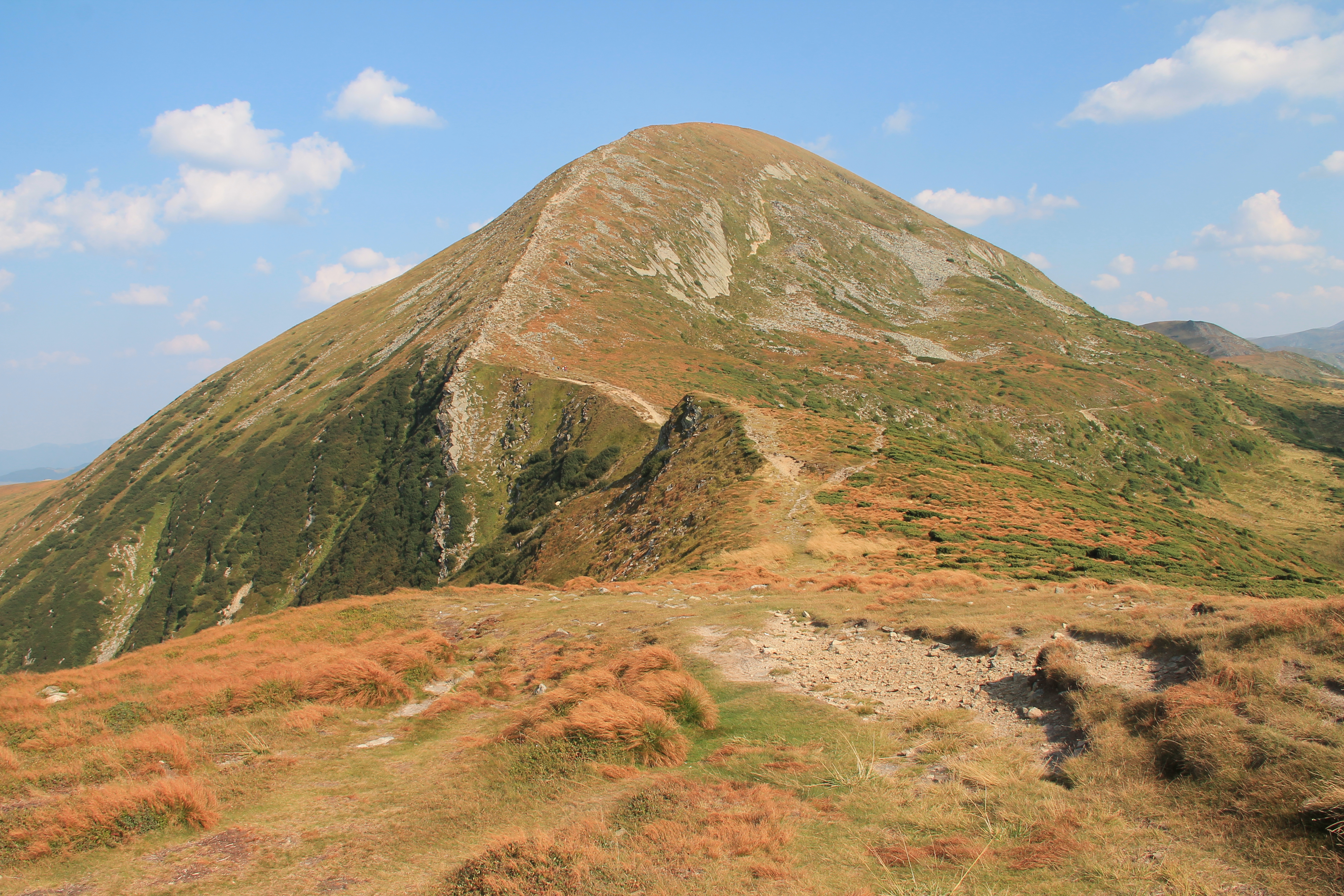
Говерла восени
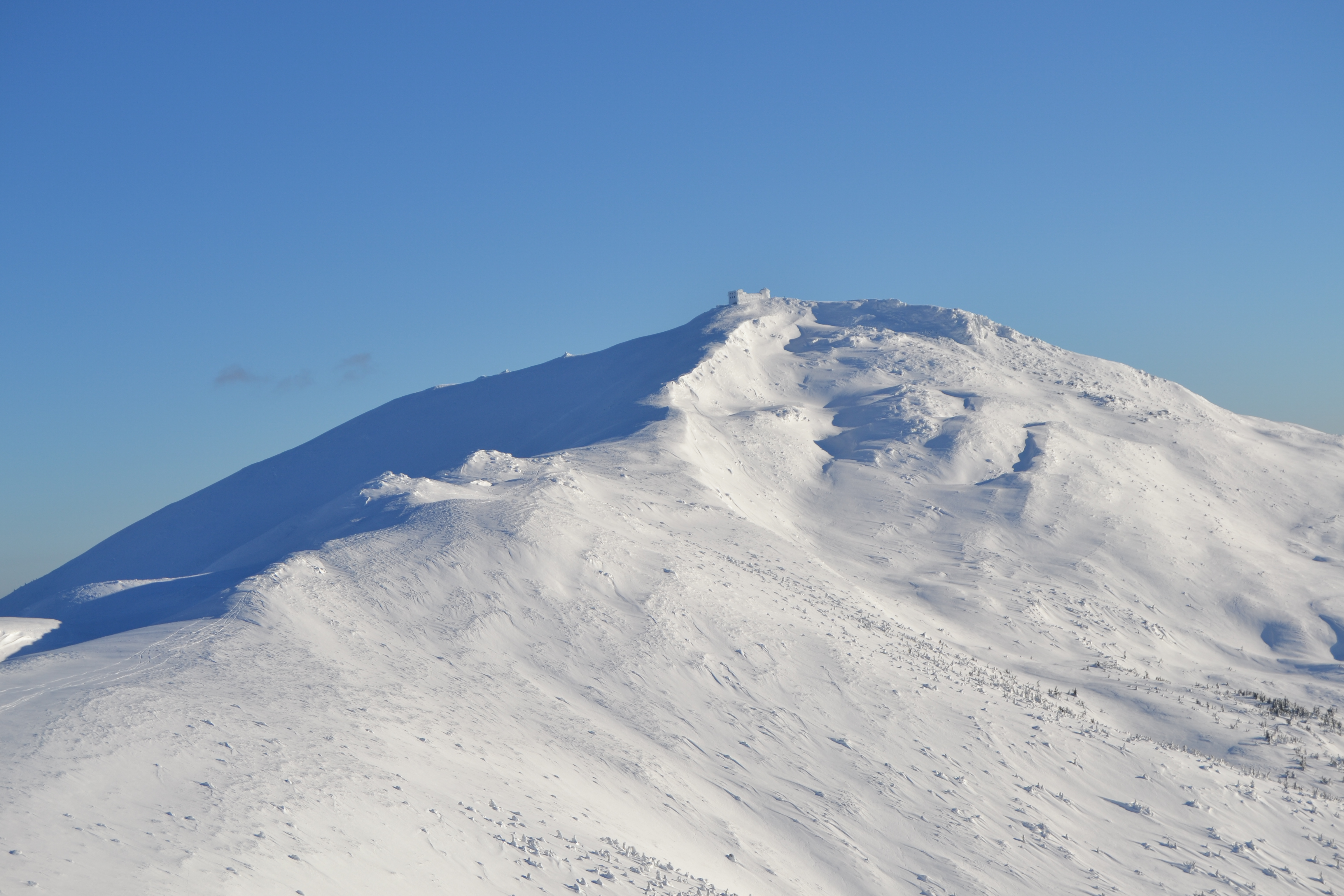
Піп Іван (Чорногора) взимку
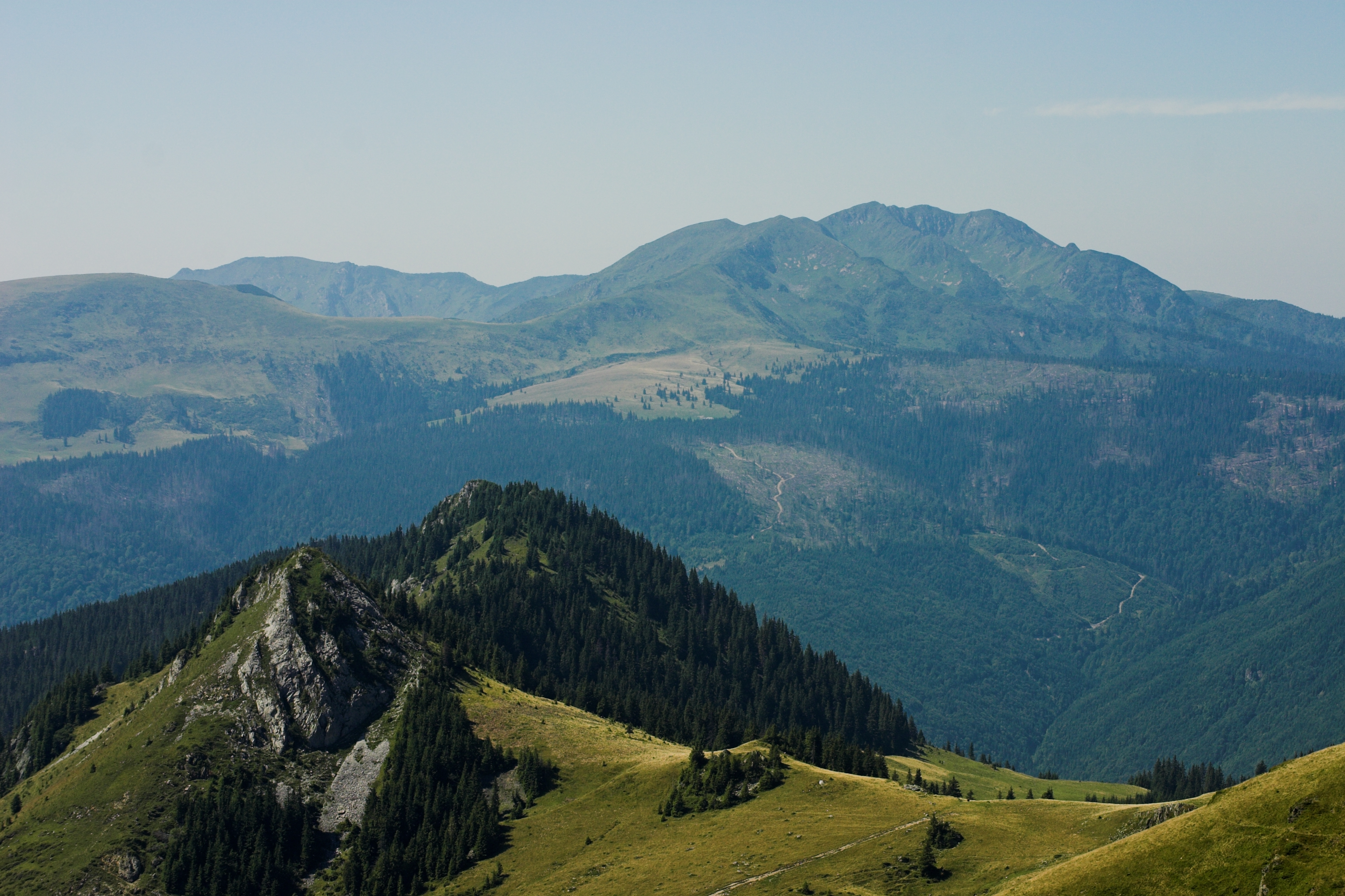
Піп Іван (Мармарош) влітку
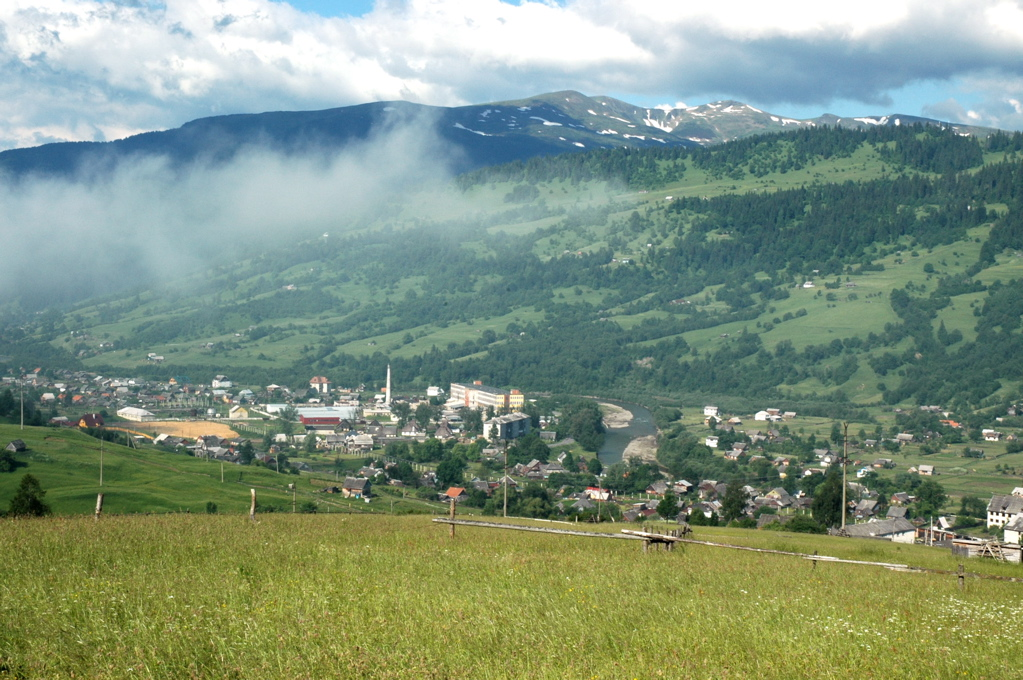
Ясіня

Геоструктурно гори відносяться до Середземноморського геосинклінального поясу і складаються з власне Карпатської покривно-складчастої споруди, Передкарпатського і Закарпатського прогинів . Гірську систему складають відклади від докембрійських до антропогенових. Під час герцинської складчастості від кінця палеозою до початку крейди на місці сучасних Карпат існували гори Пракарпати; сучасна гірська споруда Карпат є результатом геотектонічних процесів під час альпійської складчастості.

### Кримські
Кримські гори простягнулись дугою на півдні Кримського півострова на 150 км від Балаклави на південному заході до Феодосії на північному сході, з найбільшою завширшки 50 км на заході. Вони складаються з трьох паралельних гірських куестових гряд, що характеризуються крутими уривистими південно-східними і пологими протяжними північно-західними схилами (яйлами). Висота і розміри куест збільшуються з південного сходу на північний захід:
- Приморське Головне (Південне) пасмо є найвищим (середні висоти 1200—1500 м). Пасмо простяглось від Балаклавської бухти на заході (де воно круто обривається до моря) до мису Іллі поблизу Феодосії на сході, поступово відступаючи від моря на 10-12 км[1]. Центральна частина пасма утворена столовими горами (яйлами) — Ай-Петринська (Беденекір, 1320 м; Ай-Петрі, 1234 м), Ялтинська (Лапата, 1406 м), Нікітська (Демір-Капу, 1540 м), Бабуган-яйла (Роман-Кош, 1545 м). Східну частину утворюють масиви Чатирдаг (Еклізі-Бурун, 1527 м), Демерджі-яйла (Демерджі, 1360 м), Карабі-яйла (Тай-Коба, 1259 м). Вони поступово переходять в короткі окремішні хребти заввишки 600—1000 м.
- Внутрішнє пасмо (середні висоти близько 500 м). Простягається від Інкермау до Старого Криму. Найвища точка — гора Кубалач (738 м) поблизу Білогірська; середні висоти — 420—650 м.
- Зовнішнє пасмо, що пологими схилом переходить в рівнинну степову частину Криму. Найвища точка — 342 м, середні висоти 250—320 м.

Геоструктурно гори приурочені до Середземноморського геосинклінального поясу Герцинської платформи і складаються з власне складчасто-брилової частини трьох гірських пасом та Індоло-Кубанської западини на північному сході (Індольська низовина, Керченська рівнина). Формування гірської системи розпочалось в мезозойську еру під час кімерійської складчастості з інтенсивним вулканізмом (Карадаг), утворенням численних лаколітів (Аюдаг) та антиклінальних піднять. У пізніші часи гори зазнали значної денудації та вирівнювання екзогенними силами. Сучасний рельєф гір сформувався під час альпійської складчастості. Кримські гори входять до однієї з північних дуг Альпійської складчастої геосинклінальної області, що з півдня контактує зі Східноєвропейською платформою.

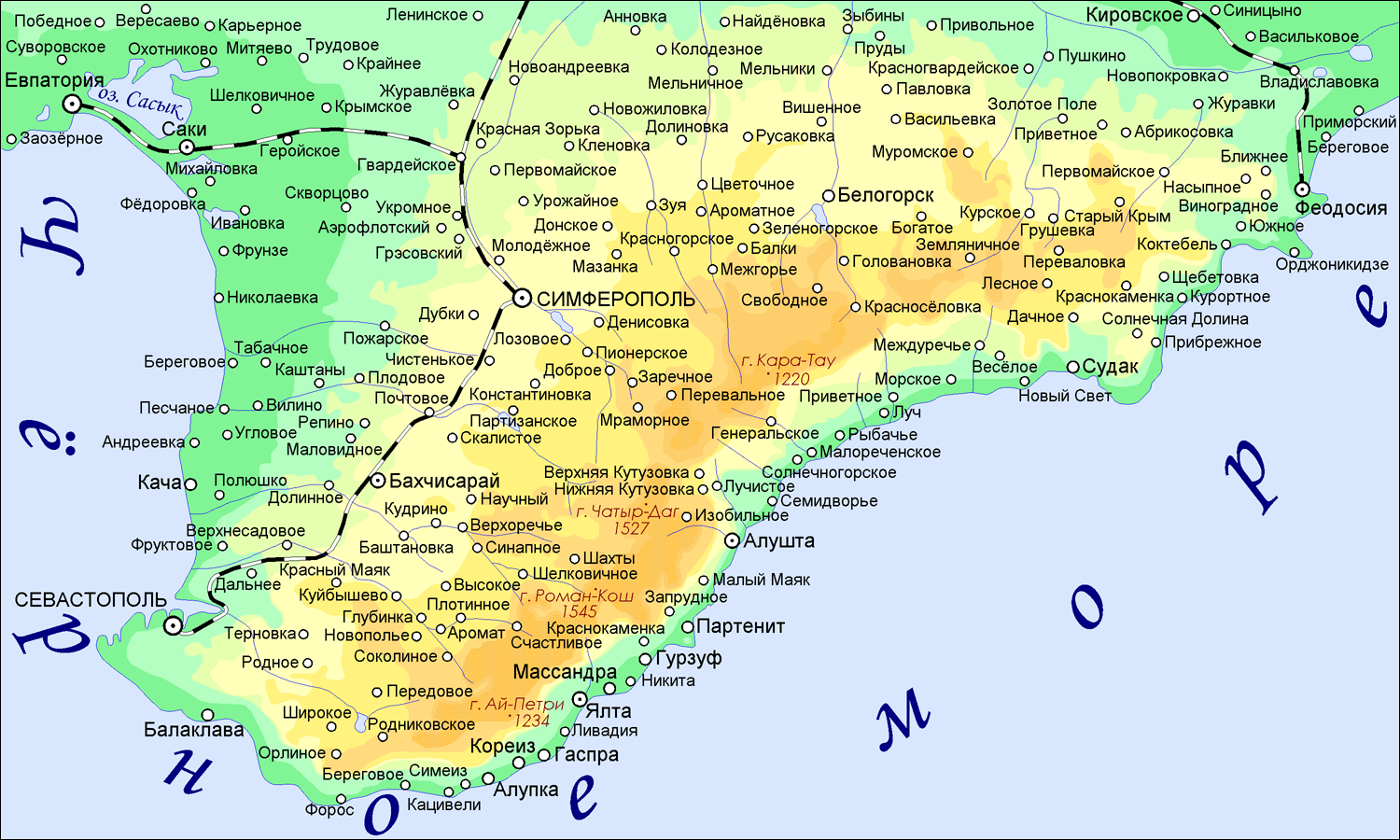
Орографія Кримських гір (рос.)
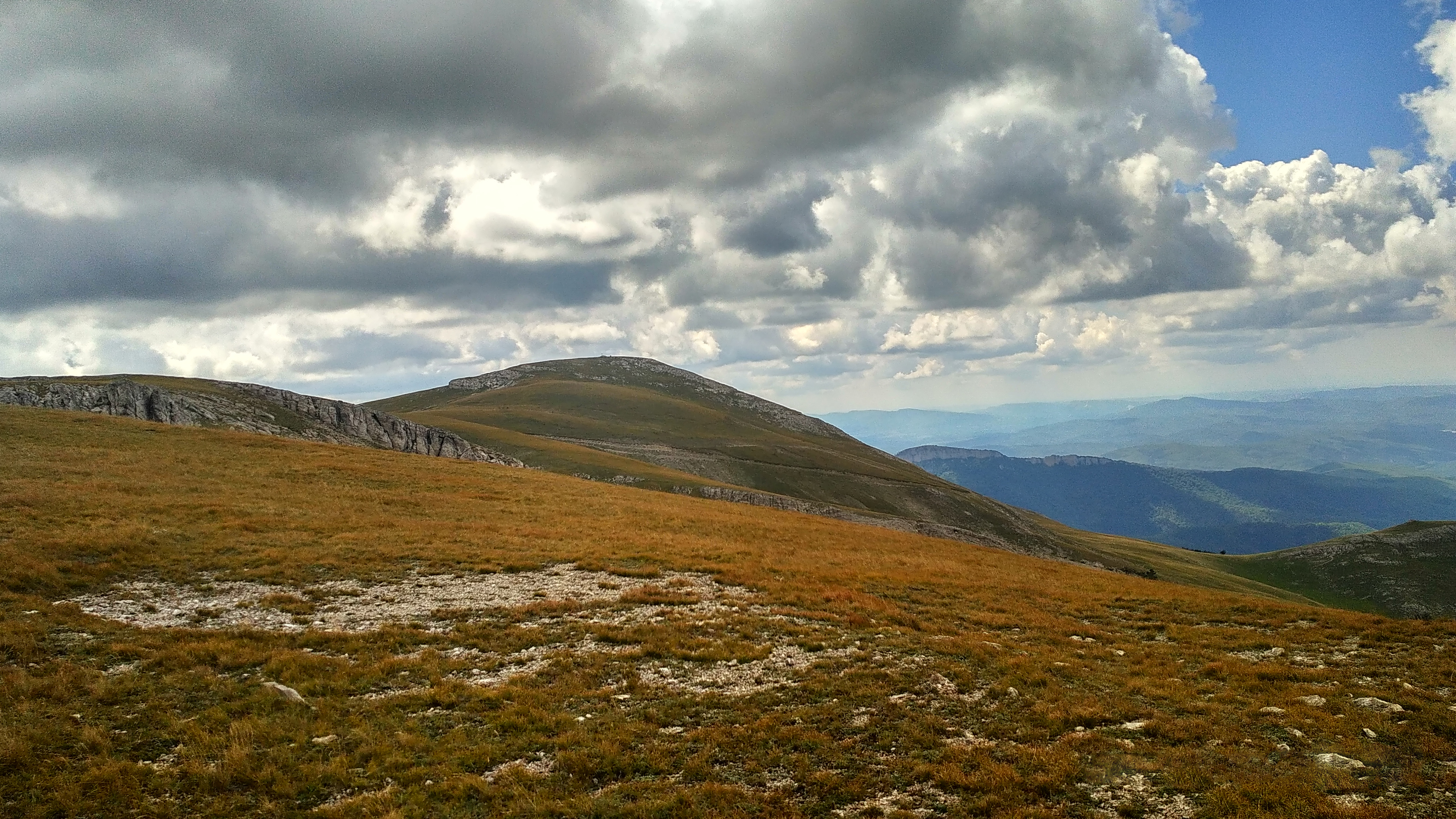
Роман-Кош
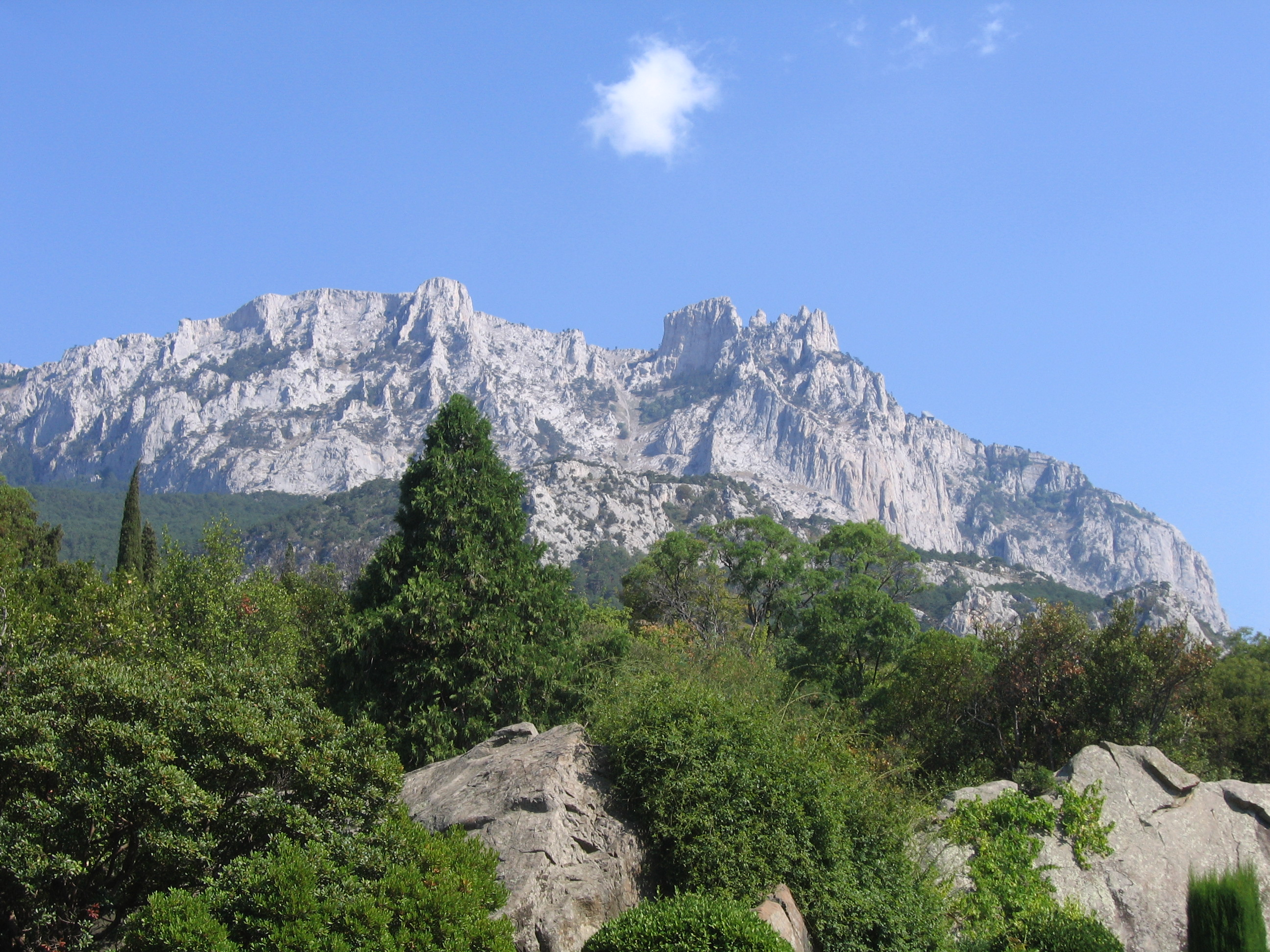
Ай-Петрі
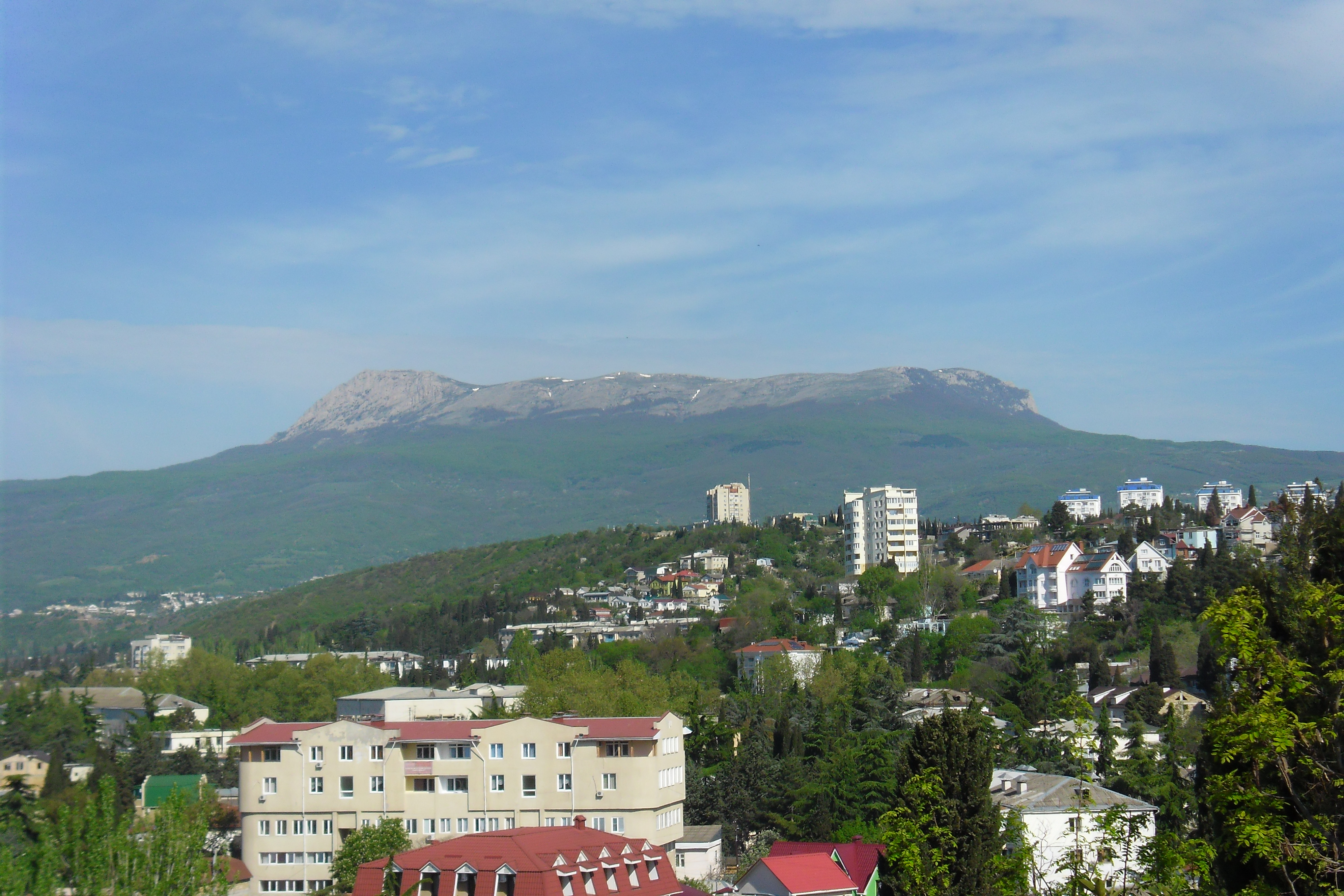
Масив Чатир-Даг
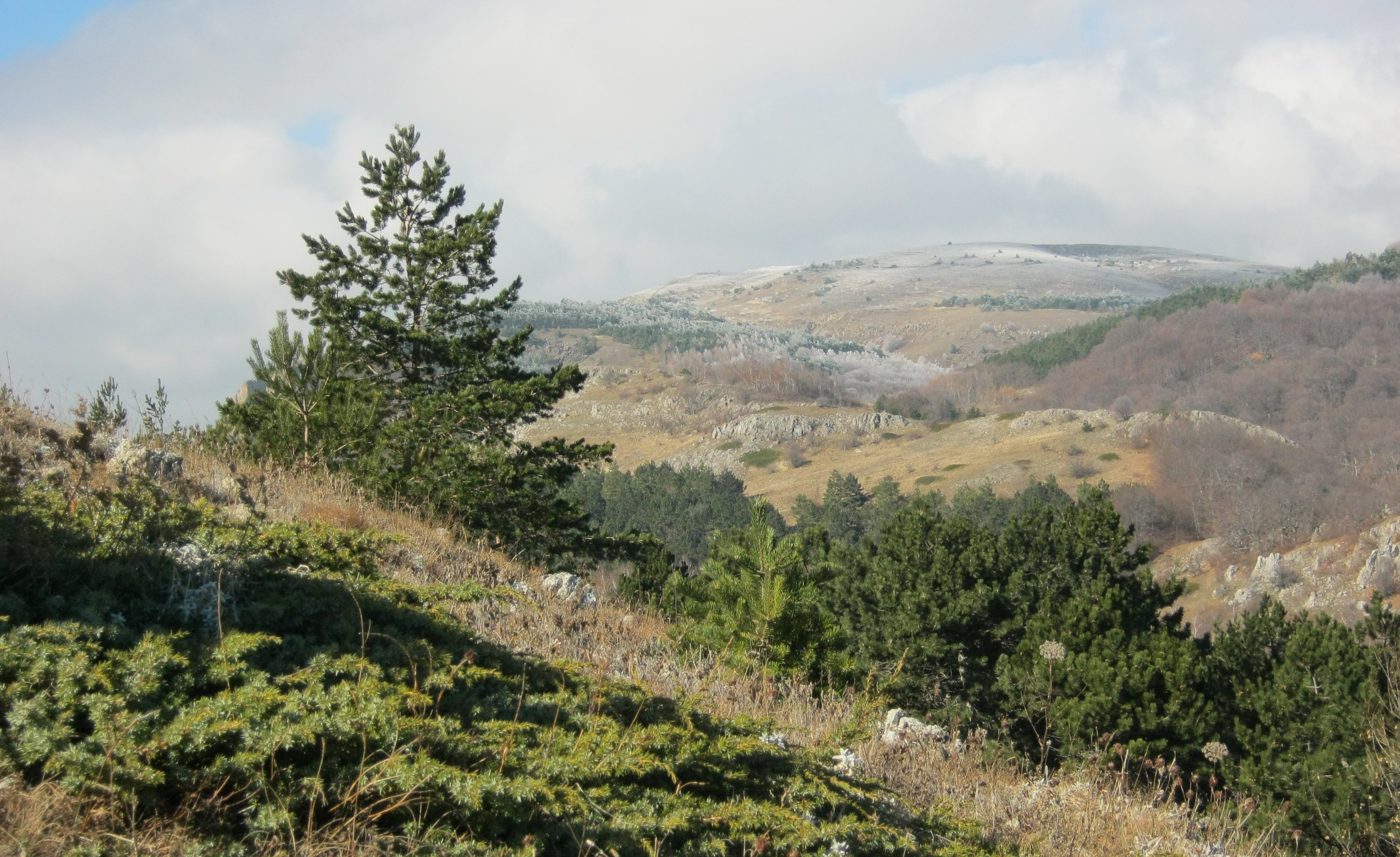
Кримські яйли

Для Кримських гір є характерним сильний розвиток карсту, лише на Головному пасмі налічується більше 650 печер, величезна кількість карстових колодязів і лійок. Серед найвизначніших печер Суук-Коба (Холодна) і Тисячеголова на Чатирдазі, Крубера (Вороняча) на Карабі-яйлі, Місхорська і Геофізична на Ай-Петринській яйлі, найбільша печера Криму — Кизил-Коба (Червона) на Довгоруківській яйлі.
Керченська рівнина на Керченському півострові геоморфологічно належить до області Кримських гір. Фундамент її горбисто-хвилястої поверхні складений палеоген-неогеновими відкладами, залягання яких порушено різними скидами, складками, куполоподібними структурами. Прояви вулканізму у вигляді грязевих вулканів.
Кримські гори є важливим кліматотворним фактором для півдня, вони захищають від впливу північних холодних повітряних мас вузьку приморську смугу — Південний берег Криму (ділянка узбережжя від мису Айя до гори Кара-Даг) зі сприятливим для відпочинку та лікування м'яким субтропічним кліматом середземноморського типу, що є винятково важливим приморським рекреаційним районом для всієї Східної Європи. Для Південного узбережжя Криму, особливо між Алуштою і Гурзуфом, характерні куполоподібні підняття — лаколіти (Аюдаг, мис Плака, Кастель).

## Морське узбережжя
Територія України на півдні омивається водами двох внутрішніх морів — Чорного (південний захід та південь) і Азовського (південний схід). В акваторію Чорного моря значно видається найбільший півострів країни — Кримський (26,85 тис. км²). На заході Криму великий Тарханкутський півострів, на сході — Керченський. Західне узбережжя півострова омивають води Каламітської затоки, на південному сході — Феодосійської. На півночі Керченського півострова Арабатська і Казантипська затоки. Керченською протокою, що сполучає Азовське море з Чорним, проходить українсько-російський кордон. На північному сході велике солоне мілководне озеро лагунного типу — Сиваш, води якого відділяє від вод Азовського моря найдовша коса країни — Арабатська Стрілка (115 км). Західне і південне узбережжя Криму абразійне з невеликими акумулятивними ділянками, створеними хвильовими процесами (лагунні); в районі Керченського півострова — абразійно-акумулятивне; на сході — пляж піщаної намивної коси.
На північному заході Кримський півострів від материкової частини відділяють води великої Каркінітської затоки (з окремими частинами — Джарилгацька та Перекопська затоки). Узбережжя затоки абразійно-акумулятивне, вирівняне і бухтове.
На південно-західному узбережжі Чорного моря велика кількість озер-лагун, річкових лиманів закритого й напівзакритого типу (із заходу на схід) — Сасик, Шагани, Алібей, Дністровський, Хаджибейський, Куяльницький, Тилігульський, Березанський і великий Дніпровсько-Бузький. Від Дніпровського лиману води Каркінітської затоки відділяє великий Кінбурнський півострів із Ягорлицькою і Тендрівською затоками. На узбережжі вирівняні абразійні ділянки чергуються з акумулятивними лагунними; від Одеси до Дніпровського лиману — вирівняне абразійно-акумулятивне; в районі гирла Дунаю — акумулятивні дельтові.

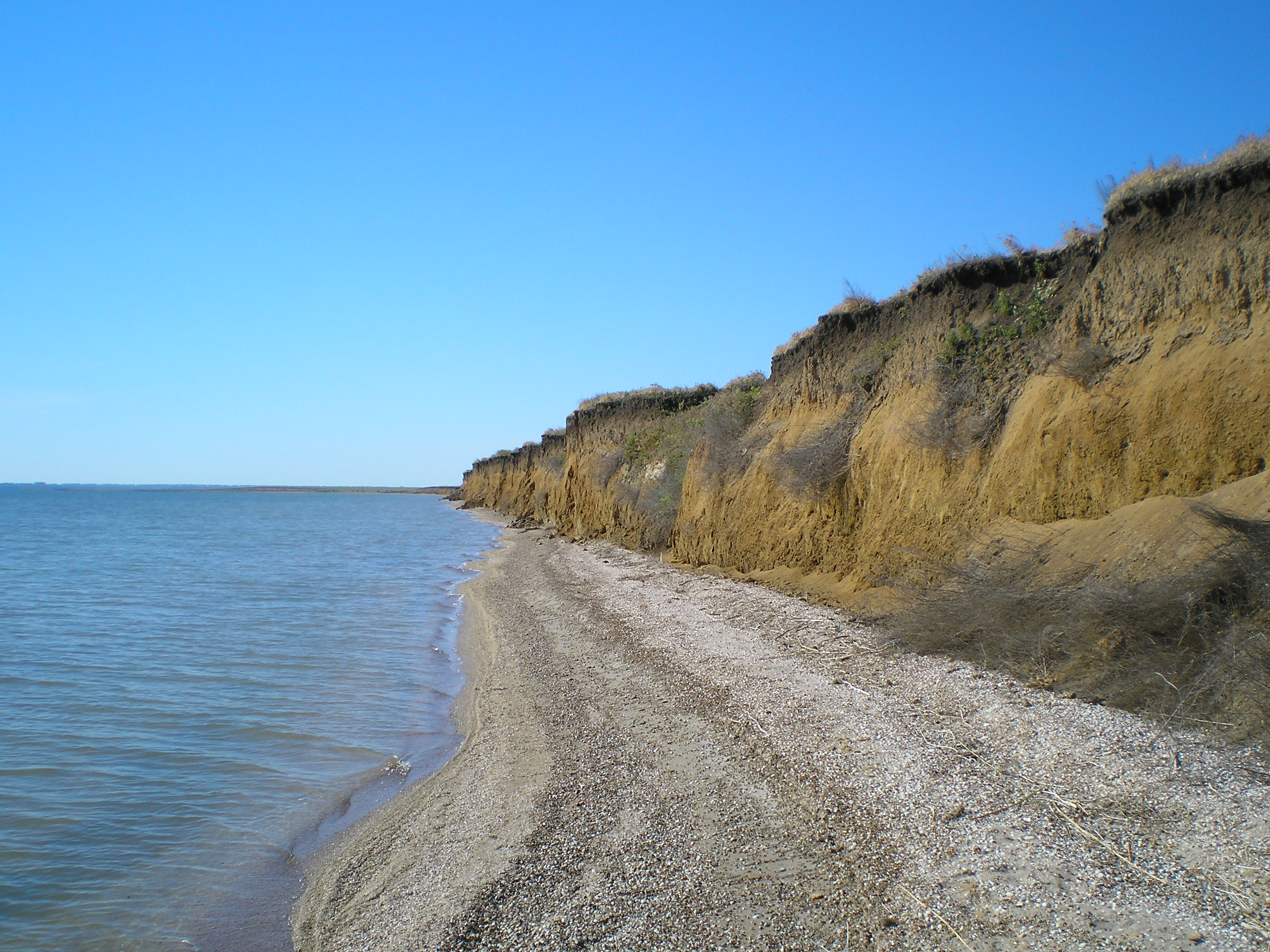
Північно-західне узбережжя Чорного моря
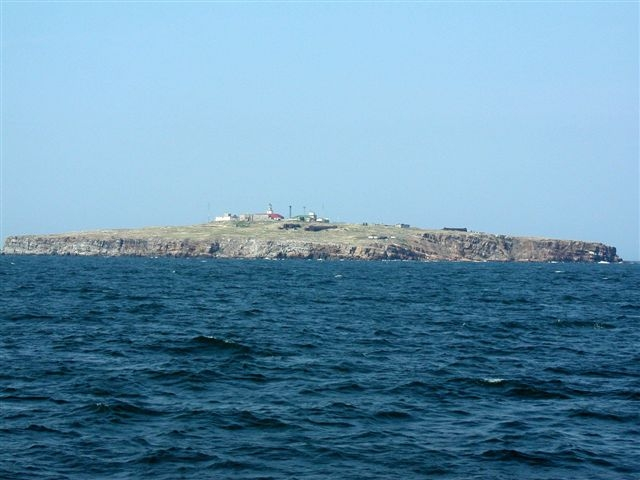
Острів Зміїний
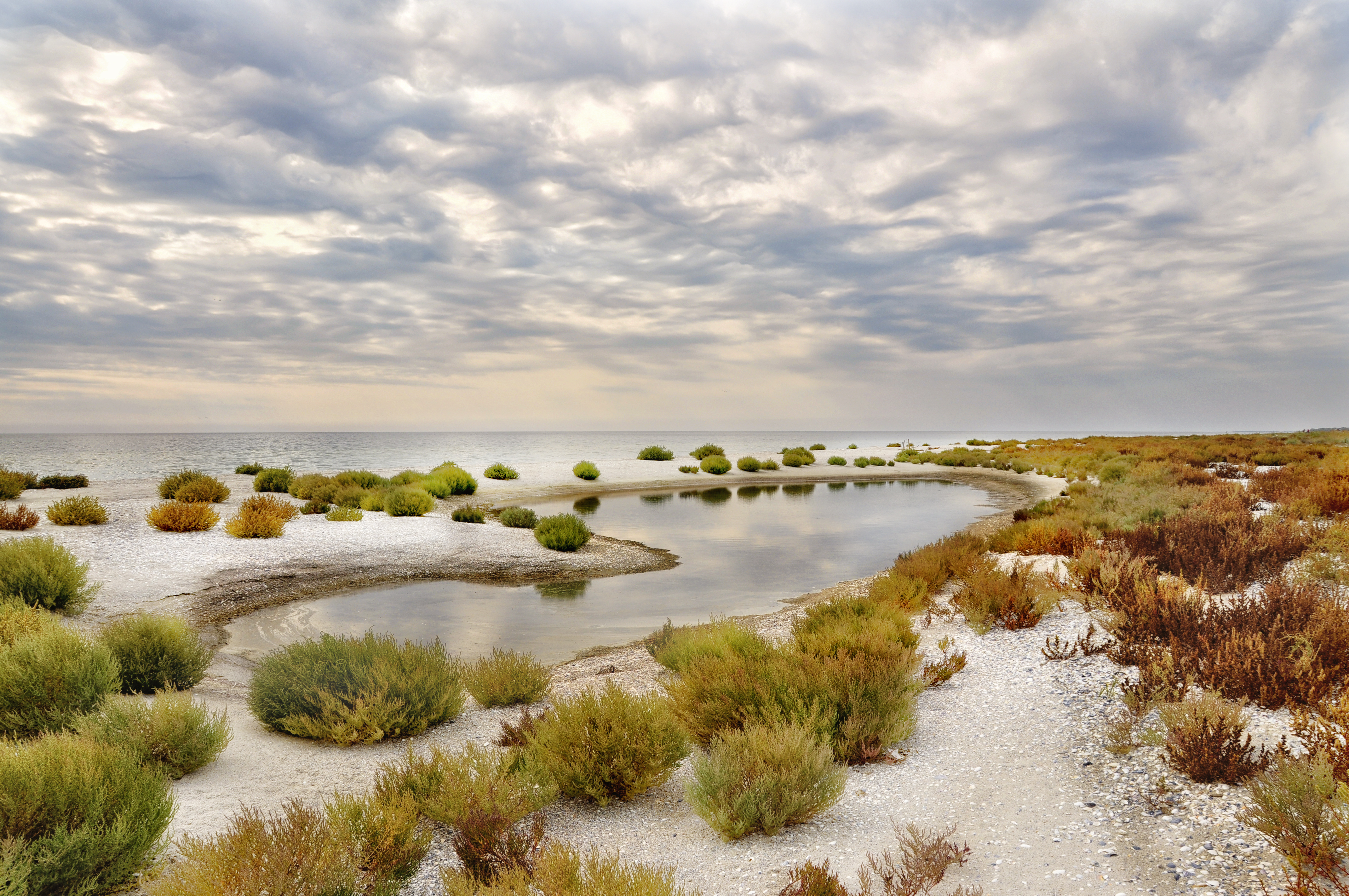
Кінбурнська коса восени
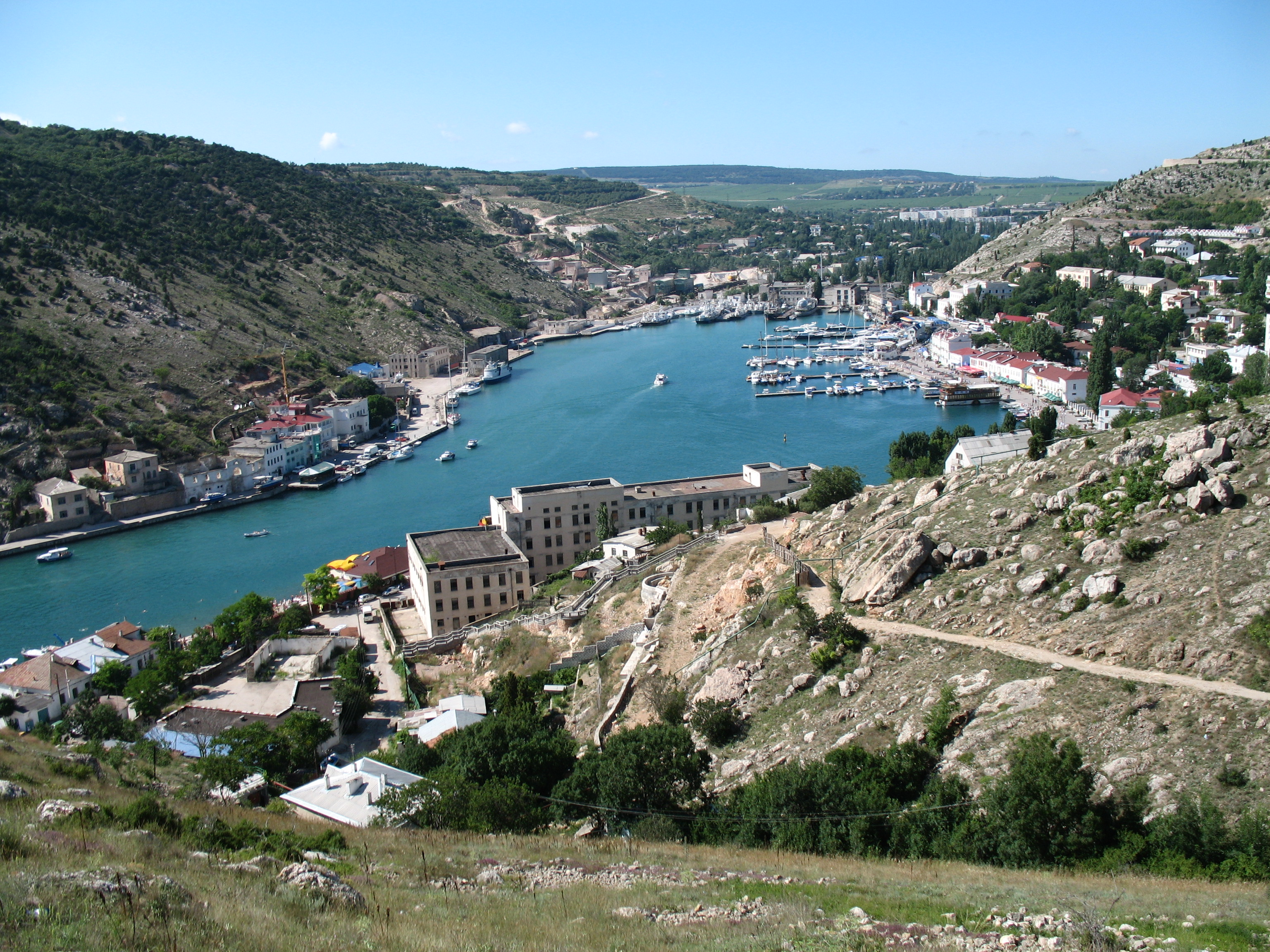
Балаклавська бухта, Крим
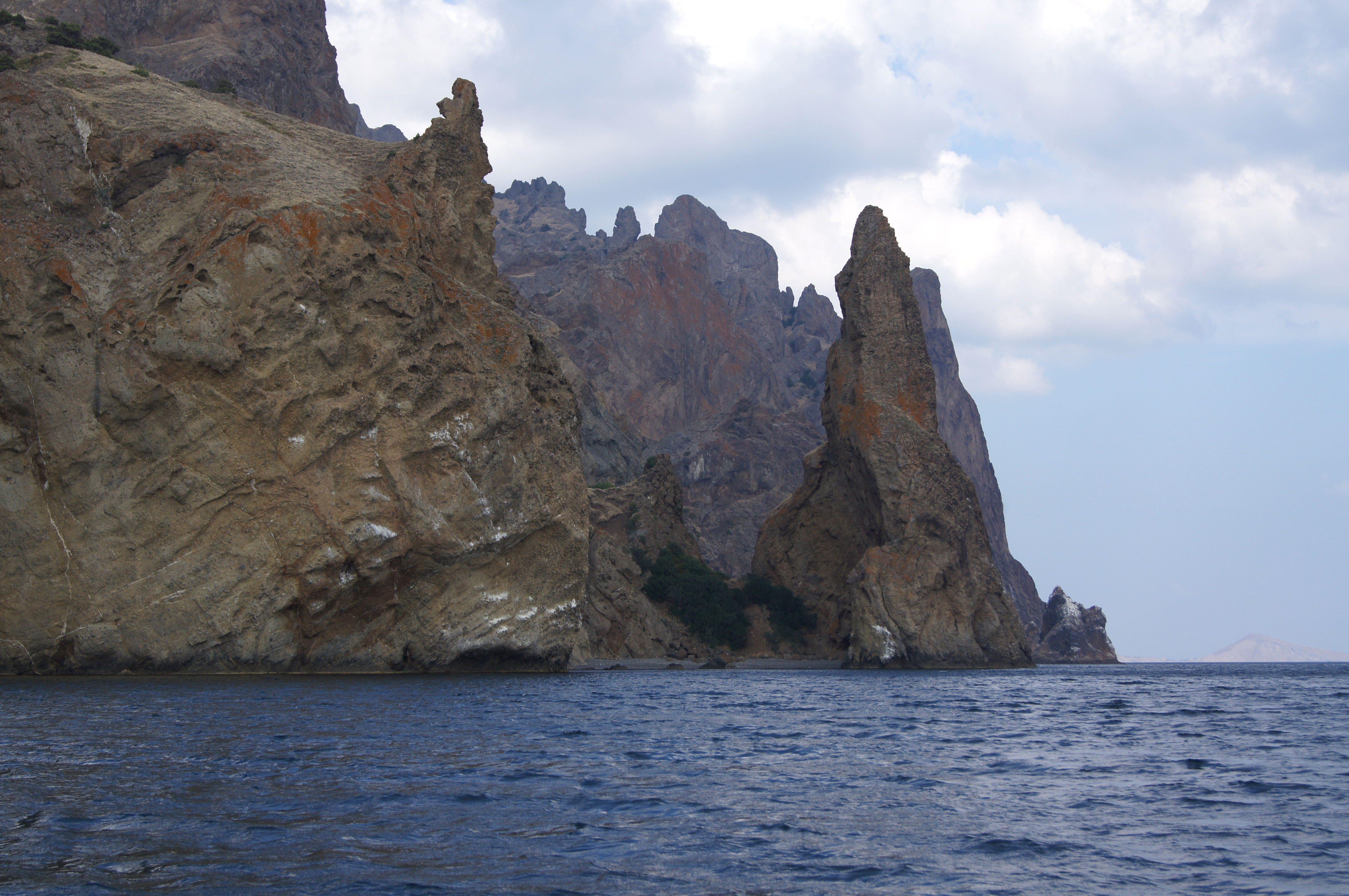
Масив згаслого вулкана Карадаг, Крим
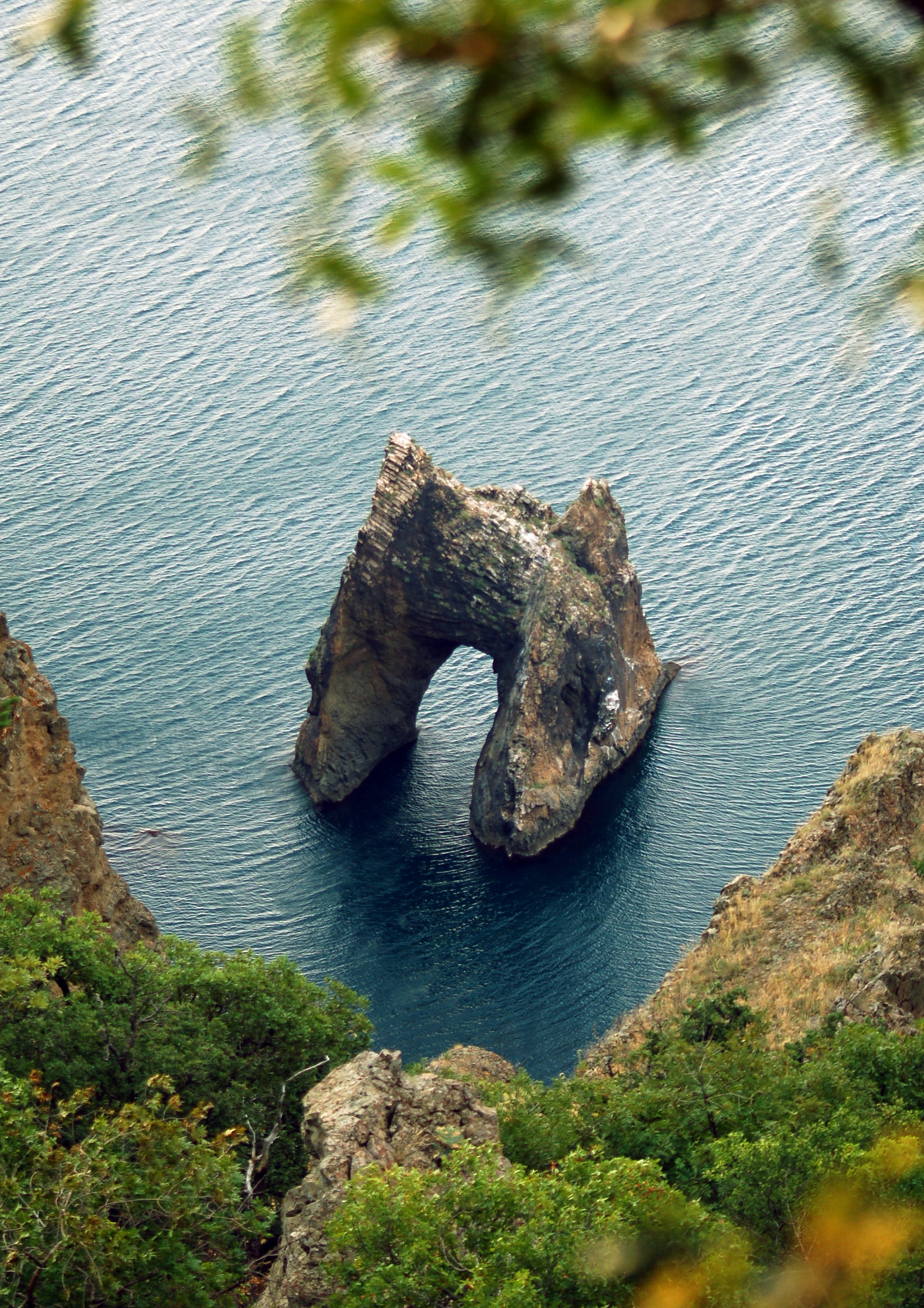
Скельна арка «Золоті ворота», Крим
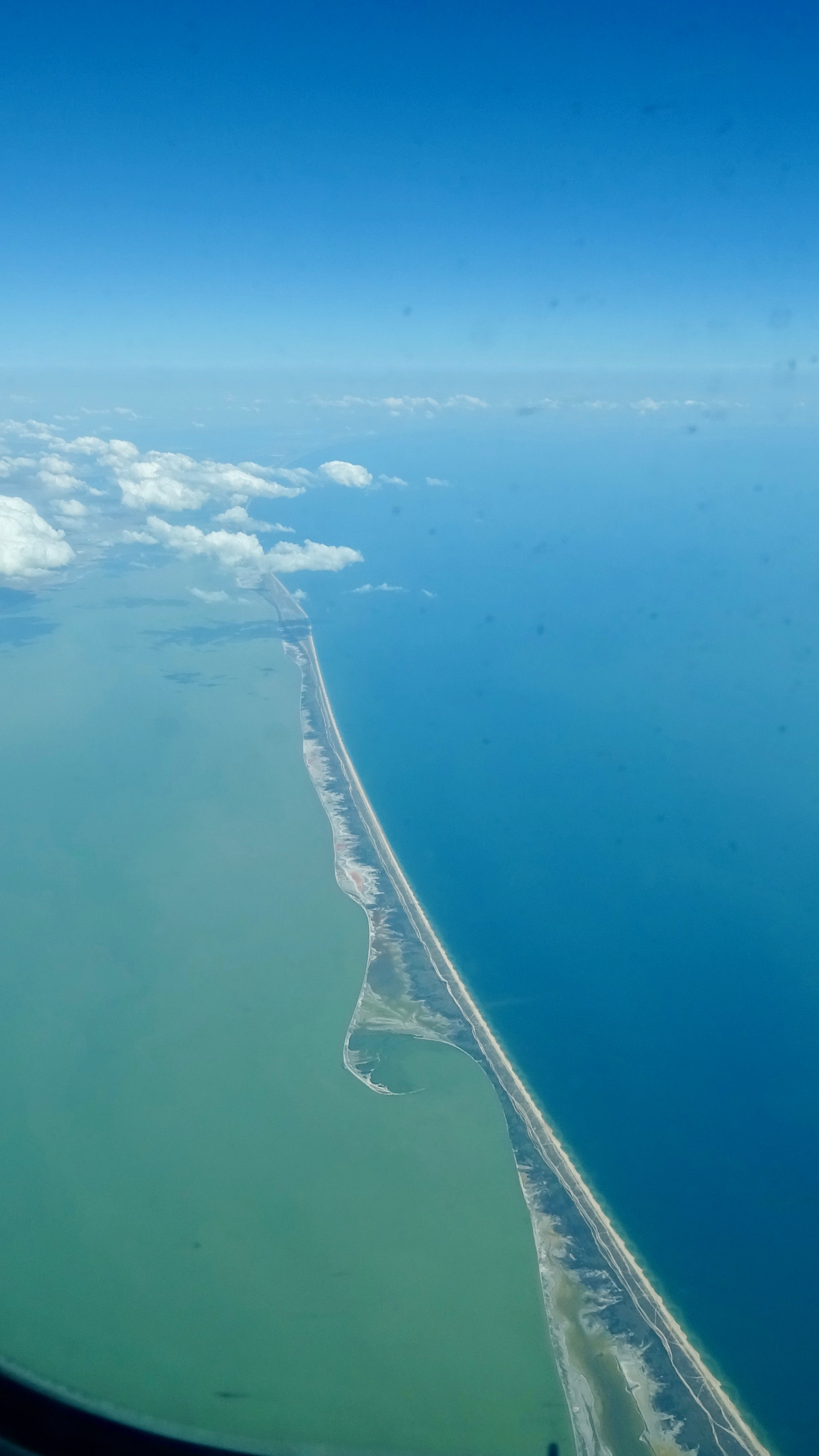
Арабатська Стрілка

На західному й північному узбережжі Азовського моря ряд акумулятивних піщано-мушлевих кіс (із заходу на схід) — Арабатська Стрілка, Бирючий Острів, Обитічна, Бердянська, Білосарайська, Крива. Вони відділяють від відкритого моря ряд заток — озеро Сиваш, Утлюцький лиман, Обитічну, Бердянську, відповідно. Узбережжя переважно вирівняне абразійно-акумулятивне, чергування намивних кіс та бухт; в районі Маріуполя — абразійний відмерлий берег. На крайньому сході акваторії Азовського моря, на схід від умовної лінії завдовжки 31 км Білосарайська коса — Довга коса (Росія) лежить найбільша затока України — Таганрозька (5,6 тис. км²). Найбільшою затокою, чия акваторія повністю належить Україні є Каркінітська, завдовжки 118,5 км, з максимальною завглибшки 36 м.
Поблизу узбережжя України відносно мало островів. Майже всі вони акумулятивно-намивні, що в минулому поєднувались із суходолом піщаними переймами і з часом поєднаються знов. Ці процеси яскраво відображає топоніміка — коса Бирючий Острів, острів Тендрівська Коса. Навпроти дельти Дунаю в західній частині акваторії Чорного моря невеликий (0,17 км²) скелястий острів — Зміїний. У Керченській протоці ближче до російського півострова Тамань — острів Коса Тузла, єдиний частина території України яку можна розглядати як таку що лежить в Азії.